# Civiltà romana
La civiltà romana è la civiltà fondata nell'antichità dai Romani, una popolazione indoeuropea di ceppo italico e appartenente nello specifico al gruppo dei popoli latino-falisci, stanziatisi in epoca protostorica nell'attuale Lazio, la quale riuscì a partire dal III secolo a.C. ad estendere il proprio predominio sull'Italia e, successivamente, sull'intero bacino del Mediterraneo e in gran parte dell'Europa centro-occidentale. La suddetta civiltà, passata da una monarchia attraverso una repubblica oligarchica fino a un impero - la cui parte occidentale sopravvisse fino al V secolo e lasciò importanti tracce archeologiche e numerose testimonianze letterarie - plasmò l'immagine di quella che è oggi conosciuta come civiltà occidentale.
La civiltà romana è spesso annoverata nell'antichità classica insieme all'antica Grecia, essendo quest'ultima una civiltà che ha ispirato parte della cultura romana. Oltre al suo modello di potere, che è stato emulato o ispirato da innumerevoli principi, la civiltà romana ha contribuito enormemente allo sviluppo del diritto, delle istituzioni e della legislazione, nonché della guerra, dell'arte, della letteratura, dell'architettura, della tecnologia e delle lingue del mondo occidentale.

## Etnonimo di Roma e dei Romani
Sull'origine del nome Roma sono state formulate diverse ipotesi; il nome potrebbe derivare:
- da Roma, figlia di Italo (o di Telefo figlio di Ercole), sposa di Enea o di suo figlio Ascanio[3];
- da Romano, figlio di Odisseo e Circe[3];
- da Romo, figlio di Ematione, che Diomede fece giungere da Troia[3];
- da Romide, tiranno dei latini, che espulse gli etruschi dalla regione[3];
- da Rommylos e Romos (Romolo e Remo), figli gemelli di Ascanio che fondarono la città[4];
- da Rumon o Rumen, nome arcaico del Tevere, avente radice analoga a quella del verbo greco ῥέω (rhèo) e del verbo latino ruo, che significano "scorrere"[5][6];
- dall'etrusco ruma, che significa "mammella", e potrebbe quindi riferirsi al mito di Romolo e Remo, oppure anche alla conformazione della zona collinare del Palatino e dell'Aventino[7];
- dal greco ῤώμη (rhòme), che significa forza[8];
- da Roma, una ragazza troiana che conosceva l'arte della magia, di cui si trovano accenni negli scritti del poeta Stesicoro[9];
- da Amor, cioè la parola Roma se letta da destra verso sinistra: l'interpretazione è dello scrittore bizantino Giovanni Lido, vissuto nel V secolo[10].

L'origine del nome della città, e quindi del popolo che la abitava, era incerta anche in età regia. Servio, grammatico a cavallo tra il IV e il V secolo d.C., riteneva che il nome potesse derivare da un'antica denominazione del fiume Tevere, Rumon, dalla radice ruo (a sua volta proveniente dal greco ῥέω), scorro, così da assumere il significato di Città del Fiume. Ma si tratta di un'ipotesi che non ha riscosso molto successo.
Gli autori di origine greca, primo fra tutti Plutarco, tendevano naturalmente ad autocelebrarsi come i civilizzatori e i colonizzatori del bacino del Mediterraneo, e quindi insistevano sulla lontana origine ellenica della città. Una prima versione fornita da Plutarco vede la fondazione di Roma dovuta al popolo dei Pelasgi, i quali una volta giunti sulle coste del Lazio, avrebbero fondato una città il cui nome ricordasse la loro prestanza nelle armi (rhome). Secondo una seconda ricostruzione dello stesso autore, i profughi troiani guidati da Enea arrivarono sulle coste del Lazio, dove fondarono una città presso il colle Pallantion a cui diedero il nome di una delle loro donne, Rhome. Una terza versione sempre di Plutarco offre altre ipotesi alternative, secondo le quali Rome poteva essere un mitico personaggio eponimo, figlia di Italo, re degli Enotri o di Telefo, figlio di Eracle, sposò Enea o il di lui figlio, Ascanio.
Una quarta versione vede Roma fondata da Romano, figlio di Odisseo e di Circe; una quinta da Romo, figlio di Emazione, giunto da Troia per volontà dell'eroe greco Diomede; una sesta da Romide, tiranno dei Latini, che era riuscito a respingere gli Etruschi, giunti in Italia dalla Lidia e in Lidia dalla Tessaglia. Un'altra versione fa della stessa Rome la figlia di Ascanio, e quindi nipote di Enea. Ancora una Rome profuga troiana giunge nel Lazio e sposa il re Latino, sovrano del popolo lì stanziato e figlio di Telemaco, da cui ebbe un figlio di nome Romolo che fondò una città chiamata col nome della madre. In tutte le versioni si ritrova la stessa eponima chiamata Rome, la cui etimologia proviene dalla parola greca rhome con il significato di "forza". Le fonti citano anche altri possibili eroi eponimi come Romo, figlio del troiano Emasione, o ancora Rhomis, signore dei Latini e vincitore degli Etruschi.
Secondo altre interpretazioni di un certo interesse, il nome ruma sarebbe di origine etrusca, in quanto non ne è stato trovato l'etimo indoeuropeo (e l'unica lingua non-indoeuropea della zona era appunto l'etrusco). Il termine sarebbe entrato come prestito nel latino arcaico e avrebbe dato origine al toponimo Ruma (più tardi Roma) e a un prenome Rume (in latino divenuto Romus), dal quale sarebbe derivato il gentilizio etrusco Rumel(e)na, divenuto in latino Romilius. Il nome Romolo sarebbe quindi derivato da quello della città, e non viceversa.

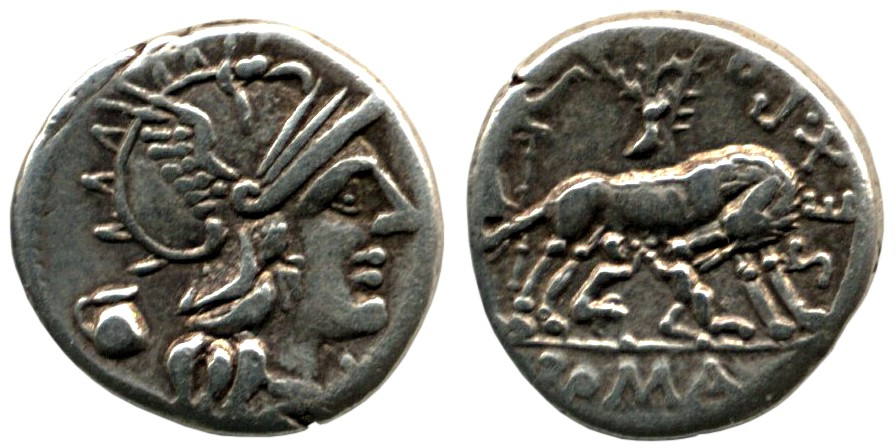
Il fico ruminale sul retro di un denario del 137 a.C. circa

In ogni caso, la tradizione linguistica assegna al termine "ruma", in etrusco e in latino arcaico, il significato di "mammella", come è confermato da Plutarco, il quale, nella Vita di Romolo racconta che:
(Plutarco, Vita di Romolo, 4, 1.)
Questa interpretazione del termine ruma è quindi strettamente collegata con i motivi che hanno portato alla scelta, come simbolo della città di Roma, di una lupa con le mammelle gonfie che allatta i due mitici gemelli fondatori.

## Storia

### Età regia

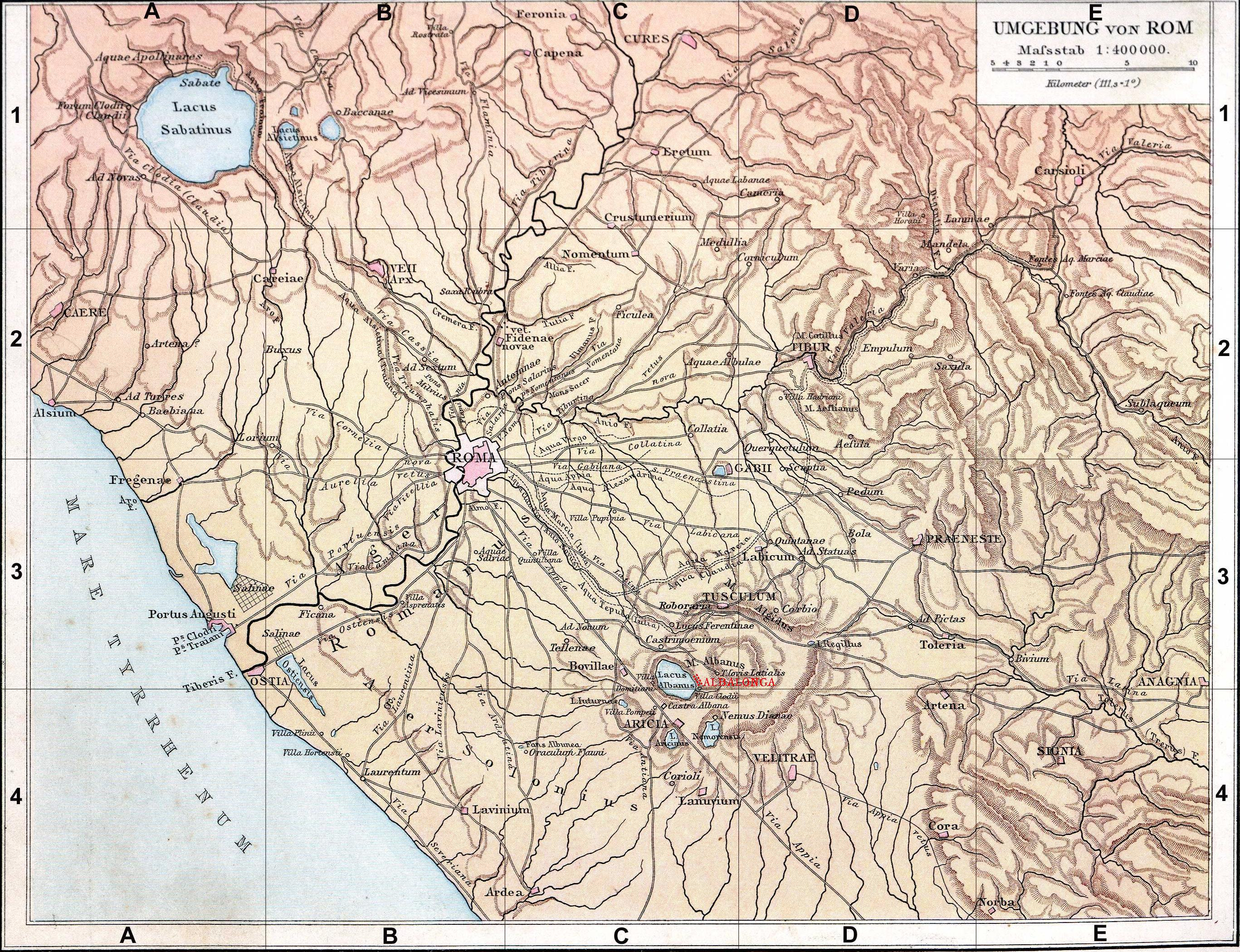
Roma e il Latium vetus settentrionale, in età regia

I primi Re di Roma appaiono soprattutto come figure mitiche. A ogni sovrano viene generalmente attribuito un particolare contributo nella nascita e nello sviluppo delle istituzioni romane e nella crescita sociopolitica dell'urbe di Roma. Contemporaneamente, venivano fondati i primi edifici di culto e si insediavano sui colli periferici gli abitanti delle vicine città che venivano man mano conquistate e distrutte. Una fase importante avvenne nel VII secolo a.C., al tempo attribuito ad Anco Marzio, quando venne creato il primo ponte sul Tevere, il Sublicius e venne protetta la testa di ponte ovest con un insediamento sul Gianicolo. Nello stesso periodo egli, secondo la tradizione, avrebbe fatto costruire il porto di Ostia alla foce del fiume, e lo avrebbe collegato con una strada che eliminò tutti i centri abitati sulla riva sinistra: lo scavo di Decima ha dato fondamento a questa tradizione, poiché è stato notato come lo sviluppo della sua necropoli si arresti bruscamente alla fine del VII secolo.
Lo sfruttamento delle potenzialità della posizione privilegiata dell'insediamento e la sua urbanizzazione può spiegare l'intervento puntuale degli Etruschi, divenuti consapevoli della posizione chiave della città: nel VI secolo a.C. i re appartennero a una dinastia etrusca, che segnò la definitiva urbanizzazione della città. Le mura serviane (nel tracciato che coincide quasi perfettamente con il rifacimento del IV secolo a.C.) cinsero una superficie di 426 ettari, per una città, divisa in quattro tribù territoriali (Palatina, Collina, Esquilina e Suburbana o Succusana), che era la più ampia della penisola italica di allora. Il periodo di grande prosperità per la città sotto l'influenza etrusca degli ultimi tre re è testimoniato anche dalle prime importanti opere pubbliche: il tempio di Giove Ottimo Massimo sul Campidoglio (il più grande tempio etrusco a noi noto), il santuario arcaico dell'area di Sant'Omobono, e la costruzione della Cloaca Maxima, che permise la bonifica dell'area del Foro Romano e la sua prima pavimentazione, rendendolo il centro politico, religioso e amministrativo della città. Un altro canale drenò Vallis Murcia e permise, sempre per opera dei Tarquini, di costruire il primo edificio per spettacoli al Circo Massimo.
L'influenza etrusca lasciò a Roma testimonianze durevoli, riconoscibili sia nelle forme architettoniche dei templi, sia nell'introduzione del culto della Triade Capitolina (Giove, Giunone e Minerva) ripresa dagli dèi etruschi Uni, Menrva e Tinia. Roma non perse mai però la sua forte componente etnica e culturale latina: per questo, anche alla fine dell'età regia, non si può mai parlare di città etrusca a tutti gli effetti.

### Età repubblicana

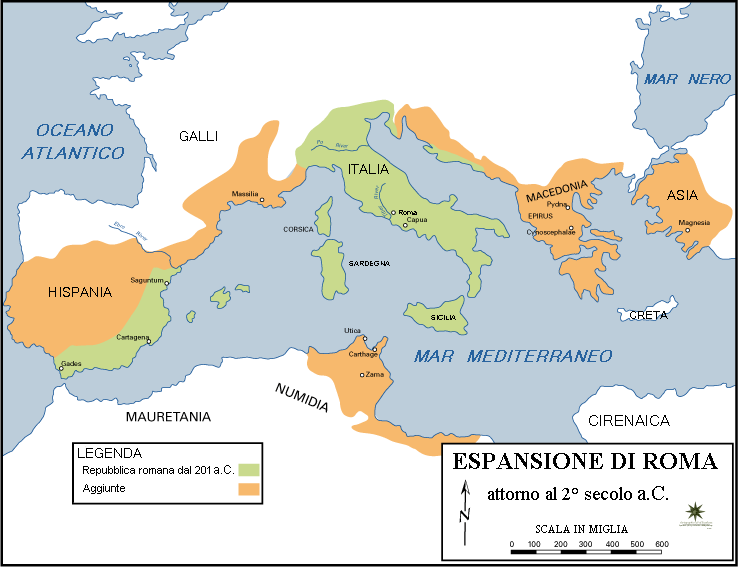
Il mondo romano, al termine della seconda guerra punica (in verde), e poi attorno al 100 a.C. (arancione)

L'espansione territoriale nella zona circostante all'inizio dell'età repubblicana ci è tramandata dal testo del primo trattato con Cartagine, riportato da Polibio, dove si parla di un territorio dipendente da Roma che si estendeva fino al Circeo e a Terracina.
Espulso dalla città l'ultimo re etrusco e instaurata una repubblica oligarchica nel 509 a.C., per Roma ebbe inizio un periodo contraddistinto dalle lotte interne tra patrizi e plebei e da continue guerre contro le popolazioni italiche: Etruschi, Latini, Volsci, Equi. Divenuta padrona del Lazio, Roma condusse diverse guerre (contro Galli, Osco-Sanniti e la colonia greca di Taranto, alleatasi con Pirro, re dell'Epiro) che le permisero la conquista della penisola italica, dalla zona centrale fino alla Magna Grecia. Allo stesso tempo Roma fece dell'Italia, dal Rubicone allo stretto di Messina, il suo territorio metropolitano.
Il III e il II secolo a.C. furono caratterizzati dalla conquista romana del Mediterraneo occidentale, dovuta alle tre guerre puniche (264-146 a.C.) combattute contro la città di Cartagine, alla sconfitta dei Galli sul Po e alla conquista di Numanzia nella penisola iberica. Dal 200 al 133 a.C., Roma divenne anche una potenza nel Mediterraneo orientale, combattendo tre guerre macedoniche (212-168 a.C.) contro la Macedonia, una contro Antioco e il regno seleucide, conquistando e distruggendo Corinto (nel 146 a.C.), nonché ereditando il Regno di Pergamo (133 a.C.). L'ammissione dei Romani ai giochi istmici di Corinto del 196 a.C., equivaleva all'entrata di Roma nella società delle nazioni di civiltà greca. Vennero, pertanto, istituite, via via, le prime province romane: la Sicilia, la Sardegna e Corsica, la Spagna, la Macedonia, la Grecia (Acaia), l'Africa.
Fino alla seconda guerra punica Roma era sostanzialmente una città-stato a capo di una confederazione, a partire dal II secolo a.C. prese campo una crisi che si concluse con la creazione dell'impero. Tra le cause ci furono la crisi economica dovuta alla guerra, che rovinò la classe dei piccoli e medi proprietari terrieri. Il latifondo iniziò a dominare la scena agreste, sostituendo a poco a poco la piccola proprietà. La popolazione proletaria si riversò così in città, andando a ingrossare le file del clientelismo politico delle principali, poche, famiglie senatorie, detentrici anche del potere economico. L'andamento si rivelò inattaccabile e i tentativi di rovescio dei Gracchi o di Saturnino fallirono miseramente. Assottigliatesi le leve militari tra i proprietari terrieri, si dovette creare un esercito di professionisti, che, slegato dalle sorti della Repubblica, finì poi per consegnare il potere nelle mani dei suoi capi.

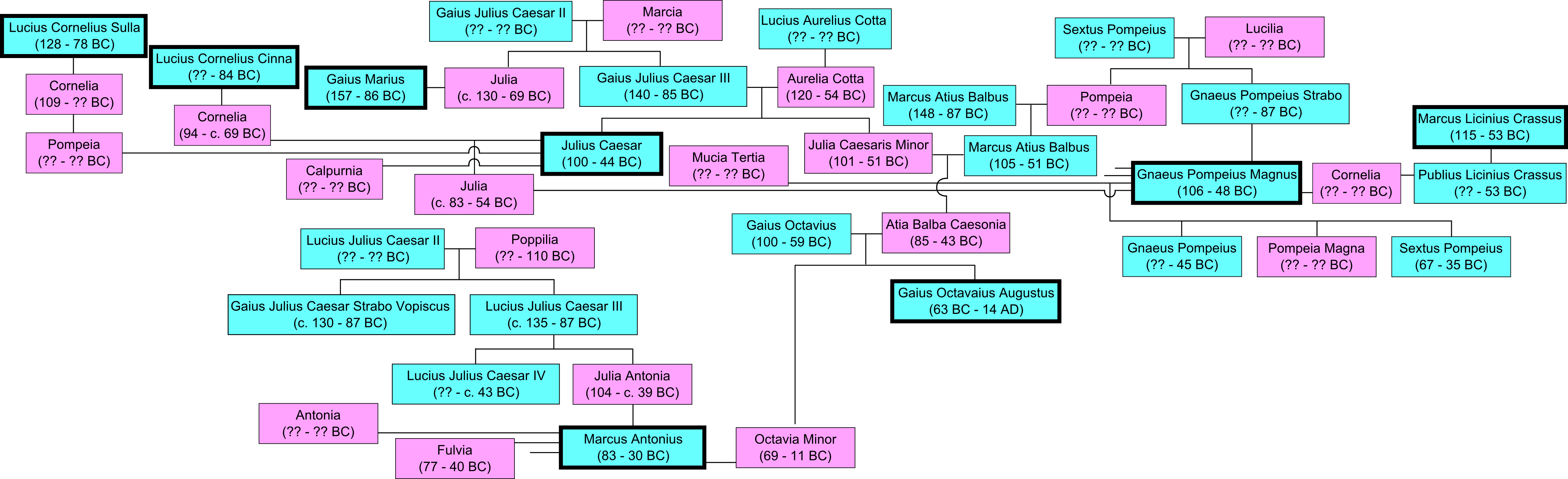
Principali personaggi e gens della tarda Repubblica romana

Nella seconda metà del II secolo e nel I secolo a.C. si registrarono numerose rivolte, congiure, guerre civili e dittature: sono i secoli di Tiberio e Gaio Gracco, di Giugurta, di Quinto Lutazio Catulo, di Gaio Mario, di Lucio Cornelio Silla, di Marco Emilio Lepido, di Spartaco, di Gneo Pompeo, di Marco Licinio Crasso, di Lucio Sergio Catilina, di Marco Tullio Cicerone, di Gaio Giulio Cesare e di Ottaviano, che, dopo essere stato membro del secondo triumvirato insieme con Marco Antonio e Lepido, nel 27 a.C. divenne princeps civitatis e gli fu conferito il titolo di Augusto.

### Età imperiale romana

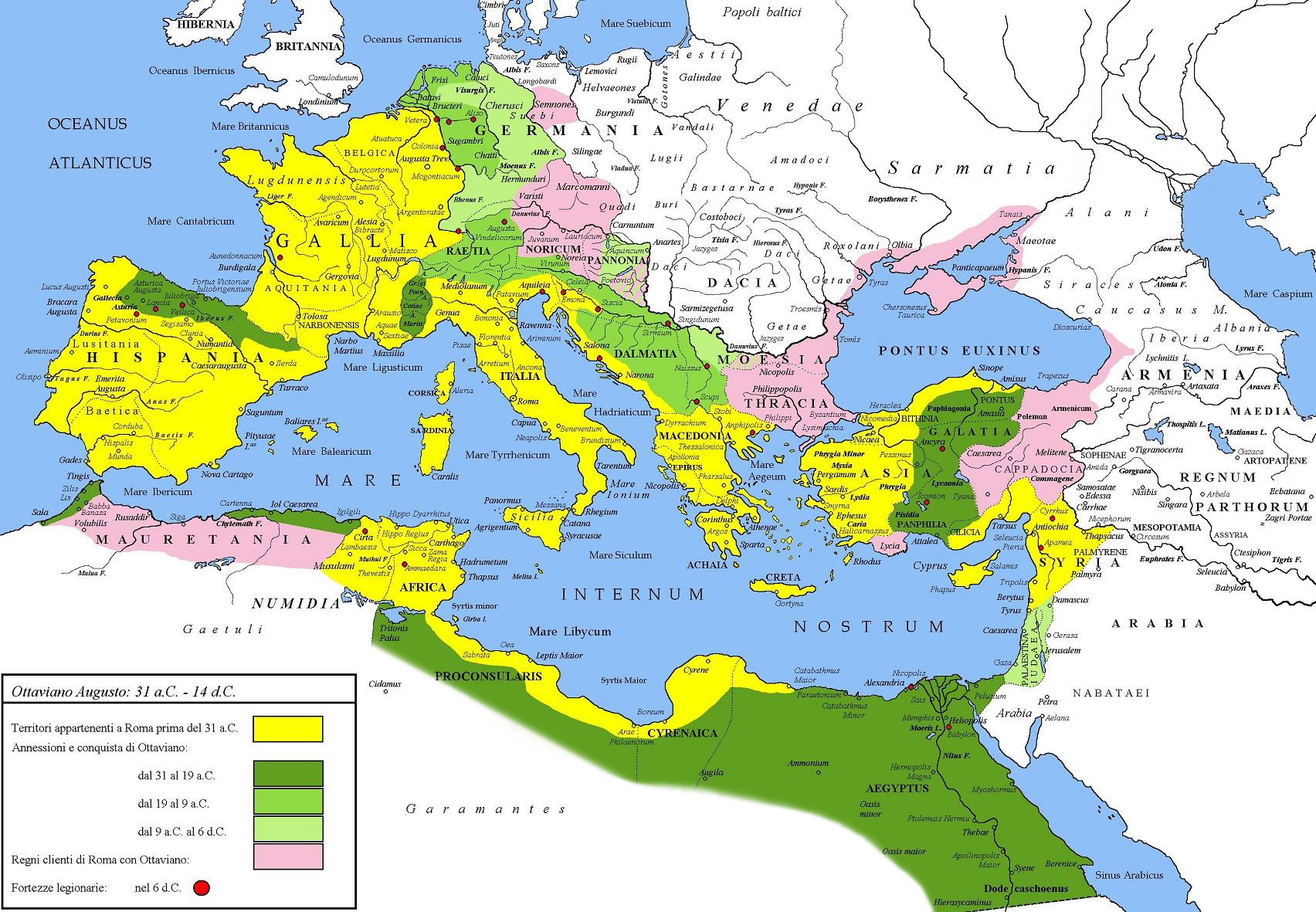
L'Impero romano in epoca augustea

Istituito de facto l'Impero, che conobbe la sua massima espansione nel II secolo, sotto l'imperatore Traiano, Roma si confermò caput mundi, cioè capitale del mondo, espressione che le era stata attribuita già nel periodo repubblicano. Il territorio dell'impero, infatti, spaziava dall'Oceano Atlantico al Golfo Persico, dalla parte centro-settentrionale della Britannia all'Egitto.
I primi secoli dell'impero, in cui governarono, oltre a Ottaviano Augusto, gli imperatori delle dinastie Giulio-Claudia, Flavia (a cui si deve la costruzione dell'omonimo anfiteatro, noto come Colosseo) e gli Antonini, furono caratterizzati anche dalla diffusione della religione cristiana, predicata in Giudea da Gesù Cristo nella prima metà del I secolo (sotto Tiberio) e divulgata dai suoi apostoli in gran parte dell'impero.
Fu Adriano a scegliere come successore, adottandolo, Tito Antonino (dopo la morte prematura di Elio Cesare), il quale era stato proconsole in Asia e che ricevette poi dal senato il titolo di Pio. Quando Antonino scomparve nel 161 la sua successione era già stata predisposta con l'adozione del genero Marco Aurelio Antonino, già indicato da Adriano stesso.
Marco Aurelio, che era stato educato a Roma secondo una cultura raffinata e bilingue (di sua mano è un trattato di meditazioni filosofiche in greco), volle dividere il potere col genero, di nove anni minore, Lucio Vero, già adottato da Antonino Pio. Con lui instaurò una diarchia, dividendo il potere e affidandogli il comando militare nelle campagne in Partia e in Armenia. Nel 169 Lucio morì e Marco Aurelio rimase l'unico sovrano. Scomparve nel 180 durante l'epidemia di peste scoppiata nel campo militare di Carnunto, vicino all'attuale Vienna (Vindobona), durante le dure lotte contro i Quadi e i Marcomanni. Il principe-filosofo, che aveva cercato, ispirandosi a Adriano, di presentarsi come un imperatore saggio e amante della pace, aveva paradossalmente trascorso tutti gli ultimi anni di governo in dure campagne militari, nell'affannoso compito di riportare la sicurezza entro i confini dell'impero. Gli successe il figlio Commodo, che cercò di imporre un'autocrazia ellenizzante. Commodo, era stato associato al potere col padre Marco Aurelio nel 177. Con lui si concluse il periodo degli imperatori adottivi, anche se non c'era mai stato un preciso schema istituzionale dietro le adozioni e forse erano solo divenute indispensabili per la mancanza di eredi naturali ai sovrani del II secolo.

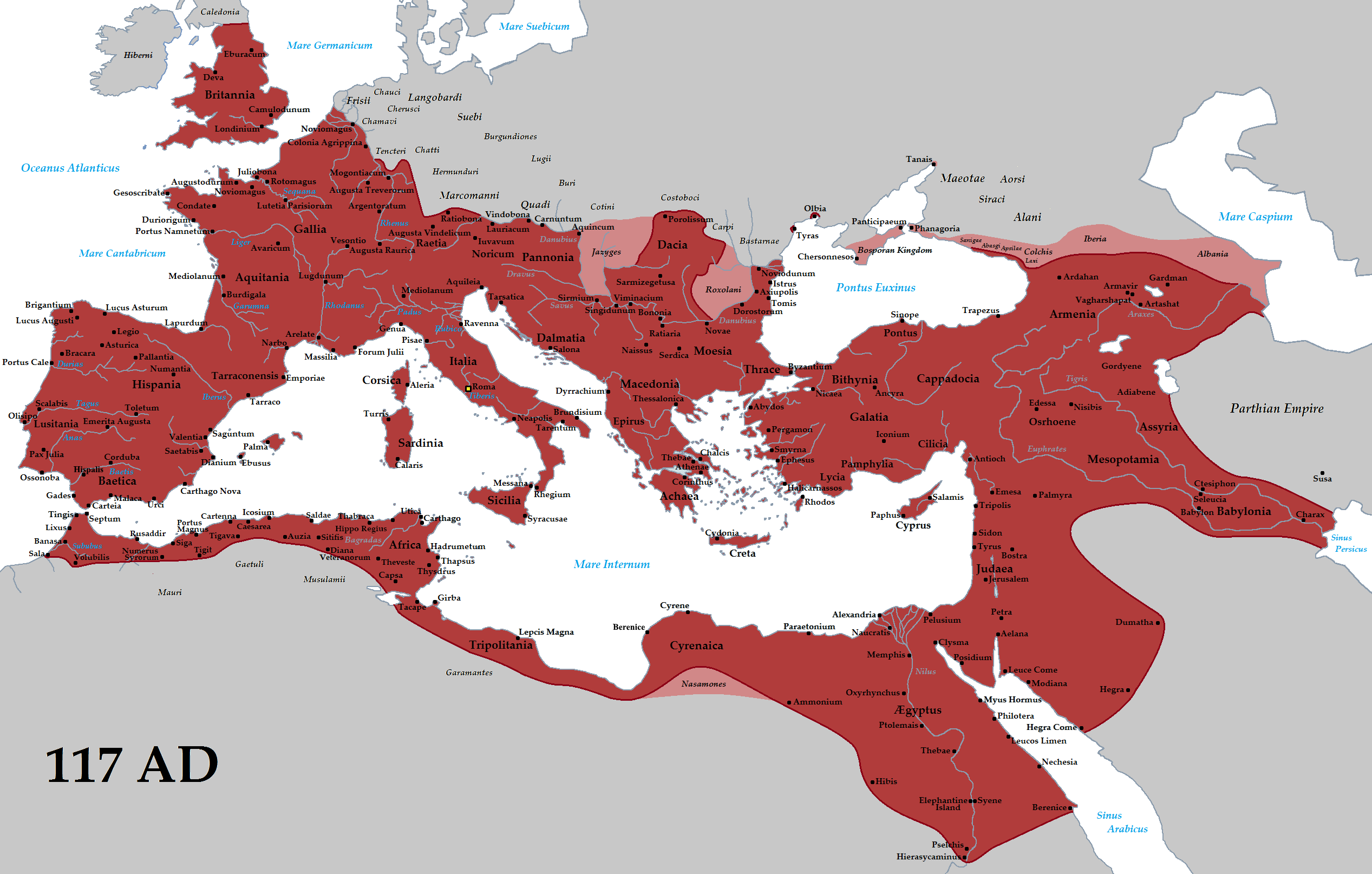
Impero romano al tempo della sua massima espansione sotto Traiano

Il governo di Commodo fu per molti versi irresponsabile e demagogico. Dopo aver condotto una pace frettolosa con le tribù germaniche, contro le quali stava lottando al momento della morte del padre, tornò velocemente a Roma. Qui cercò di aumentare il proprio prestigio personale e la propria popolarità con una serie di iniziative discutibili, come le frequenti elargizioni pubbliche di denaro e di altri beni, i costosi spettacoli gladiatori, ecc., che dissanguarono in breve tempo le casse dello Stato. Egli cercò inoltre di imporre un'autarchia sul modello ellenistico-orientale, ammantando la propria personalità di significati religiosi (facendosi identificare col dio Ercole).
Sembrò ignorare i pericoli che si addensavano ai confini dell'impero e quando venne eliminato da una congiura di palazzo (nel 192), lo Stato romano entrò in una profonda crisi per la successione, che viene spesso indicata come l'inizio della parabola discendente del dominio di Roma. Nonostante le prime avvisaglie della crisi, il periodo degli Antonini venne ricordato come un'epoca aurea, di benessere e giustizia rispetto alla grave crisi dei secoli successivi.
Settimio Severo fu il primo imperatore "militare" (e della dinastia dei Severi), poiché salito al potere grazie esclusivamente all'appoggio delle sue legioni, sconfiggendo gli altri pretendenti appoggiati da altre divisioni dell'esercito e imponendo la sua figura al senato, che non poté fare altro che ratificare la sua carica. Il 9 giugno 193 entrò dunque vittorioso in Roma. Con queste premesse le successioni si svolsero da allora in poi quasi sempre in un clima di sovvertimento e di anarchia, con lotte molto spesso armate fra i contendenti e l'arrivo al potere talvolta anche di avventurieri senza scrupoli. La tradizione amministrativa e burocratica statale, corrotta dai favoritismi personali, si andò progressivamente allentando, accentuando la situazione di crisi.
Le contraddizioni interne, aggravate dall'urgenza dei problemi alle frontiere, minacciarono l'autorità imperiale e la sopravvivenza della società e degli assetti tradizionali precedenti, che ne uscirono profondamente sconvolti. La gran parte degli imperatori di questo periodo non fu niente più che una meteora, bloccando di fatto la possibilità di legiferare in maniera continuativa, visto il ridimensionamento di peso del Senato e la tendenza degli imperatori a accentrare nelle proprie mani tutti i poteri considerandosi autocraticamente al di sopra di qualsiasi legge. L'esercito divenne il principale strumento della politica, fautore della fortuna di ciascun imperatore, che per questo ne diveniva "schiavo", dovendo cedere a tutte le richieste dei militari per non soccombere. La prodigalità verso le truppe aggravò ulteriormente le casse dello Stato, già impoverite dall'economia stagnante, regredita in alcune aree a livello di sussistenza (soprattutto nelle province occidentali dove particolarmente frequenti furono le incursioni nemiche). A ciò va aggiunta la penuria di schiavi, per mancanza di guerre di conquista, e la tassazione più forte, resa necessaria per far fronte alle richieste delle legioni e alle necessità per far funzionare l'apparato statale. La moneta si svalutò pesantemente, tanto che Settimio Severo dovette dare impulso alle distribuzioni in natura istituendo l'annona militare, quota fissa dei raccolti (indipendentemente dalla quantità dei raccolti) da destinare allo Stato.
Sotto Settimio Severo e poi Caracalla ed Eliogabalo avvenne una forte orientalizzazione della vita romana, con l'introduzione, tra l'altro, di culti misterici e orgiastici, che sfruttavano le esigenze di evasione mistica e irrazionale dal presente allora molto sentite e già coalizzate dallo stoicismo e dal Cristianesimo, seppure con un'attitudine meno elitaria.

L'Impero romano nel periodo di massima crisi del III secolo

Nel III secolo, al termine della dinastia dei Severi (193-235), iniziò la crisi del principato, cui seguì un periodo di anarchia militare (235-284).
Quando salì al potere Diocleziano (284), la situazione di Roma era grave: i barbari premevano dai confini già da decenni e le province erano governate da uomini corrotti. Per gestire meglio l'impero, Diocleziano lo divise in due parti (nel 286): egli divenne Augusto della parte orientale (con residenza a Nicomedia) e nominò Valerio Massimiano Augusto della parte occidentale, spostando la residenza imperiale a Mediolanum. Egli di fatto consolidava la normalizzazione interna dell'Impero, iniziata con Aureliano. L'impero venne suddiviso ulteriormente in quattro parti (nel 293): i due Augusti, infatti, dovevano nominare due Cesari, a cui affidavano parte del territorio e che sarebbero diventati, successivamente, i nuovi imperatori. Questi nuovi Cesari elessero come loro residenza, Sirmium per l'area greco-balcanica e Augusta Treverorum per quella nord-occidentale. Era la tetrarchia, ideata per disinnescare le lotte ereditarie. In questo sistema Roma era sempre la capitale sacra e ideale, il Caput mundi, ma la sua posizione geografica, lontana dalle bellicose zone di confine, non rendeva possibile un suo uso per funzioni politiche o strategiche. Molti aspetti della vita politica, economica e sociale dell'impero vennero riformati da Diocleziano, dall'esercito al commercio, dalla religione all'organizzazione amministrativa del territorio.
Nella pratica il sistema della tetrarchia durò ben poco, per via degli eserciti tutt'altro che disposti a deporre il potere politico che avevano avuto fino ad allora e che aveva loro valso numerosi vantaggi e privilegi. Già al primo passaggio, con la morte di Costanzo Cloro (306) le truppe stanziate in Britannia acclamarono suo figlio Costantino I, che diede il via a una guerra civile con gli altri tre pretendenti. Dopo aver battuto Massenzio e Massimino, restarono Licinio e Costantino che stipularono una pace. Ma nove anni dopo, nel 324, Costantino attaccò e sconfisse Licinio, che venne relegato in Tessaglia dove morì in seguito, assassinato dopo essere stato accusato di complotto. Il sistema tetrarchico non venne più restaurato.

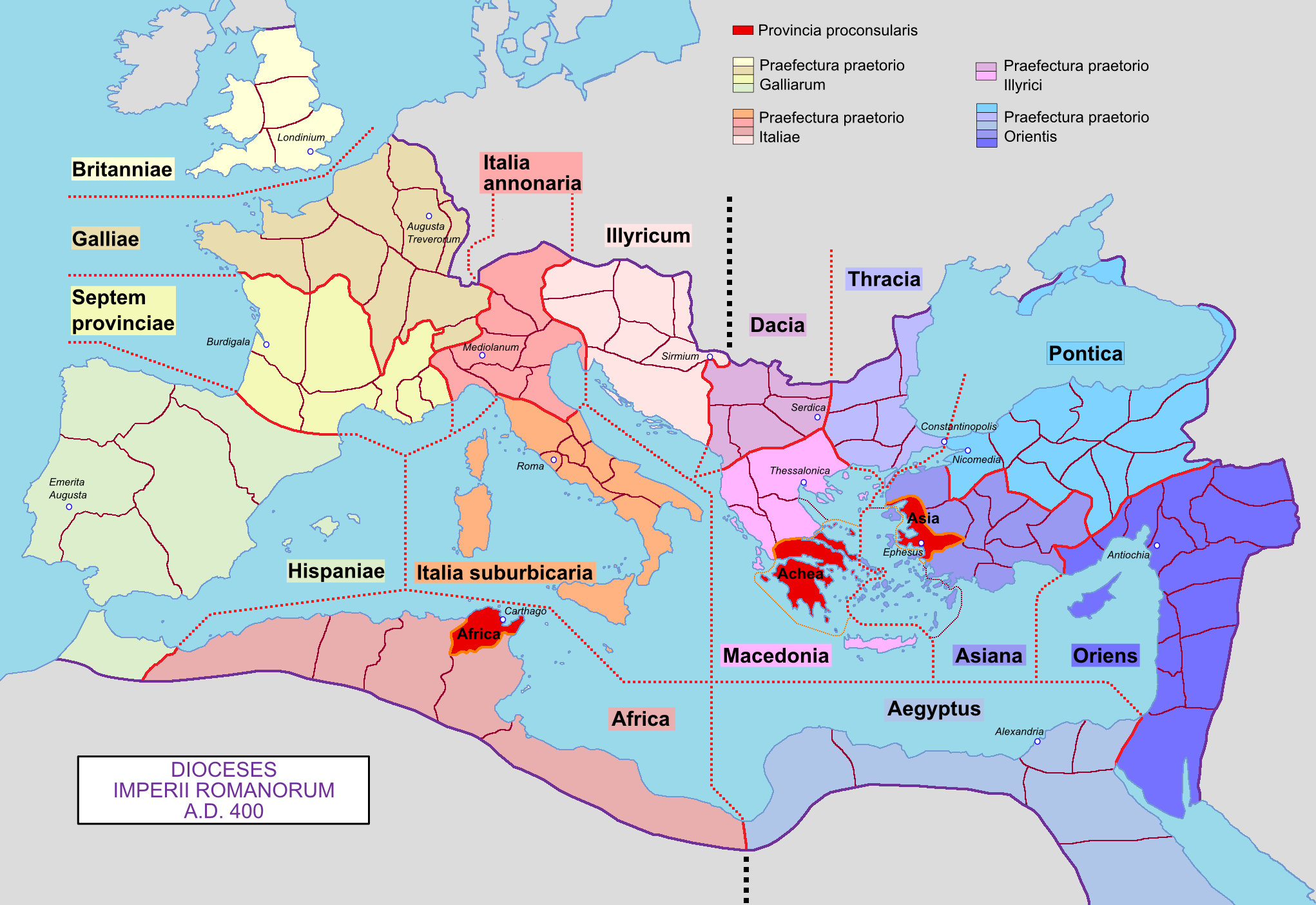
L'Impero romano alla morte di Teodosio I (395), fu diviso tra i suoi due figli in Occidente e Oriente, con la relativa suddivisione amministrativa in prefetture e diocesi

Una svolta decisiva si ebbe con Costantino, il quale, soprattutto dopo il 324, centralizzò nuovamente il potere e, già prima con l'editto di Milano del 313, dette libertà di culto ai cristiani, impegnandosi egli stesso per dare stabilità alla nuova religione. Fece costruire diverse basiliche e consegnò il potere civile su Roma a papa Silvestro I.
Costantino ebbe il merito di saper riconoscere le forze emergenti nella società e la capacità di assecondarle a suo favore, creando in prospettiva le premesse per una politica vittoriosa. Colse i sintomi delle richieste di spiritualità che da tempo agitavano la società, a differenza del rigetto delle novità della politica dioclezianea, e rivoluzionò la tradizionale posizione imperiale con l'editto di Milano, che stabiliva una tollerante neutralità religiosa dell'autorità. In particolare (ma non esclusivamente) favorì il cristianesimo, influenzato anche da sua madre Elena, ponendosi come primo sovrano protettore e seguace del nuovo dio, la cui sacralità ammantava la stessa carica imperiale. In questo senso l'imperatore presenziò al concilio di Nicea del 325 e si intromise nelle questioni dottrinali legate alle dottrine cristologiche per mantenere l'unità della Chiesa. Il cristianesimo così perse i suoi motivi rivoluzionari e, in parte, catartici per dedicarsi sempre più alla discussione ideologica, abbandonando al potere civile l'uomo sulla terra.
Costantino inoltre si accorse della vitalità economica e politica dell'Oriente, ormai superiore a quella dell'Occidente, e decise di costruire una seconda capitale in una zona strategica nel punto di passaggio tra Europa e Asia Minore: Costantinopoli. Tra le questioni irrisolte ci furono quella dell'arruolamento dell'esercito, sempre più composto da germani, e le differenze sociali tra città e campagna.
Il cristianesimo divenne così religione ufficiale dell'impero grazie a un editto emanato nel 380 da Teodosio, che fu l'ultimo imperatore di un impero unificato: alla di lui morte, infatti, i suoi figli, Arcadio e Onorio, si divisero l'impero. La capitale dell'Impero romano d'Occidente divenne Ravenna.
Roma, che non ricopriva più un ruolo centrale nell'amministrazione dell'impero, venne saccheggiata dai Visigoti comandati da Alarico (410); impreziosita nuovamente dalla costruzione di edifici sacri da parte dei papi (con la collaborazione degli imperatori), la città subì un nuovo saccheggio nel 455, da parte di Genserico, re dei Vandali. La ricostruzione di Roma venne curata dai papi Leone I (detto tradizionalmente defensor Urbis poiché avrebbe convinto Attila, nel 452, a non attaccare Roma) e dal suo successore Ilario, ma nel 472 la città fu saccheggiata per la terza volta in pochi decenni (per opera di Ricimero e Anicio Olibrio).
La deposizione di Romolo Augusto del 22 agosto 476 decretò la fine dell'impero romano d'occidente e, per gli storici, l'inizio dell'era medievale.

## Società

### Forme di governo

#### Età regia

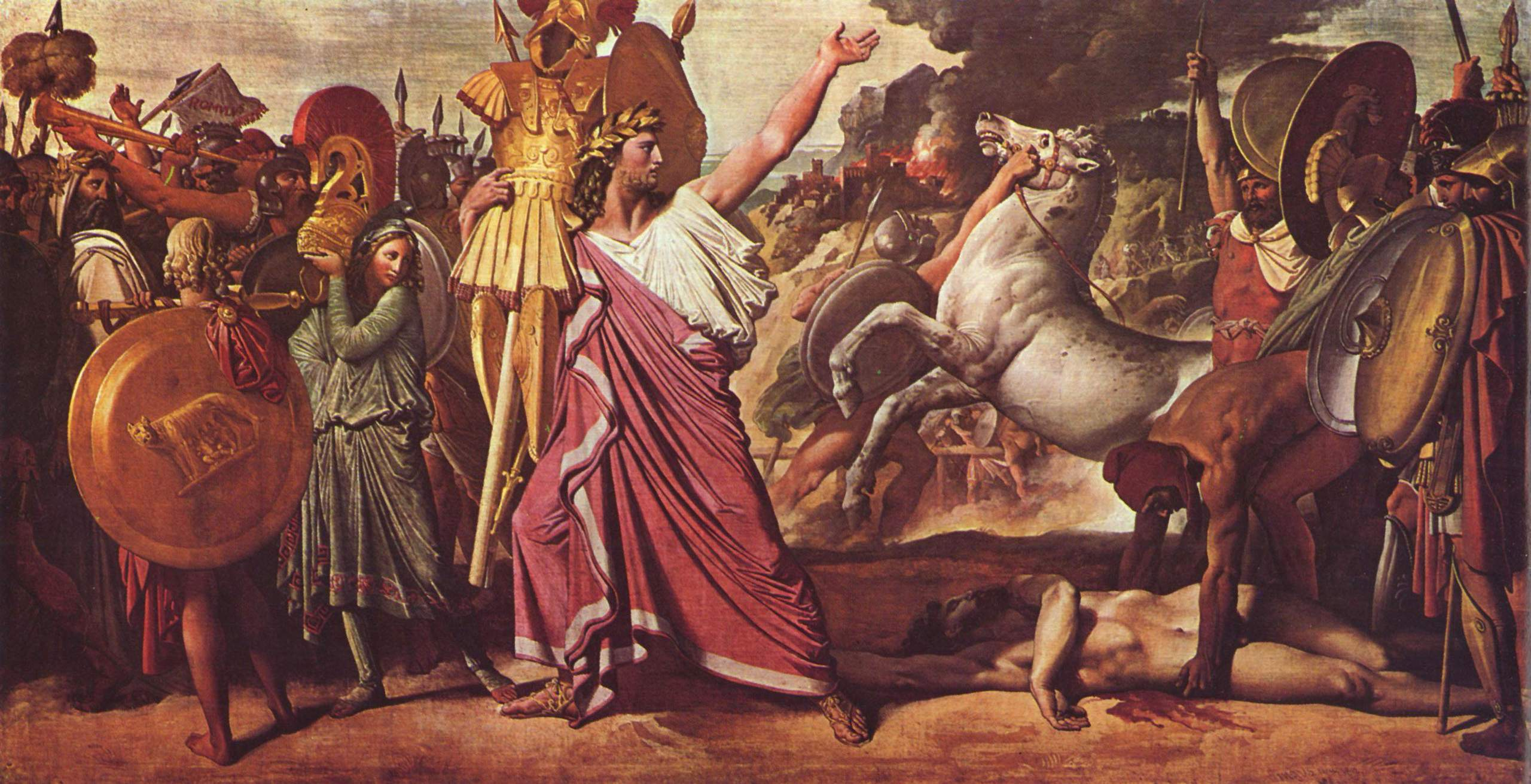
Romolo, il primo rex, uccisore di Acrone, porta le sue spoglie al tempio di Giove dipinto di Jean Auguste Dominique Ingres, 1812

Il rex era nella Roma arcaica il supremo magistrato, eletto (con l'esclusione di Romolo, re in virtù di fondatore della città) dai patres, i capifamiglia delle gentes originarie, per reggere e governare la città. Non esistono riferimenti riguardanti un principio ereditario nell'elezione dei primi quattro re latini, mentre per i successivi tre re etruschi fu stabilito un principio di discendenza matrilineare. Di conseguenza gli storici antichi ritennero che i re fossero scelti tenendo conto delle loro virtù. Per gli storici antichi è difficile definire con precisione i poteri dei re, a cui attribuiscono funzioni uguali a quelle dei successivi consoli d'età repubblicani. Alcuni studiosi moderni hanno ipotizzato che il potere supremo fosse del popolo e che il re fosse solo il capo esecutivo, mentre per altri il sovrano aveva il potere assoluto, mentre al Senato e al popolo non rimaneva che un ruolo secondario di controllo. Le insegne del potere del re erano dodici littori recanti fasci dotati di asce, la sedia curule, toga rossa, le scarpe rosse e il diadema bianco sul capo.
Presupponendo che il sovrano avesse avuto i poteri che tradizionalmente sono attribuiti a questa figura, egli sarebbe stato: capo con potere esecutivo, comandante in capo dell'esercito, capo di Stato, pontefice massimo, legislatore e giudice supremo. Quando un sovrano moriva, Roma entrava in un periodo chiamato interregnum. Il supremo potere dello Stato andava al Senato, che era responsabile di trovare un nuovo re e che si riuniva in assemblea, scegliendo uno dei suoi membri come interré per un periodo di cinque giorni col compito di nominare il nuovo sovrano di Roma. Terminato questo periodo, l'interré doveva scegliere un altro senatore per un altro periodo di cinque giorni col placet del Senato. Questo processo continuava fino alla nomina di un nuovo sovrano. Una volta che l'interré aveva trovato un candidato adatto a salire sul trono, lo sottoponeva all'esame del Senato e se questo lo approvava, l'interré riuniva i Comizi Curiati, presiedendoli come presidente durante l'elezione. I Comizi potevano accettare ma anche respingere il candidato, che se veniva eletto entrava subito in carica. Prima, però, egli doveva ottenere anche il placet degli dei attraverso gli auspici e poi doveva riunire di nuovo i Comizi per ricevere da loro lʾimperium (solo per i re etruschi, coincidente col comando militare; i re latini avevano invece la potestas). In teoria era dunque il popolo romano a eleggere i loro capi, ma in realtà il Senato aveva un ruolo molto importante nel controllare questo processo. Il re aveva inoltre funzioni sacrali, rappresentando Roma e il suo popolo di fronte agli dei. Come tale egli aveva il controllo sul calendario. Tali funzioni rimasero anche dopo la fine della monarchia nella figura del Rex Sacrorum.

#### Età repubblicana

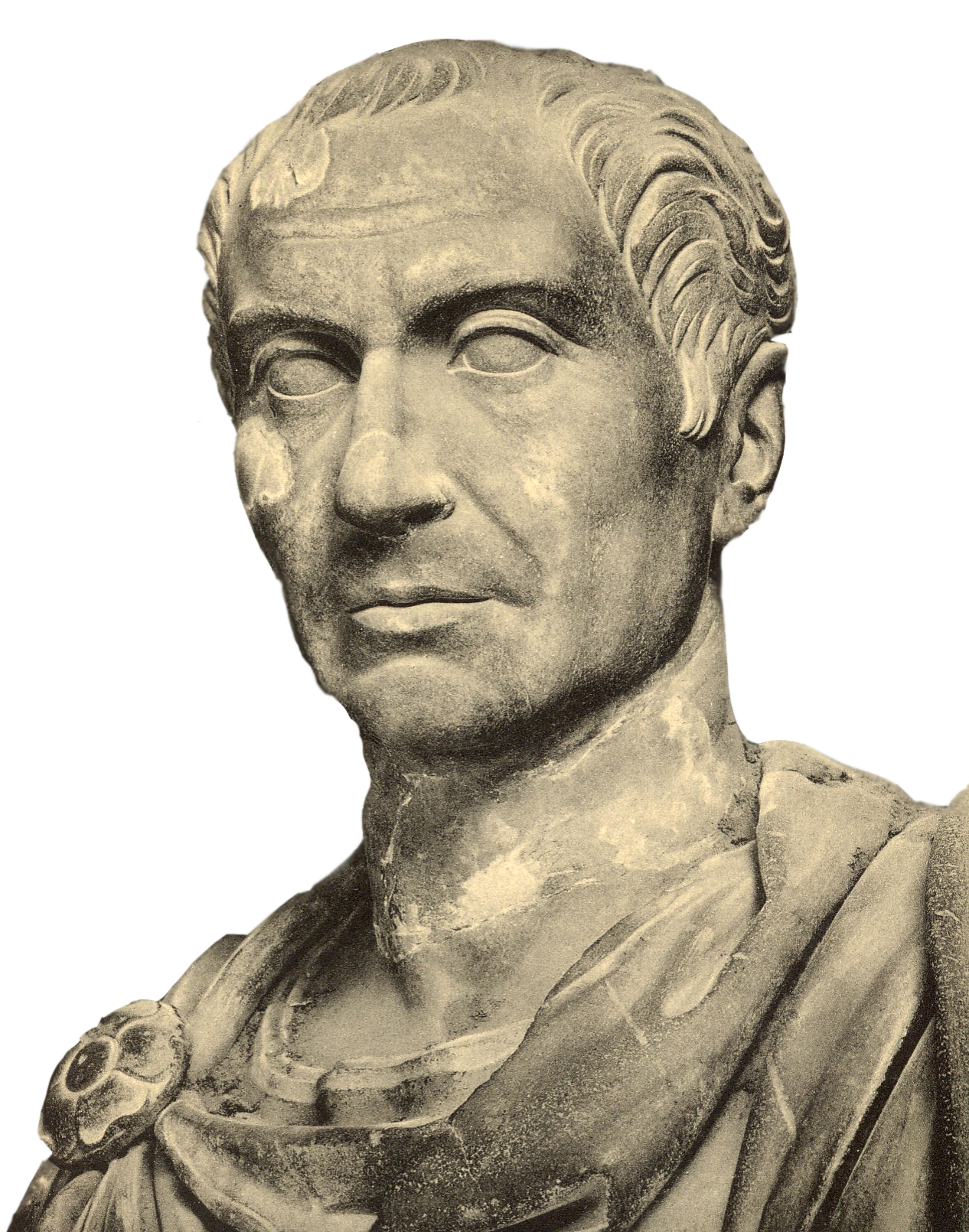
Busto di Cesare che, secondo Svetonio fu il primo vero Imperatore romano, simbolo della Civiltà romana

Il comando dell'esercito e il potere giudiziario, che in età regia erano prerogativa del re, in epoca repubblicana, tranne che in poche occasioni, furono assegnati a due consoli, mentre per quanto riguarda l'ambito religioso, prerogative regie furono attribuite al pontifex maximus. Con la progressiva crescita di complessità dello Stato romano si rese necessaria l'istituzione di altre cariche (edili, censori, questori, tribuni della plebe) che andarono a costituire le magistrature.
Per ognuna di queste cariche venivano osservati tre principi: l'annualità, ovvero l'osservanza di un mandato di un anno (faceva eccezione la carica di censore, che poteva durare fino a 18 mesi), la collegialità, ovvero l'assegnazione dello stesso incarico ad almeno due uomini alla volta, ognuno dei quali esercitava un potere di mutuo veto sulle azioni dell'altro, e la gratuità. Ad esempio, se l'esercito romano scendeva in campo sotto il comando dei due consoli, questi alternavano i giorni di comando. Mentre i consoli erano sempre due, gran parte degli altri incarichi erano retti da più di due uomini - nella tarda Repubblica c'erano 8 pretori all'anno e 20 questori. Tra i magistrati un'importante distinzione era quella tra magistrati dotati di imperium (imperio; ne facevano parte solo consoli, pretori e dittatori) e quelli che ne erano sprovvisti (sine imperio, tutti gli altri); ai primi erano affiancate delle speciali guardie, i littori. Nel tempo, per amministrare i nuovi territori di conquista senza dover moltiplicare il numero dei magistrati in carica, fu istituita la figura del promagistrato (proconsole, propretore), dotato della stessa autorità del magistrato di riferimento ma formalmente non tale.

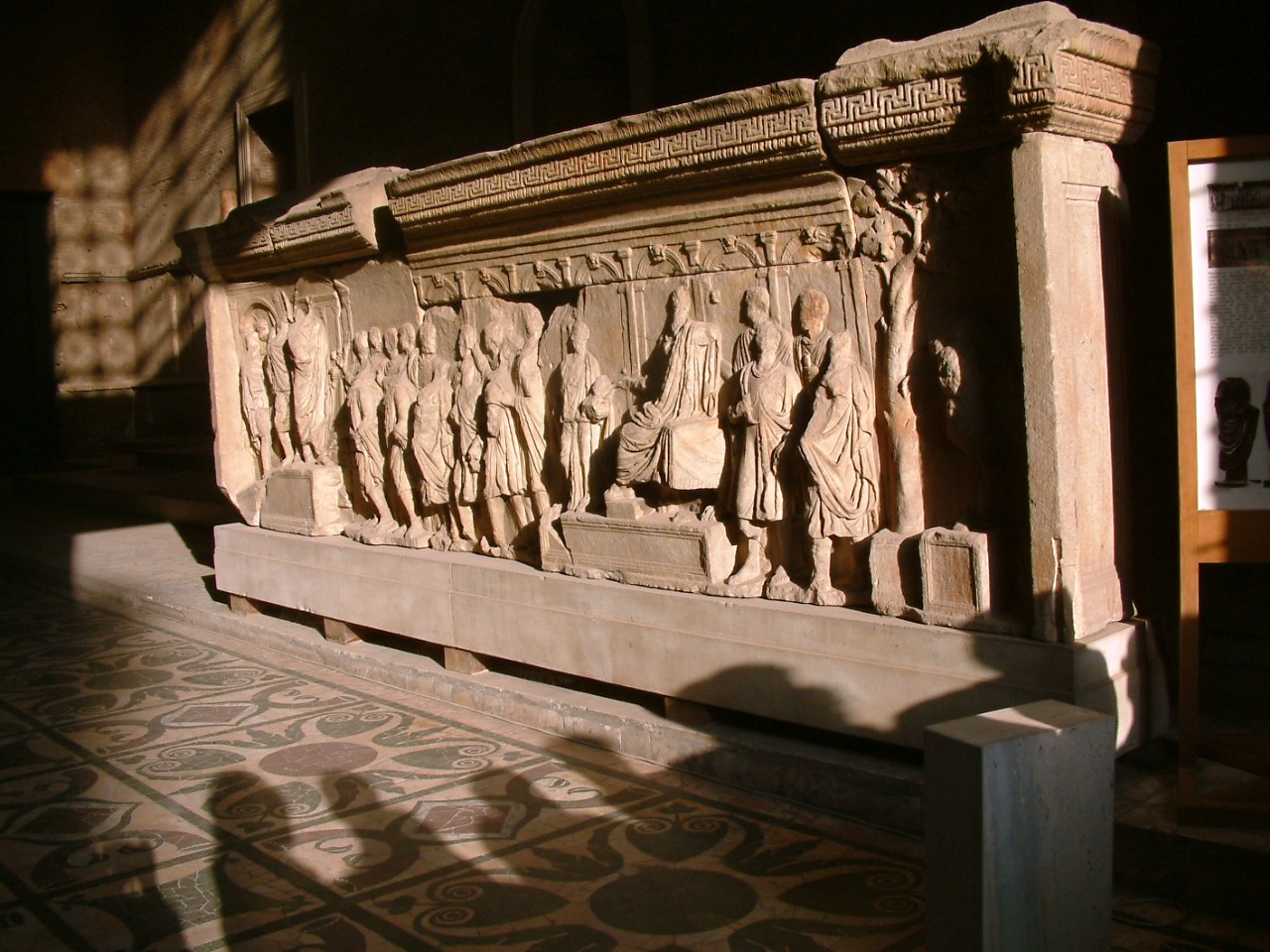
Interno della Curia, antica sede del Senato

Il secondo pilastro della Repubblica romana erano le assemblee popolari, che avevano diverse funzioni, tra cui quella di eleggere i magistrati e di votare le leggi. La loro composizione sociale differiva da assemblea ad assemblea; tra queste l'organo più importante erano comunque i comizi centuriati, in cui il peso nelle votazioni era proporzionale al censo, secondo un meccanismo (quello della divisione delle fasce censitarie in centurie) che rendeva preponderante il peso delle famiglie patrizie.
Ciononostante il peso della plebe veniva comunque a essere accentuato rispetto al periodo monarchico, in cui esisteva un solo organo assembleale (i comizi curiati) costituito da soli patrizi. L'accesso della plebe all'esercito sancito dalla riforma centuriata, varata all'inizio del periodo repubblicano, spinse il ceto popolare a pretendere maggiori riconoscimenti, che nell'arco di due secoli (vedi più avanti) vide tra l'altro la costituzione della magistratura di tribuno della plebe, eletto dal concilio della plebe.
Il terzo fondamento politico della repubblica era il Senato, già presente nell'età della monarchia. Costituito da 300 membri, capi delle famiglie patrizie (Patres) ed ex consoli (Consulares), aveva la funzione di fornire pareri e indicazioni ai magistrati, indicazioni che poi divennero de facto vincolanti. Approvava inoltre le decisioni prese dalle assemblee popolari.
Esisteva poi la carica di dittatore, che costituiva un'eccezione all'annualità e alla collegialità. In periodi di emergenza (sempre militari) un singolo dittatore veniva eletto con un mandato di 6 mesi in cui aveva da solo la guida dello Stato. Eleggeva un suo collaboratore (che comunque gli rimaneva subordinato) detto maestro della cavalleria (Magister equitum). Caduto in disuso dopo il periodo delle grandi conquiste, il ricorso a questo incarico tornerà a essere praticato nella fase della crisi della repubblica.
Bisogna aggiungere che cultura romana fu influenzata nel corso del V secolo a.C. dai frequenti contatti col mondo greco siciliano e con Siracusa in particolare, l'entrata in vigore del trattato tra Roma e Cartagine (attorno al 500 a.C.) sulla possibilità di inviare navi mercantili nel sud Italia favorì i commerci e l'acquisizione diverse parole relative ai pesi e alle misure, alla monetazione greca, alle contrattazioni private a carattere giuridico e persino ai giochi.
Cariche politiche della Repubblica
- Console
  - Proconsole
- Pretore
  - Propretore
- Edile
- Questore
  - Proquestore
- Censore

- Tribuno della plebe
- Tribuno Consolare
- Tribuno militare
- Pontefice massimo
- Dittatore
  - Maestro della cavalleria
- Princeps Senatus

- Duumviri
- Triumviri
- Decemviri
- Vigintisexviri
- Tribuno erario
- Quinqueviri muris turribusque reficiendis
- Magister vicorum et pagorum
- Praefecti

#### Età imperiale
Principato

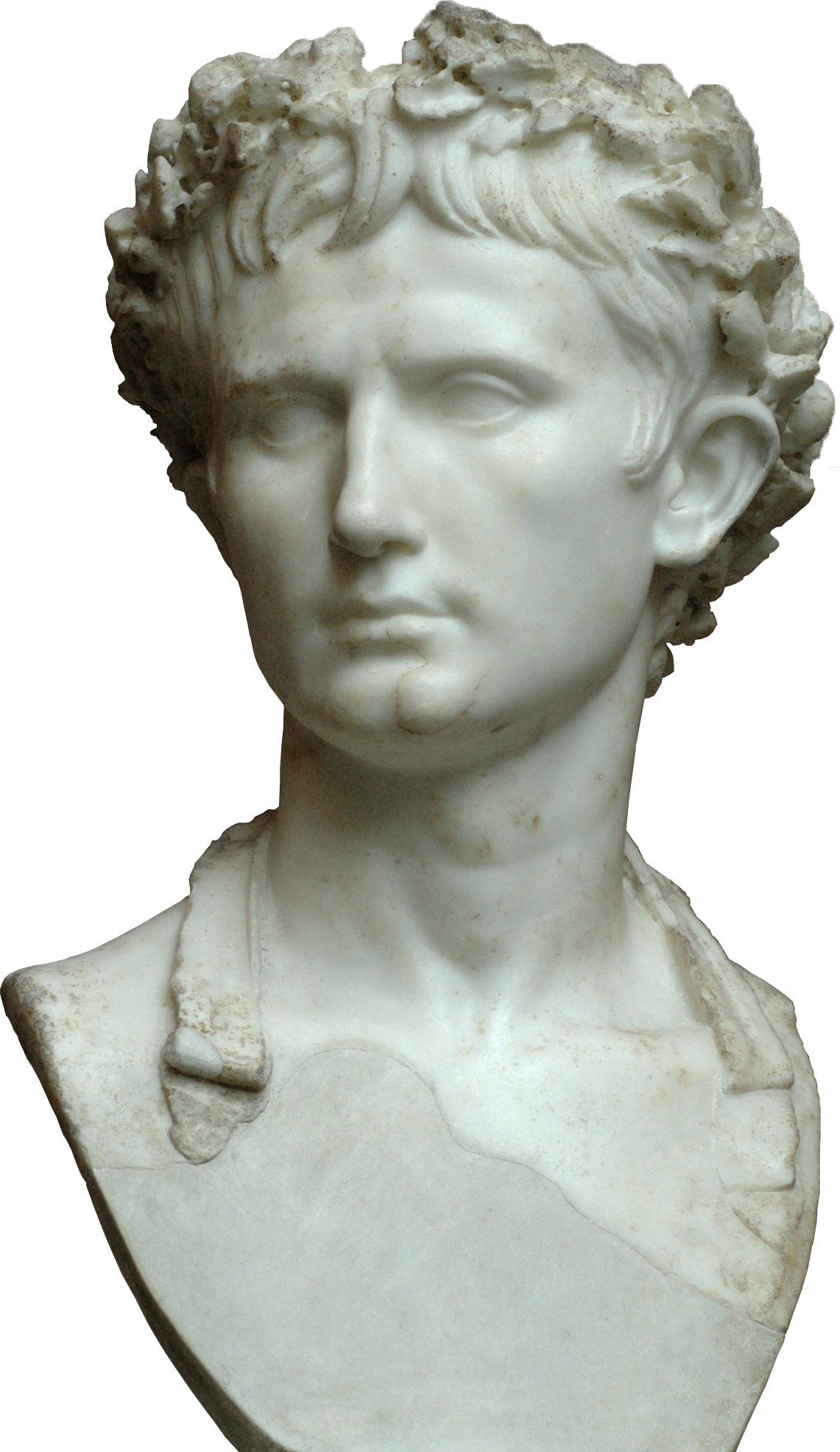
Busto di Augusto, simbolo del principato imperiale romano

Con il termine di Principato si intende nell'ambito della storia romana la prima forma di governo dell'impero. Il principato instaurato nel 27 a.C. da Augusto segnò il passaggio dalla forma repubblicana a quella autocratica dell'Impero: senza abolire formalmente le istituzioni repubblicane, il principe assumeva la guida dello stato e ne costituiva il perno politico. Gradatamente rafforzatasi la forma assolutistica con i successivi imperatori della dinastia Giulio-Claudia e dei loro successori, il principato entrò in crisi con la fine della dinastia dei Severi nel 235 d.C.. La successiva anarchia militare durante la crisi del III secolo condusse alla forma imperiale più dispotica del Dominato.
Augusto, divenuto padrone indiscusso dello Stato romano, assunse progressivamente una serie di poteri che caratterizzarono poi costantemente la figura dell'imperatore:
- il pontificatus maximus, cioè il governo della religione romana;
- la tribunicia potestas, cioè la sacrosanctitas (inviolabilità e sacralità), il diritto di veto su tutti gli atti pubblici e le leggi e la potestà di comminare la pena capitale a chiunque ostacolasse o interferisse con lo svolgimento delle sue mansioni;
- l'imperium proconsulare maius et infinitum, cioè il potere supremo su tutti i magistrati e illimitato su tutto l'impero e il potere di legiferare attraverso le costituzioni imperiali;
- il principatus, cioè la presidenza del Senato romano.

A questi poteri l'imperatore poteva poi di volta in volta aggiungere le tradizionali potestà repubblicane facendosi regolarmente eleggere a seconda delle necessità nelle varie magistrature. La creazione del regime imperiale non cancellava infatti il precedente ordine repubblicano, ma vi si innestava anzi, sovrapponendovisi. La volontà di non contrapposizione con il precedente ordine veniva chiarita in particolare dalla concezione voluta da Augusto di un imperatore primus inter pares, cioè primo tra uguali.
Dominato
Il Dominato fu una nuova forma di governo dell'Impero successiva al Principato. Tale forma di governo era caratterizzata dal dispotismo: l'imperatore, non più contrastato dai residui delle antiche istituzioni della Repubblica romana, poteva disporre dell'Impero come se fosse una proprietà privata, ovvero da padrone e signore, cioè dominus, da cui la definizione di dominatus. La transizione dalle due forme di governo, avviata già a partire con Settimio Severo (poiché è con Severo che compare la dicitura dominus in chiave ufficiale e propagandistica), e poi "amplificata" dal 235 con l'ascesa di Massimino il Trace e perdurata per tutto il periodo dell'anarchia militare, può dirsi completata nel 285 d.C. con l'inizio del regno di Diocleziano, e l'inizio della Tetrarchia. Il dominato fu l'ultima forma assunta dal potere imperiale sino alla fine dell'Impero d'Occidente.
Tetrarchia

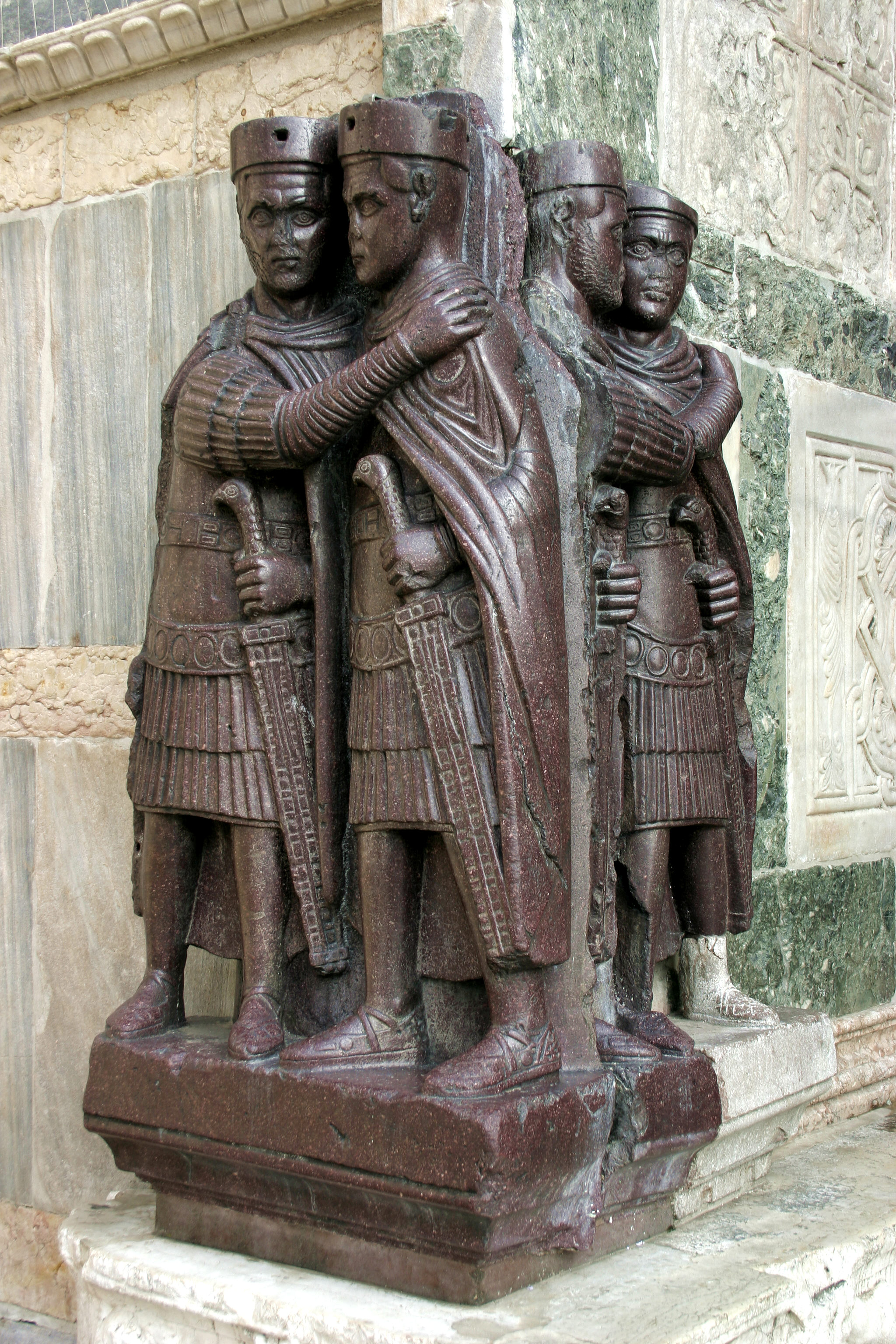
I tetrarchi, una scultura di porfido saccheggiata a Bisanzio nel 1204 (Basilica di San Marco a Venezia)

La tetrarchia fu una forma di governo voluto da Diocleziano, imperatore romano dal 284 al 305. Ottenuto il potere, il nuovo imperatore nominò nel novembre del 285 come suo vice in qualità di cesare, un valente ufficiale di nome Marco Aurelio Valerio Massimiano, che pochi mesi più tardi elevò al rango di augusto il 1º aprile del 286, formando così una diarchia in cui i due imperatori si dividevano su base geografica il governo dell'impero e la responsabilità della difesa delle frontiere e della lotta contro gli usurpatori. Diocleziano, che si considerava sotto la protezione di Giove (Iovio), mentre Massimiano era sotto la protezione "semplicemente" di Ercole (Erculio, figlio di Giove), manteneva però la supremazia. Tale sistema, concepito da un soldato come Diocleziano, non poteva che essere estremamente gerarchizzato.
Data la crescente difficoltà a contenere le numerose rivolte all'interno dell'impero, nel 293 si procedette a un'ulteriore divisione funzionale e territoriale, al fine di facilitare le operazioni militari: Diocleziano nominò come suo Cesare per l'oriente Galerio e Massimiano fece lo stesso con Costanzo Cloro per l'occidente. Il sistema si rivelò efficace per la stabilità dell'impero e rese possibile agli augusti di celebrare i vicennalia, ossia i vent'anni di regno, come non era più successo dai tempi di Antonino Pio. Per facilitare l'amministrazione e il controllo fu potenziata la burocrazia centrale e si moltiplicarono le suddivisioni amministrative, abolendo peraltro le regioni augustee e la divisione in "imperiali" e "senatoriali". Ciascuna delle quattro parti dell'impero, governata da uno dei tetrarchi, faceva capo a una distinta prefettura del pretorio: Gallie, Italia, Illirico, Oriente. Da queste dipendevano poi le Diocesi, in tutto dodici, rette dai Vicarii, nelle quali erano raccolte le 101 provincie, con a capo funzionari imperiali con il rango di correctores o praesides. In pratica il nuovo ordine imperiale disarticolava le vecchie strutture repubblicane accentrando ogni funzione attorno alla figura del sovrano.
In tale sistema l'imperatore assunse con ancor maggiore decisione connotati monarchici, riducendo le residue istituzioni repubblicane a semplici funzioni onorifiche. Il governo venne quindi progressivamente affidato a funzionari imperiali, scelti tra le file della classe dei cavalieri e tra i liberti. Tuttavia la stessa figura imperiale venne moltiplicandosi, con due imperatori titolari, gli Augusti, uno per la pars Occidentalis e uno per la pars Orientalis, spesso affiancati da colleghi di rango inferiore aventi il titolo di Cesare.
Il governo assolutistico di Diocleziano, tra le varie cose, non poteva tollerare in particolare atti di lesa maestà come il rifiuto dei sacrifici dovuti all'Imperatore, per cui il suo regno fu caratterizzato dalla grande persecuzione, l'ultima e la più violenta, contro i seguaci del culto cristiano. Terminata nel 305 la prima tetrarchia con l'abdicazione di Diocleziano e del collega Massimiano, la seconda entrò presto in crisi nel 306 con la morte di Costanzo Cloro, portando a una serie di scontri in Occidente, dai quali emersero vittoriosi Costantino e Licinio, che, facendo leva sul successo della nuova religione cristiana, la legalizzarono nel 313 con l'editto di Milano. Nel 316, poi, Costantino si rese unico imperatore, iniziando la costruzione di una nuova capitale orientale per l'Impero, Nova Roma.
Sotto la nuova dinastia costantiniana il Cristianesimo e la nuova capitale orientale prosperarono a scapito di Roma e dell'antica religione, fino all'avvento di Giuliano, il quale tentò di ristabilire l'uguaglianza tra i culti. Dopo la morte di Giuliano, però, la successiva dinastia valentiniana tornò a favorire il Cristianesimo sino a quando, nel 380, gli imperatori Graziano, Valentiniano II e Teodosio non promulgarono l'editto di Tessalonica, con cui venne reso unica religione lecita. Nel 392 Teodosio, principale ispiratore dell'editto, rimase poi unico imperatore, ultimo a regnare sull'Oriente e l'Occidente.
Con la sua morte nel 395, infatti, tale suddivisione divenne definitiva e permanente, con la nascita di due separate linee imperiali: quella degli Imperatori romani d'Occidente, poi interrottasi nel 476, e quella degli Imperatori romani d'Oriente, interrottasi nel 1453.

### Classi sociali di cittadini romani
Essere cittadino romano comportava una notevolissima serie di privilegi, variabili nel corso della storia, a creare diverse "gradazioni" di cittadinanza. Nella sua versione definitiva e più piena, comunque, la cittadinanza romana consentiva l'accesso alle cariche pubbliche e alle varie magistrature (nonché la possibilità di votarle nel giorno della loro elezione), la possibilità di partecipare alle assemblee politiche della città di Roma, svariati vantaggi sul piano fiscale e, importante, la possibilità di essere soggetto di diritto privato, ossia di poter presentarsi in giudizio attraverso i meccanismi dello ius civile, il diritto romano per eccellenza.
Alla base della società romana c'erano le gens ovvero gruppi di persone (clan), che condividevano lo stesso nomen gentilizio, erano per lo più composte da più familiae, a capo delle quali vi era un Pater familias. Le gens formavano a loro volta le tribù urbane e rustiche.
I cittadini romani (uomini liberi) si dividevano, inoltre, in patrizi e Plebei. A loro volta i patrizi più facoltosi, avevano alle loro dipendenza una serie di Clientes, vale a dire cittadini che, per la loro posizione svantaggiata all'interno della società romana, si trovavano costretti a ricorrere alla protezione di un "patronus" o di un'intera "gens" in cambio di svariati favori, talvolta al limite della sudditanza (applicatio) fisica o psicologica. Il penultimo gradino della società romana era formato dai liberti (ex-schiavi), e più sotto ancora vi erano gli schiavi.

#### Epoca regia
Fu Romolo per primo a dividere la popolazione della Roma quadrata nelle tre tribù sopracitate dei Ramnes, Tities e Luceres. Fu in seguito il re Servio Tullio nel VI secolo a.C. avrebbe diviso la popolazione in cinque classi, secondo il censo, e in centurie. Con tale riforma furono istituite quattro tribù urbane, stabilite quindi su base territoriale e in cui si poteva entrare solo avendo possedimenti terrieri nella zona, quindi ciò escludeva a priori la plebe.
E così le tribù originarie della Roma antica, erano raggruppamenti sociali in cui erano inquadrati i cittadini romani. Istituite in età regia, erano originariamente in numero di tre. Esse erano costituite da dieci curie (dal latino coviria, riunione di uomini; cfr. comizi curiati) ed erano indicate coi nomi di Ramnes, Luceres e Tities. Ogni tribù aveva come capo un tribunus, ed era formata da 10 fratrie o curie. Le tre tribù insieme formavano un complesso di un centinaio di gentes originarie.
In una società fortemente militarizzata come quella romana, Servio Tullio a mise in atto una prima riforma timocratica dei cittadini romani atti a prestare il servizio militare (obbligati ad armarsi a proprie spese e perciò chiamati adsidui), suddividendoli in cinque classi (sei se si considerano anche quella dei proletarii) sulla base del censo, a loro volta ordinati in ulteriori quattro categorie: i seniores (maggiori di 46 anni: anziani) e gli iuniores (tra 17 e 46 anni: giovani), ovvero coloro che rientravano nelle liste degli abili a combattere; i pueri (di età inferiore ai 17 anni: i fanciulli) e gli infantes (di età inferiore agli 8 anni: i bambini) non ancora in età per prestare il servizio militare.
In questo nuovo sistema la prima classe, la più facoltosa, poteva permettersi l'equipaggiamento completo da legionario, mentre quelle inferiori avevano armamenti via via più leggeri, e dove le prime tre costituivano la fanteria pesante e le ultime due quella leggera:
1. la prima classe era formata da 80 centurie di fanteria (40 di iuniores che avevano il compito di combattere nelle guerre esterne[46], mentre le altre 40 di seniores, rimanevano a difesa dell'Urbe), che potessero disporre di un reddito di più di 100 000 assi. Era la classe maggioritaria che costituiva il cuore della falange oplitica dello schieramento romano regio, la prima linea[47].
2. La seconda da 20 centurie e un reddito tra i 100 000 e i 75 000 assi. Costituiva la seconda linea[46][48].
3. La terza da altre 20 centurie di fanteria leggera e un reddito tra i 75 000 e i 50 000 assi[46][48].
4. La quarta composta da altre 20 centurie di fanteria leggera e un reddito tra i 50 000 e i 25 000 assi[48][49].
5. La quinta formata da 30 centurie di fanteria leggera e un reddito di appena 25 000-11 000 assi[48][49].

Chi era sotto la soglia degli 11 000 assi era organizzato in una sola centuria, dispensata dall'assolvere agli obblighi militari (i cui membri erano chiamati proletarii o capite censi), tranne nel caso in cui non vi fossero particolari pericoli per la città di Roma. In quest'ultimo caso erano anch'essi armati a spese dello Stato, servendo in formazioni speciali estranee all'ordinamento legionario.
Dopo aver così organizzato la fanteria, Servio Tullio passò alla cavalleria, che reclutò in 12 centurie di equites dal fiore dell'aristocrazia cittadina, a cui ne aggiunse altre 6 centurie, che potrebbero coincidere con quelle formate da Tarquinio Prisco e riconducibili ai sex suffragia: in totale 18 centurie. Per l'acquisto dei cavalli l'erario stabilì uno stanziamento annuo di 10 000 assi a centuria, mentre sancì che fossero le donne non sposate a pagarne il mantenimento degli stessi con 2 000 assi annui a centuria. Tale costo fu più tardi trasferito alle classi più ricche.
All'interno di una singola tribus vi erano delle gentes originarie, ovvero una sorta di arcaici clan familiari romani che sarebbero esistiti al momento della nascita di Roma. Secondo lo storico Tito Livio, al tempo della fondazione di Roma sarebbe avvenuta la federazione di un gruppo di clan preesistenti sotto l'azione unificatrice di Romolo, a cui si aggiunsero (per le vicende conseguenti al ratto delle sabine) molte famiglie venute al seguito di Tito Tazio, realizzando la fusione del popolo romano con quello dei Sabini. Secondo Tito Livio le gentes originarie sarebbero state un centinaio, distribuite nelle tre antiche Tribù dei Ramnes, dei Tities, e dei Luceres. Secondo questa interpretazione Roma sarebbe sorta dall'integrazione di ben tre popoli: Latini, Sabini ed Etruschi.

#### Età repubblicana
Più tardi (probabilmente in età repubblicana) alle tribù urbane furono aggiunte anche quelle rustiche. È, inoltre, verosimile che proprio la tribù sia stata culla della consapevolezza politica della plebe, i cui magistrati, detti tribuni, avevano come significato proprio "uomini della tribù". Non è un caso che proprio dal termine "tribus" derivino il nome sia i tribuni della plebe, sia i tribuni militari.
Una nuova organizzazione tribale, al di là di quella istituita prima da Romolo (le tre tribù) e ridisegnata da Servio Tullio (con le quattro tribù urbane) risulta documentata solo a partire dal 495 a.C.. A questa data apparterrebbero ventuno tribù, le 4 urbane serviane (Collina, Esquilina, Palatina e Suburana) e 17 rustiche (Camilla, ecc.). I nomi delle antiche tribù rustiche corrispondevano a quelli delle antiche gentes originarie esistenti o anche estinte, sulla base di distretti territoriali che in origine avevano rappresentato località dove si trovavano le maggiori tenute delle casate gentilizie romane.
Nel IV secolo a.C. si stabilì che indipendentemente dalla loro collocazione territoriale, tutte le nuove conquiste fossero attribuite/iscritte a una tribù esistente. Ciò accadde ad esempio per Tuscolo assegnata alla tribù Papiria o a Aricia assegnata a quella Orazia.
Nel 241 a.C. le tribù rustiche furono aumentate fino a 31 (per un totale di 35, comprese quelle urbane), a causa dell'aumentare della popolazione, dell'estensione della cittadinanza e della fondazione di nuove colonie, e rimasero tali fino all'età imperiale.
Dopo la guerra sociale dell'88 a.C. l'iscrizione alle tribù fu estesa a tutti gli italici. Ma la partecipazione di tutti gli italici alle tribù dette vita a una frammentazione e dispersione che rese complicato il lavoro dei centuriones, fu così che nel I secolo a.C. le loro funzioni furono trasferite al nuovo istituto del municipium, anche se la tribù non fu abolita, continuando ad avere un ruolo nelle elezioni ad esempio dei concilia plebis tributa e dei comitia tributa.

### La condizione delle donne

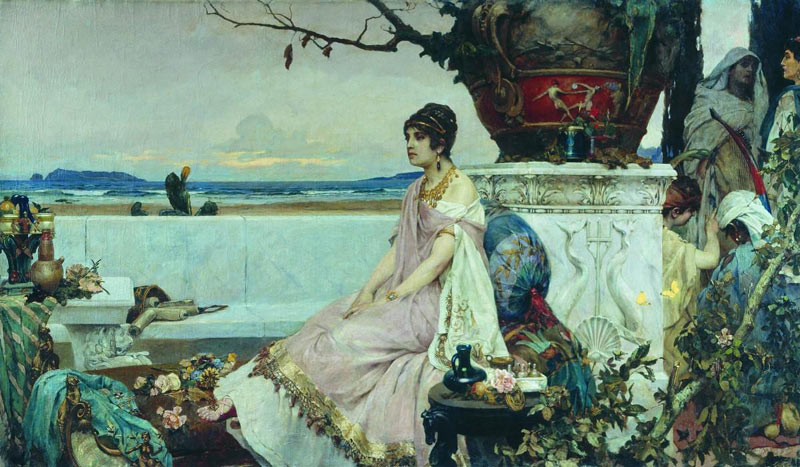
Ricca matrona romana in contemplazione nella sua villa che domina sul mare, da un dipinto di Pavel Svedomskiy

A Roma la donna era considerata quasi pari all'uomo: entrambi i genitori avevano pari obblighi nei confronti dei figli e la donna poteva accompagnare il marito a una festa, a patto che mangiasse seduta e non sdraiata come era norma per gli uomini. In età regia era sottomessa al padre e al marito, mentre verso la fine della Repubblica e in età imperiale le donne di condizione elevata potevano svolgere una vita indipendente, ottenere il divorzio e risposarsi, mentre quelle delle classi basse erano rimaste sotto la soggezione maschile, con eccezioni delle prostitute, che pur essendo al gradino più basso (con l'eccezione delle donne schiave), avevano una discreta libertà. Una certa indipendenza avevano le donne sacerdotesse dei vari templi. Non mancarono tuttavia le limitazioni poste dal diritto romano alla capacità giuridica delle donne: esse non avevano lo ius suffragii e lo ius honorum, ciò che impediva loro di accedere alle magistrature pubbliche. Anche per esercitare i diritti civili (sposarsi, ereditare, fare testamento) aveva bisogno del consenso di un tutore, di un uomo che esercitasse su di lei la tutela. I giuristi latini spiegavano le limitazioni alla capacità giuridica attribuendo alla donna romana qualità negative come l'ignorantia iuris (ignoranza della legge), imbecillitas mentis (inferiorità naturale), infirmitas sexus (debolezza sessuale), levitatem animi (leggerezza d'animo). Basti pensare che le donne romane non avevano diritto al nome proprio. Alla nascita infatti al maschio venivano assegnati tre nomi: il praenomen (p.es. Marco; in tutto erano circa una ventina), il nomen (p.es. Tullio) e il cognomen (p.es. Cicerone); e uno solo alla femmina, quello della gens a cui apparteneva, usato al femminile. La donna veniva considerata non come individuo, ma come parte di un nucleo familiare. Tra la fine del I a.C. e i primi anni dell'impero nel diritto romano fu introdotto l'istituto del matrimonio sine manu, che determinava una maggiore indipendenza della donna, che, pur continuando a rimanere sotto la potestà del padre, non ricadeva sotto quella del marito o degli uomini della famiglia acquisita. Nel campo del diritto privato era inoltre negata alle donne la patria potestas, prerogativa esclusiva del pater, e conseguentemente la capacità di adottare. Il principio è espresso per il diritto classico dal giurista romano Gaio nelle sue Istituzioni: Feminae vero nullo modo adoptare possunt, quia ne quidem naturales liberos in potestate habent ("Le donne non possono affatto adottare, perché non hanno potestà neanche sui figli naturali"). Sempre da Gaio si apprende che alle donne, con l'eccezione delle Vestali, non era consentito in epoca arcaica di poter fare testamento. Tale ultima limitazione venne però abrogata già in epoca repubblicana. Eva Cantarella (Passato prossimo. Donne romane da Tacita a Sulpicia, pp. 133–146) afferma che, a differenza delle donne greche, la cui emancipazione rimase essenzialmente immutata fino all'ellenismo, la condizione delle donne romane subì nel corso dei secoli cambiamenti assai profondi. Infatti, partendo da una totale mancanza di autonomia, all'età di Augusto raggiunsero un buon grado di emancipazione.

### Conflitti sociali e secessioni

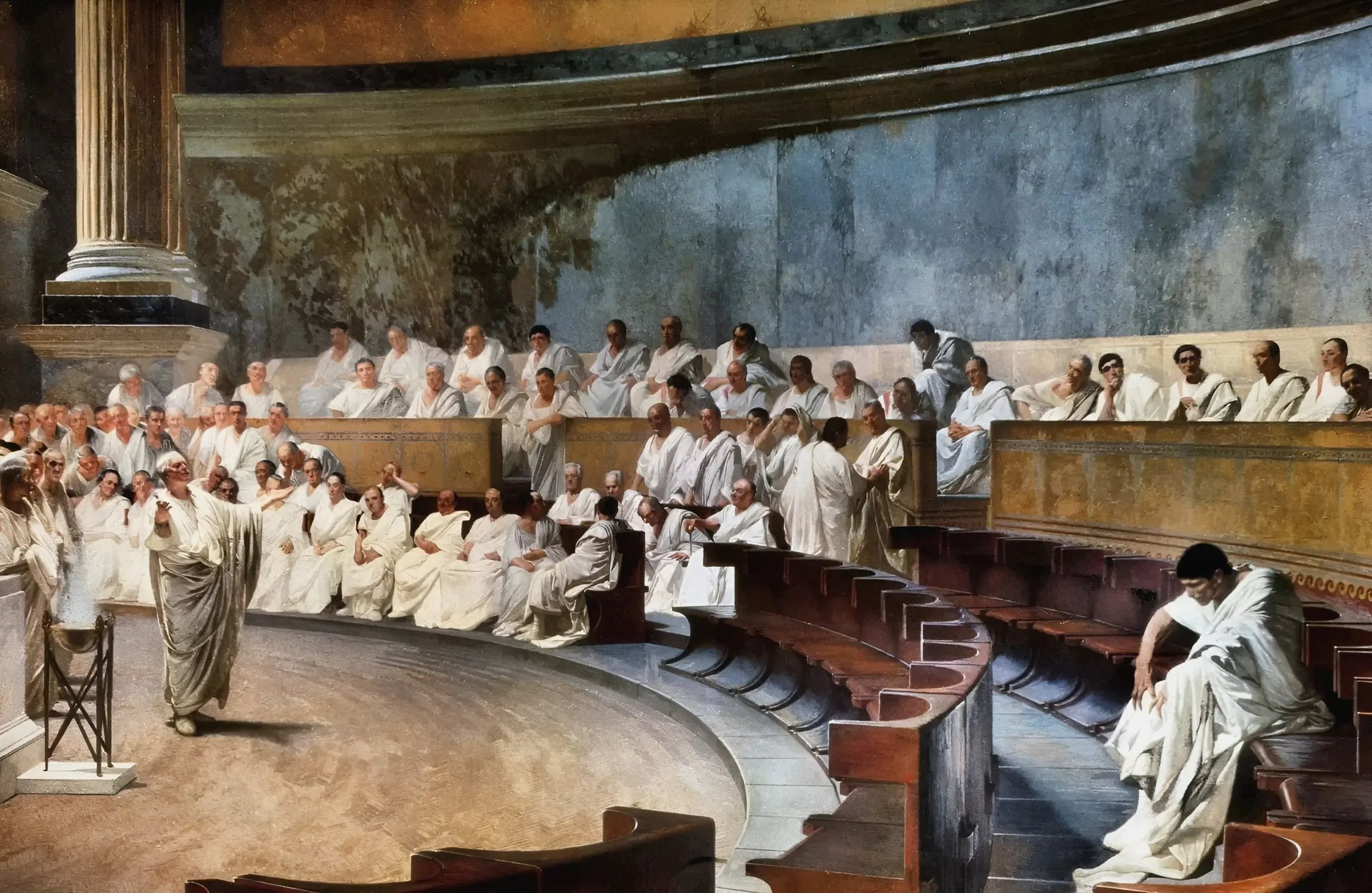
Rappresentazione di una seduta del Senato: Cicerone attacca il cospiratore Catilina.
Titolo: Cicerone denuncia Catilina.

Le relazioni tra patrizi e plebei arrivarono talvolta a punti di grande tensione nell'età dell'alta e media repubblica, tali da portare i plebei ad abbandonare la città, portandosi dietro famiglia e beni mobili, e accampandosi sulle colline fuori dalle mura. Queste secessioni ebbero luogo nel 494 a.C. (secessio plebis), nel 450 a.C., e attorno al 287 a.C. Il loro rifiuto di continuare a cooperare con i patrizi portò a cambiamenti sociali in ogni occasione. Nel 494 a.C., a soli quindici anni dalla fondazione della Repubblica, i plebei per la prima volta poterono eleggere due rappresentanti, ai quali diedero il titolo di tribuno. La "plebe" giurò di tenere i suoi capi 'sacrosanti', cioè inviolati, durante il mandato del loro incarico, e di uccidere chiunque avesse fatto loro del male. La seconda secessione condusse a un'ulteriore definizione legale dei loro diritti e doveri (la redazione delle Dodici Tavole della legge) e portò il numero di tribuni a 10. Soltanto a metà del IV secolo a.C. le magistrature furono aperte ai plebei. La terza secessione portò alle Lex Hortensia, che diede al voto del Concilium Plebis (Concilio dei plebei) la forza della legge - chiamato oggi "plebiscito".
Il conflitto di classe interno, paradossalmente, favorì l'espansione esterna: la conquista di nuovi territori permetteva di distribuire nuove terre tra la plebe e di "incanalare" verso l'esterno le tensioni, stimolando la coesione sociale (non diversamente da quanto accadeva alle nazioni europee di inizio Novecento alle soglie della prima guerra mondiale). Questo contesto, unitamente alla spinta demografica, favorì la ripresa della Repubblica che avviò un processo di espansione e colonizzazione che l'avrebbe trasformata, in due secoli, nella prima potenza della penisola.

### Condizione di cittadino latino,Sociie regni "clienti"

#### Latini

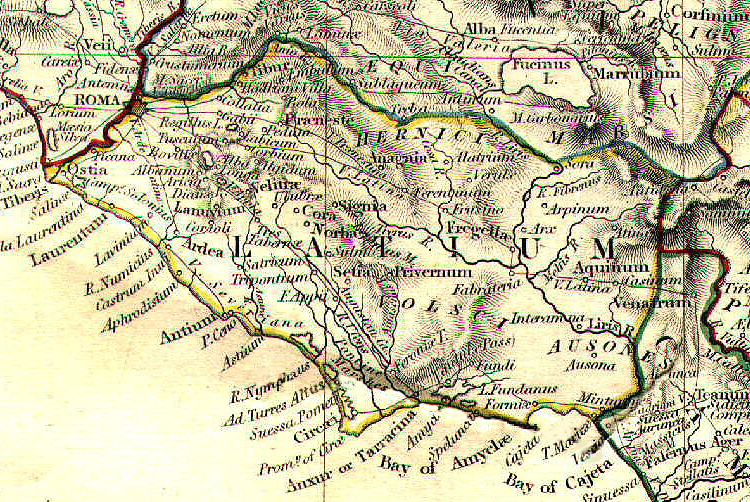
L'antico Latium vetus

La condizione di cittadino latino stava a metà tra quella di civis romanus e quella di straniero. La parola latini inizialmente indicava semplicemente le popolazioni abitanti del Latium vetus (Latini prisci), popolazioni che erano vicine a Roma politicamente ed etnicamente. Una volta inglobate nell'entità romana, si ritrovarono presto in una situazione privilegiata rispetto alle altre popolazioni sottomesse: in particolare i latini potevano:
1. contrarre legalmente matrimonio con una romana o un romano (ius conubii),
2. commerciare con i Romani con la garanzia di poter ricorrere al magistrato per la tutela dei propri atti negoziali (ius commercii),
3. e, ma solo inizialmente, anche trasferirsi a Roma (ius migrandi) a condizioni di parità coi cittadini romani, e quindi di votare (ius suffragii) nei comizi elettorali.

Alle città i cui abitanti godevano del ius Latii era riconosciuta l'indipendenza per quanto riguardava la politica interna, quindi eleggevano i loro magistrati e si autogovernavano; però erano vincolate alla politica estera romana ed erano tenute a fornire un contingente di soldati che combattevano a fianco delle legioni, ma in reparti diversi.
Col passare del tempo, e con l'espansione del dominio romano ben oltre i confini del Lazio, il "diritto latino" venne riconosciuto e applicato anche a città non laziali, e che non avevano abitanti di origine latina: il ius Latii passò allora a indicare una condizione giuridica e perse qualunque connotazione etnico-geografica; coloro che ne godevano (e che erano oramai divenuti troppo numerosi) persero però il diritto di votare a Roma.
Altri privilegi erano legati alle sopraddette facilitazioni nell'ottenimento per merito della cittadinanza romana. Inoltre i latini che per qualsiasi motivo si trovassero a Roma nel giorno in cui si fossero riuniti i comizi potevano esercitare il diritto di voto (ius suffragii).
Nel tempo lo status di latino stava genericamente a individuare una condizione di cittadinanza privilegiata, ma non quanto quella romana (ancora era inibito l'accesso alle cariche pubbliche): erano quindi latini anche gli abitanti delle colonie create da Roma (latini coloniarii) e gli schiavi liberati in particolari circostanze.
Dopo la guerra latina e il conseguente assorbimento del Latium vetus nello Stato romano (338 a.C.) si vennero a configurare colonie di diritto romano accanto a quelle di diritto latino. Queste ultime erano assimilabili alle città federate con la perdita della cittadinanza originaria per tutti i colonizzatori (romani o latini che fossero), ma con diritto di commerciare liberamente e contrarre matrimonio con cittadini romani.

#### Sociiitalici
Oltre 200 anni più tardi fu la volta dei popoli italici, i quali già dal tempo dei Gracchi, avanzarono le loro proposte d'estensione dei diritti di cittadinanza romana anche a tutti loro, fino ad allora solo Socii. L'insuccesso di questa proposta portò nel 91 a.C. alla cosiddetta guerra sociale, che una volta terminata (88 a.C.), portò i popoli italici, a sud degli Appennini, la tanto desiderata condizione di cittadini romani.

#### Regni/popoli "clienti"

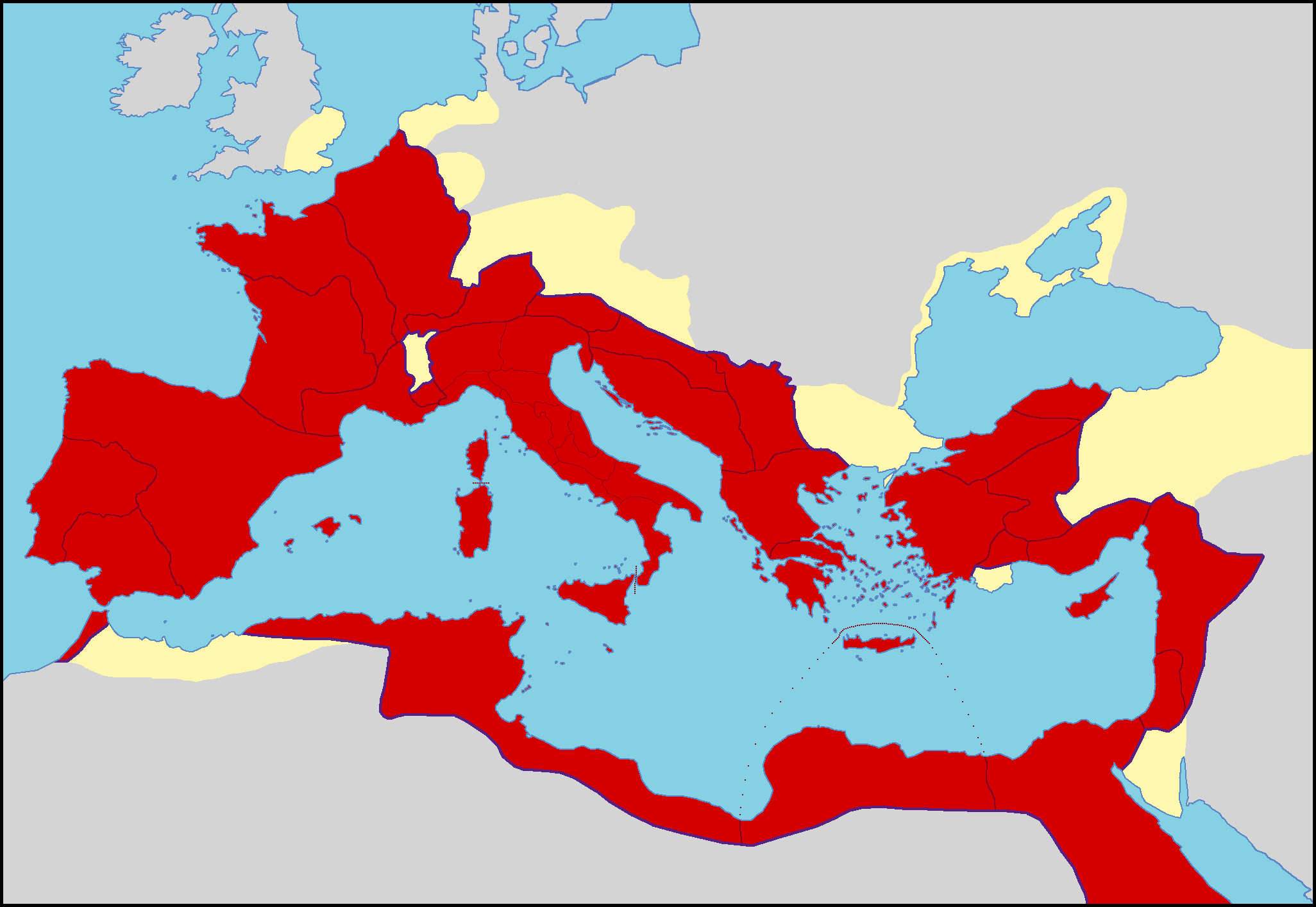
Un tipico esempio di regni "clienti" si trova in questa cartina, ambientata all'epoca di Augusto (nel 14), dove al di fuori dei confini imperiali (in rosso), sono indicati quei regni "clienti" di Roma (in giallino). Si trattava ad esempio del regno orientale di Cappadocia, o a quello di Mauretania, fino a quelli lungo i confini europei di Tracia e Norico settentrionale, o addirittura d'oltre Danubio, di Maroboduo (Quadi e Marcomanni).

Per regno o popolo "cliente" si intendeva un regno o un antico popolo, che si trovasse nella condizione di "apparire" ancora indipendente, ma nella "sfera di influenza" e quindi di dipendenza del vicino Impero egemonico. Si trattava di una forma di moderno protettorato, dove il regno o il territorio in questione, era controllato (protetto) da uno più forte (protettore).
I Romani intuirono che il compito di governare e di civilizzare un gran numero di genti contemporaneamente era pressoché impossibile, e che sarebbe risultato più semplice un piano di annessione graduale, lasciando l'organizzazione provvisoria affidata a principi nati e cresciuti nel paese d'origine. Nacque quindi la figura dei re clienti, la cui funzione era quella di promuovere lo sviluppo politico ed economico dei loro regni, favorendone la civilizzazione e l'economia. Così, quando i regni raggiungevano un livello di sviluppo accettabile, essi potevano essere incorporati come nuove province o parti di esse. Le condizioni di stato vassallo-cliente erano, dunque, di natura transitoria.
Un "re cliente", riconosciuto dal Senato romano come amicus populi Romani, di solito non era altro che uno strumento del controllo nelle mani della Repubblica, prima e dell'Impero romano, poi. Ciò non riguardava solo la politica estera e difensiva, dove al re cliente era affidato il compito di assumersi l'onere di garantire lungo i propri confini la sicurezza contro infiltrazioni e pericoli "a bassa intensità", ma anche le questioni interne dinastiche, nell'ambito del sistema di sicurezza imperiale.
Ma i Regni o i popoli clienti, poco potevano fare contro i pericoli "ad alta intensità" (come sostiene Edward Luttwak), come le invasioni su scala provinciale. Potevano dare il loro contributo, rallentando l'avanzata nemica con le proprie e limitate forze, almeno fino al sopraggiungere dell'alleato romano: in altre parole potevano garantire una certa "profondità geografica", ma nulla di più.

### Schiavitù e guerre servili

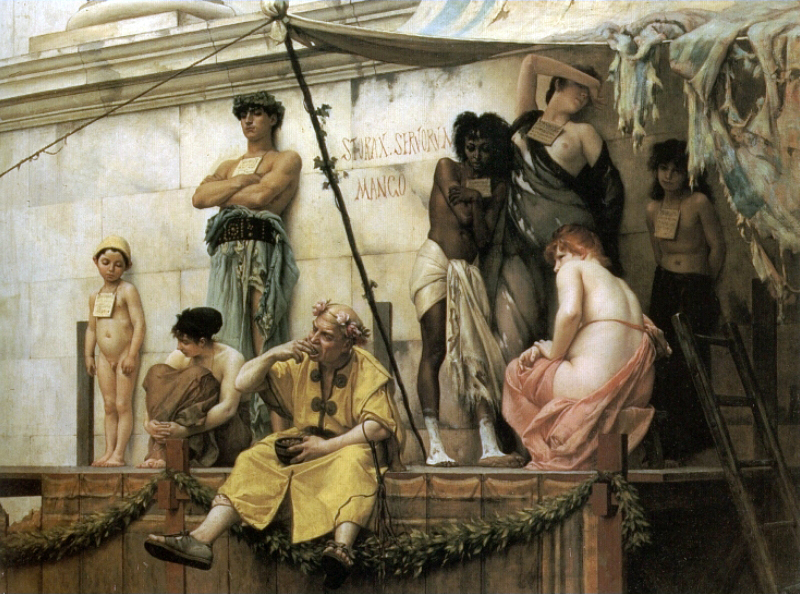
Il mercato degli schiavi, di Gustave Boulanger

In ognuna delle fasi storiche di Roma si può riscontrare il fenomeno della schiavitù. L'entità numerica e l'importanza economica e sociale della schiavitù nell'antica Roma aumentò con l'espansione del dominio di Roma e la sconfitta di popolazioni che venivano sottomesse e molto spesso rese schiave. Soltanto a partire dal Tardo Impero con la conclusione delle guerre di conquista, l'ascesa al potere di imperatori non italici, la diffusione del Cristianesimo e la concessione della cittadinanza romana a molti popoli barbari (in seguito al loro arruolamento nelle legioni romane oppure al pagamento di tributi), il fenomeno della schiavitù cominciò a declinare e poi estinguersi progressivamente.
In lingua latina schiavo si diceva servus oppure ancillus. Il titolare del diritto di proprietà sullo schiavo era detto dominus. Si ha notizia anche di schiavi posseduti da altri schiavi: in questo caso, formalmente, il primo schiavo (detto ordinarius) non era proprietà dell'altro (detto vicarius), ma faceva parte del suo peculium, l'insieme di beni che il dominus gli concedeva di tenere per sé.

#### Tarda Repubblica e Alto Impero
Nell'epoca del grande espansionismo romano (II-I secolo a.C.) agli schiavi non era garantito nessun basilare diritto, tanto che un padrone poteva uccidere uno schiavo nel pieno rispetto della legge (ius vitae ac necis). Nel I secolo a.C. vennero, però, istituite le prime leggi a favore degli schiavi: la legge Cornelia, dell'82 a.C. proibì che il padrone potesse uccidere lo schiavo senza giustificato motivo e la legge Petronia, del 32, rimosse l'obbligo dello schiavo di combattere nel Circo se richiestogli dal proprietario. Comunque l'uccisione degli schiavi era un evento molto raro, dato che gli schiavi erano un bene molto costoso e capace di generare rendite. Tuttavia, in caso di grandi rivolte, come le guerre servili che funestarono l'età repubblicana, i Romani non esitavano a punire gli schiavi ribelli con crocifissioni di massa lungo le vie consolari, come monito per gli altri schiavi.
La situazione degli schiavi migliorò soprattutto in età imperiale. Claudio stabilì che se un padrone non dava cure a uno schiavo malato e questi veniva ricoverato da altri presso il tempio di Esculapio, in caso di guarigione diventava libero, se invece lo schiavo moriva il padrone poteva essere incriminato. Il filosofo ispano-romano Lucio Anneo Seneca (di epoca neroniana, contrario anche ai giochi gladiatorii), esortava a non maltrattare e a non uccidere gli schiavi, anche se questo comportamento non comportava un'infrazione diretta della legge romana. Domiziano vietò la castrazione; Adriano la vendita delle schiave ai postriboli, inoltre punì i maltrattamenti inflitti dalle matrone alle loro schiave; Marco Aurelio garantì il diritto di asilo per i fuggitivi nei templi e presso le statue dell'imperatore.

#### Tardo Impero
La quantità di schiavi venduti cominciò a declinare progressivamente nel Tardo Impero soprattutto per la conclusione delle grandi guerre di conquista che avevano caratterizzato l'età repubblicana e i primi due secoli dell'Impero. Inoltre le persone cominciarono a servirsi di ogni risorsa legale o sociale per non essere fatte schiave.
Con l'avvento del Cristianesimo, compreso il periodo paleocristiano, nonostante non sia mai stato proclamato un editto imperiale di abolizione della schiavitù, grazie alla decadenza dell'antica religione romana, alla protezione giuridica dello schiavo da parte della Chiesa e al movimento di emancipazione iniziato dagli imperatori pagani, le condizioni degli schiavi cominciarono a migliorare e la schiavitù si estinse progressivamente.

### Guerre civili

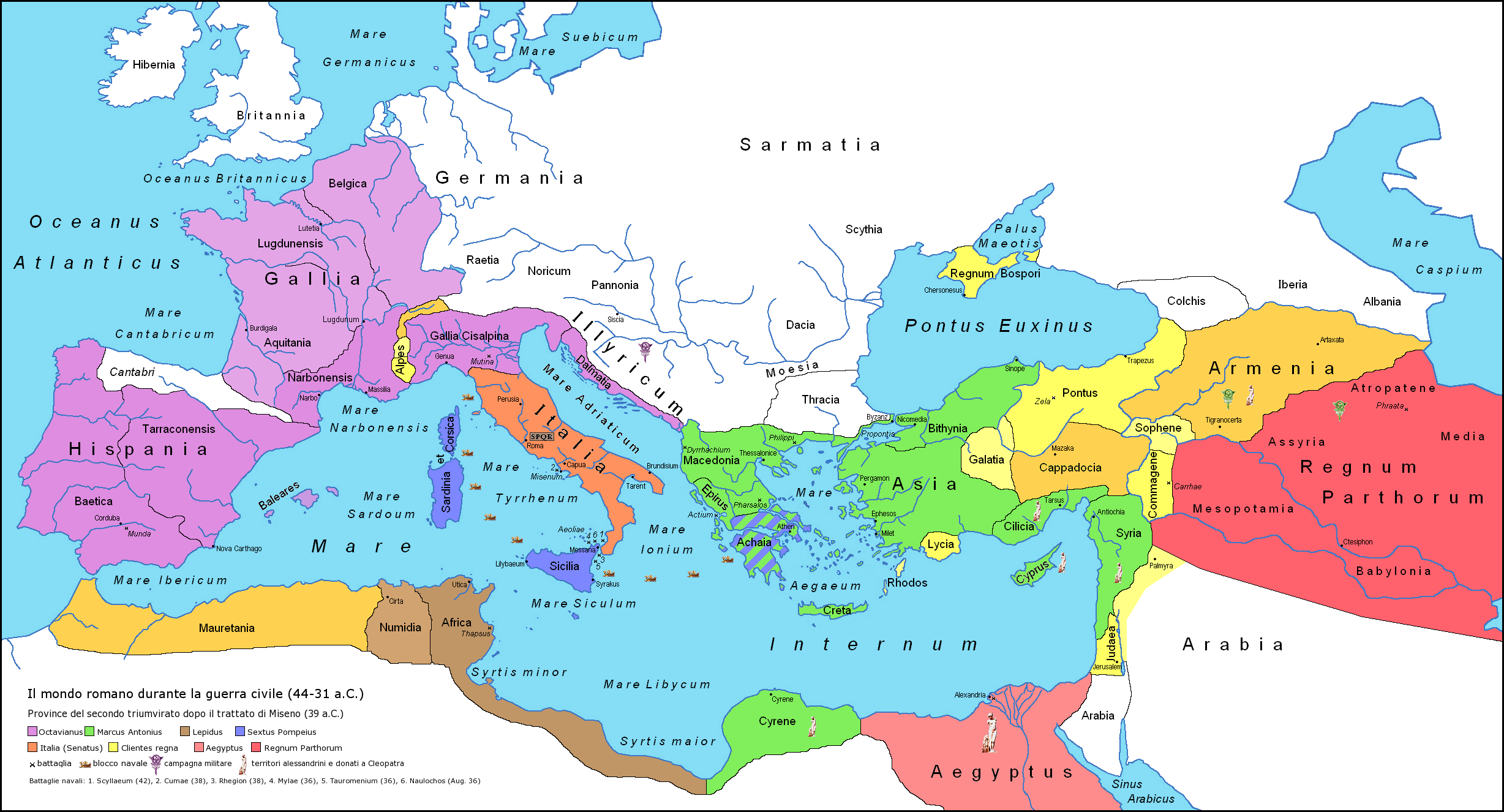
Gli scenari e la divisione territoriale dei triumviri durante la guerra civile romana (44-31 a.C.)

Numerose furono poi le guerre civili romane, conflitti che insanguinarono dall'ultimo periodo della Repubblica fino al tardo periodo imperiale:
- la Guerra civile tra Mario e Silla combattuta tra l'86 e 82 a.C. tra Lucio Cornelio Silla, Gaio Mario e i mariani;
- la Guerra Sertoriana combattuta tra Silla e le forze rimanenti mariane in Spagna, guidate dall'abile condottiero Quinto Sertorio, che vide la prima impresa militare di Pompeo.
- la guerra civile combattuta nel 49-44 a.C. tra Cesare e Pompeo e descritta nel De bello civili di Cesare;
- le guerre combattute tra il 44 a.C. e il 31 a.C. prima contro i Cesaricidi e poi tra Ottaviano e Marco Antonio.
- l'anno dei quattro imperatori del 69, nel quale si scontrarono Galba, Otone, Vitellio e Vespasiano per la conquista del potere imperiale alla morte di Nerone
- la guerra civile romana (193-197), scoppiata in seguito alla morte di Pertinace (193), tra i pretendenti al trono Didio Giuliano, Pescennio Nigro, Clodio Albino e Settimio Severo.
- il periodo dell'anarchia militare (235-284) dove si susseguirono quasi cinquanta tra imperatori legittimi e usurpatori provinciali.
- la Rivolta di Carausio, combattuta tra il 286 e il 296, e che vide la guerra tra l'usurpatore Carausio e l'imperatore Massimiano
- la guerra civile romana (306-324), scoppiata in seguito all'abbandono del potere da parte di Diocleziano nel 305. Cesserà con la riunificazione dell'Impero romano da parte di Costantino I nel 324.
- la guerra civile romana (350-353),combattuta tra il 350 e il 353, scoppiata in seguito alla rivolta del generale Magnenzio, che uccise l'imperatore Costante e venne battuto dall'imperatore Costanzo II.
- la guerra civile romana (392-394), vide il conflitto tra l'imperatore Teodosio e l'usurpatore Eugenio, proclamato augusto d'Occidente in seguito alla morte in circostanze sospette di Valentiniano II.

### Dalla colonizzazione in Italia alla romanizzazione provinciale

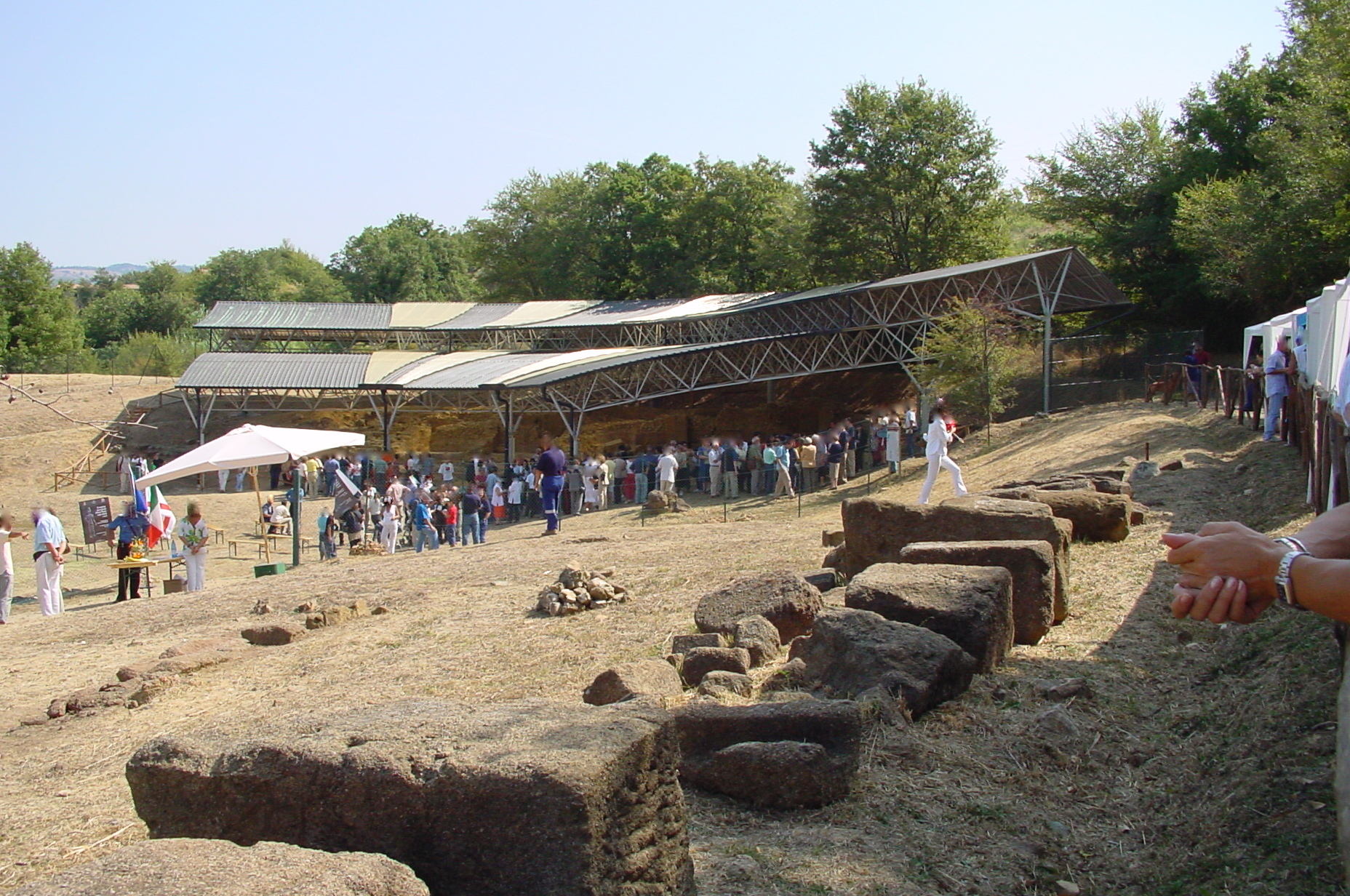
Complesso termale etrusco e romano di Sasso Pisano

Come aveva potuto una piccola potenza regionale ancora all'inizio del IV secolo a.C. diventare caput mundi nel giro di 500 anni? La spiegazione non sta solo nell'efficienza militare delle legioni o nella determinazione politica del Senato e del popolo romano. Fu soprattutto il consenso suscitato fra le genti non romane (italiche prima e provinciali poi) a rendere stabile il dominio di Roma per secoli e secoli. I socii italici si convinsero ad aderire alla causa romana dapprima dalla spartizione del successo in guerra, poi (dopo la guerra sociale) dalla partecipazione effettiva alla vita politica dell'Urbe. Per quanto riguarda, invece, il consenso nelle province (che a differenza dell'Italia erano sottoposte a tributum), è interessante la definizione di Santo Mazzarino: «L'impero romano era un'unità supernazionale, di cultura romano-ellenistica, il cui ideale era la pax affidata a un esercito permanente».
Roma non poteva pensare a un'occupazione permanente di tutti i territori conquistati: troppo grande era l'impero e troppo numeroso il personale necessario per un tale disegno. Fu perciò necessario, già in epoca repubblicana, fare ricorso all'elemento locale e in particolare alle classi elevate delle città: in cambio di una leale collaborazione (fiscale, innanzitutto), Roma rafforzò ovunque il potere delle aristocrazie urbane, affidando ai più ricchi il governo delle città e del territorio.

#### Colonie romane

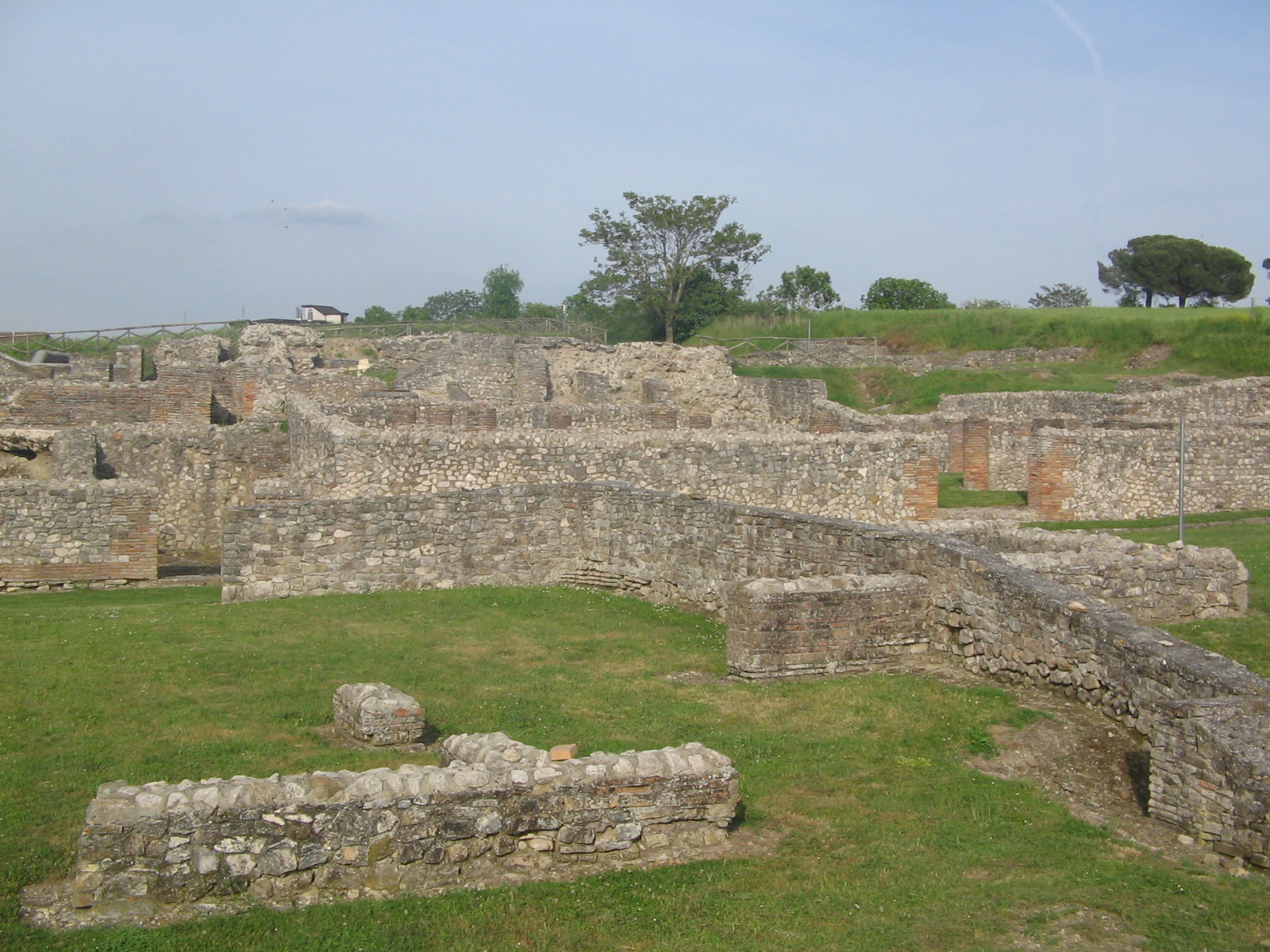
Rovine di Aeclanum, antica colonia romana

Una colonia romana era una comunità autonoma, situata in un territorio conquistato da Roma in cui si erano stanziati dei cittadini romani, legata da vincoli di eterna alleanza con la madrepatria. La più antica fu Antium (oggi Nettuno e Anzio), fondata nel 338 a.C. Inizialmente servivano da avamposto per controllare un territorio che sarebbe stato ulteriormente colonizzato: in questo senso, il ruolo di Aquileia nell'espansione romana verso il nord est fu importantissimo. Verso la fine della Repubblica romana, le colonie servirono soprattutto da territorio abitabile dai proletari o dai veterani dell'esercito romano: in questo modo si riduceva la pressione demografica dell'Urbe.
Esistevano due diversi tipi di colonie: quelle formate da cittadini romani e quelle di diritto latino. Nel primo caso gli abitanti avevano la cittadinanza romana, e quindi il riconoscimento di tutti i diritti, e un'amministrazione cittadina direttamente sotto il controllo di Roma. Nel secondo caso venivano istituite nuove entità statali, con magistrati locali, autonomia amministrativa e, in alcuni casi, con l'emissione di monete, ma comunque con l'obbligo di fornire, in caso di guerra, l'aiuto richiesto da Roma secondo la formula togatorum. Gli abitanti delle colonie latine non erano Cives Romani Optimo Jure, ma possedevano lo ius connubii e lo ius commercii secondo i diritti del Nomen Latinum. Le colonie venivano fondate secondo il diritto latino sia come forma di controllo della diffusione della cittadinanza romana (in quanto considerata superiore a tutte le altre), sia per motivi pragmatici: non essendo direttamente governate da Roma come le colonie di diritto romano ma avendo magistrati propri potevano meglio e più velocemente prendere decisioni per difendersi da pericoli imminenti.

#### Romanizzazione
Il processo di romanizzazione, cioè l'assimilazione culturale e politica dei dominati entro il sistema romano, fu rapido ed esteso, comunque, soprattutto nei primi secoli dell'Impero. Il sistema economico e burocratico imperiale forniva, infatti, grandi opportunità di carriera non solo alle élite aristocratiche, ma anche e soprattutto ai cittadini di rango equestre. Tale processo ebbe pieno successo come profondità e durata in Occidente (le province più romanizzate furono la Gallia Narbonense, la Spagna e l'Africa), dove si affermarono la lingua e la cultura latina, fu invece minore in Oriente, dove la lingua greca e la cultura ellenistica rappresentarono un ostacolo insormontabile alla penetrazione della romanità.
Lo strumento principale di diffusione attraverso il quale Roma esercitò quell'opera di integrazione e di assimilazione delle province che assicurò per alcuni secoli stabilità e compattezza all'Impero furono le città. Era nelle popolose città dell'impero che risiedevano i ceti privilegiati, largamente integrati al sistema di potere imperiale. Erano le città il luogo dove veniva distribuita e consumata la ricchezza prodotta dalle campagne. Erano le città, infine, il centro di diffusione dei modelli di comportamento della società imperiale.
Il segreto di Roma fu, quindi, la capacità di assimilare le diverse culture su cui dominava e di integrarle in un sistema coerente, che, per quanto ricco di diversificazioni, seppe dare il senso di una comune appartenenza.

#### Province romane

L'Impero romano, con la suddivisione in province, sotto Traiano, periodo di massima espansione territoriale

Il termine provincia, dopo gli ampliamenti del territorio della Repubblica tra la fine del III e il II secolo a.C., passò gradualmente a significare non più la sfera di competenza di un magistrato, ma il territorio sul quale questi esercitava i propri poteri.
L'organizzazione dei nuovi territori annessi alla res publica romana, veniva normalmente realizzata dal generale che li aveva conquistati, per mezzo di una lex provinciae ("legge della provincia" per la "redactio in formam provinciae" o "costituzione in forma di provincia"), emanata sulla base dei poteri che gli erano stati delegati con l'elezione alla carica. La legge doveva quindi essere ratificata dal Senato, che poteva inoltre inviare delle commissioni di legati con poteri consultivi.
La legge stabiliva la suddivisione in circoscrizioni amministrative (spesso denominate conventus) e il grado di autonomia delle città già esistenti. Non sempre tuttavia la legge seguiva immediatamente alla conquista, soprattutto per le province annesse in epoca più antica.
Le province erano governate da magistrati appositamente eletti (pretori) o da consoli o pretori di cui veniva prolungata la carica (prorogatio imperii o "prolungamento del comando": proconsoli e propretori), coadiuvati per l'amministrazione finanziaria da proquestori e da numerosi altri funzionari (cohors praetoria).

### Vita quotidiana nell'antica Roma

#### Giornata tipica dell'antico romano
Molto noto l'epigramma di Marziale che si lamenta di non poter dormire quanto vuole quando risiede a Roma. Invero i Romani avevano l'abitudine di svegliarsi molto presto, quasi prima dell'alba. Come accade in un villaggio di campagna, prima del sorgere del sole erano tutti in strada affaccendati in rumorose mansioni. I ricchi cercavano di isolarsi dal rumore rifugiandosi negli ambienti della domus più lontani dalla strada, ma anche lì un nugolo di schiavi, svegliati all'alba dal suono di una campana, muniti di secchi d'acqua, di strofinacci (mappae), di scale e pertiche con in cima spugne imbevute per raggiungere i punti più in alto da pulire, di scope (scopae), sono affaccendati nelle rigorose e accurate pulizie della casa. Plinio il Giovane, memore di questi fracassi mattutini, si era fatta costruire la propria stanza da letto separata da un lungo corridoio dalle stanze dove trafficavano i servi.
Calzatisi e vestitisi con un pratico amictus, dopo aver bevuto un bicchiere d'acqua, i Romani erano pronti a dedicarsi ai loro affari. Quanto all'igiene della persona non se ne preoccupavano al mattino poiché sapevano che a questa avrebbero dedicato molto tempo alla fine del pomeriggio recandosi al balneum pubblico o privato o alle terme pubbliche. La cura della persona era completata affidandosi al tonsor, il barbiere, privato e costoso per i più ricchi, o pubblico che nella sua bottega o all'aperto in strada, tagliava capelli e sistemava barbe.
L'importanza di un potente era commisurata alla clientela che rumorosamente lo svegliava ogni mattina per la salutatio matutina. Il dominus avrebbe perso in reputazione se non avesse ascoltato le lagnanze o le richieste di aiuto e non avesse risposto ai saluti della folla che lo attendeva dall'alba.
Una rigida procedura regolava questo rito quotidiano della clientela. Il cliens poteva anche andare alla casa del patronus a piedi o in lettiga, ma obbligatoriamente doveva indossare la toga e non azzardarsi a chiamarlo confidenzialmente per nome, ma semplicemente dominus, pena il ritorno a casa a mani vuote. Il turno per ricevere l'elargizione non veniva stabilito in base all'ordine di arrivo ma in base all'importanza sociale, per cui i pretori sopravanzavano i tribuni, i cavalieri i liberi e questi a loro volta i liberti.
Le donne non partecipavano a questa assistenza quotidiana né come patrone né come clienti, salvo il caso di vedove che chiedevano per sé quanto il patronus aveva fatto per il cliente ormai defunto oppure quando il cliente si portava dietro a piedi o in lettiga le mogli malridotte e presumibilmente malate per indurre il signore a più generose donazioni.
I Romani dividevano normalmente la loro alimentazione in tre pasti quotidiani che agli inizi erano chiamati jentaculum, cena, vesperna e quando quest'ultima sparì, fu sostituita dal prandium. Raramente i Romani dedicavano molta attenzione ai primi due pasti che non erano mai molto nutrienti e il più delle volte ne abolivano uno.
I plebei di livello più basso (schiavi, liberti e stranieri), passavano il tempo nella popina (plur. popinae).

#### Svaghi: circhi, teatri e anfiteatri
Fin dall'epoca di Romolo si celebravano giochi in onore del dio Conso (Consualia) e corse di cavalli (Equirria), celebrati due volte all'anno nel Campo Marzio. Tarquinio Prisco riorganizzò quelli che sarebbero stati i ludi Romani o magni, facendoli diventare la festa più importante della città, che cadeva attorno alla metà di settembre. I Ludi, più in generale, erano un insieme di giochi gladiatorii, naumachie, spettacoli teatrali e gare equestri, che si tenevano in particolari occasioni, religiose o politiche, e che potevano avere carattere privato o pubblico. Divennero essi stessi eventi religiosi, tanto da trovarli nel calendario romano redatto nel IV secolo da Furio Dionisio Filocalo, calendario conosciuto con il nome di Cronografo del 354.
Circhi e corse di carri

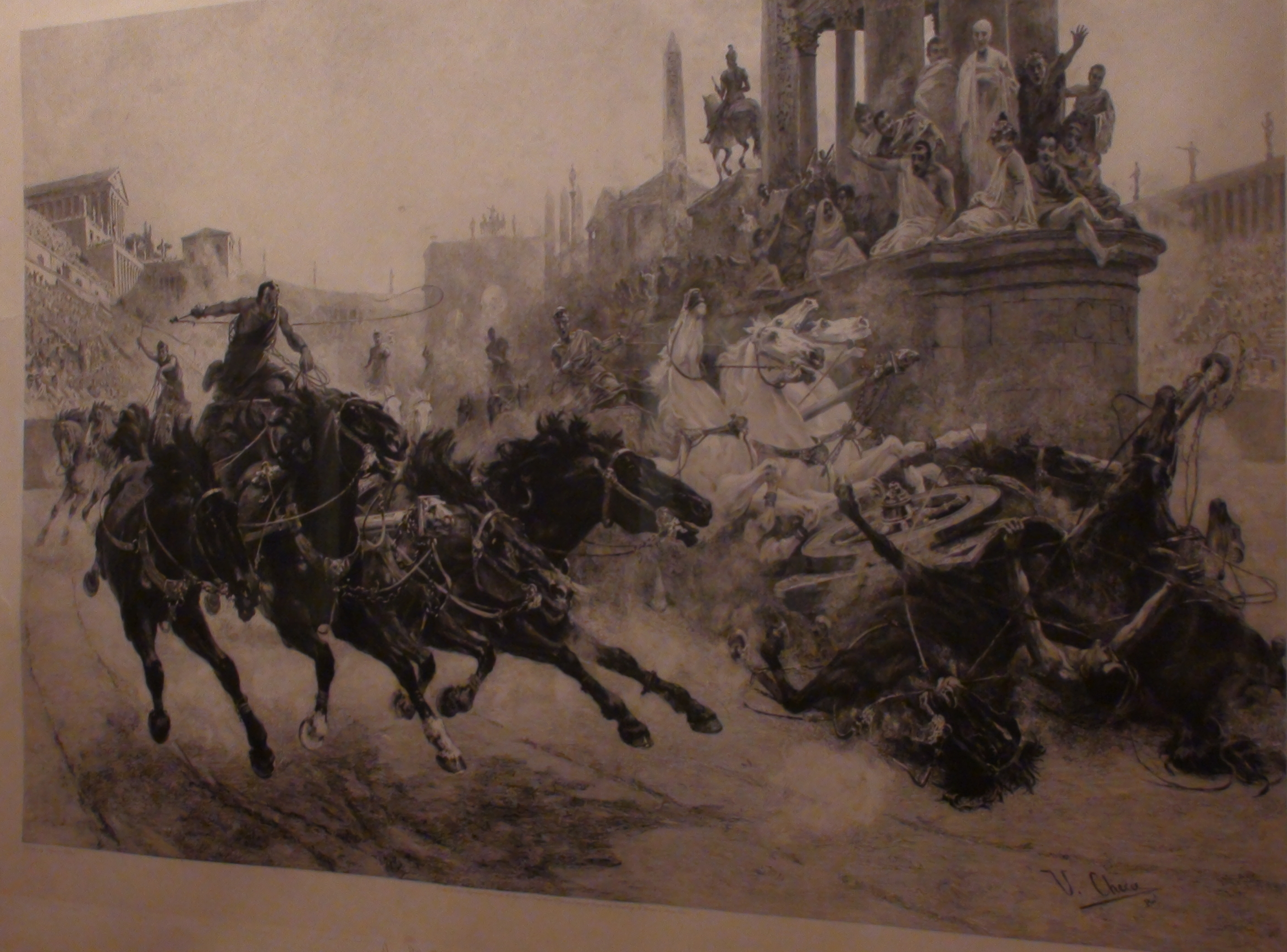
Ricostruzione immaginaria delle corse in un circo dell'antica Roma

Molto probabilmente i Romani mutuarono l'usanza di organizzare corse dei carri dagli Etruschi, che a loro volta l'avevano mutuata dai Greci. Secondo una leggenda romana, il primo re di Roma, Romolo, si servì dello stratagemma di organizzare una corsa di carri poco dopo la fondazione della città per distrarre i Sabini. Mentre i Sabini si stavano godendo lo spettacolo Romolo e i suoi catturarono e rapirono le donne sabine.
Nell'antica Roma la principale struttura deputata a ospitare le corse dei carri era il Circo Massimo, situato nella valle tra il Palatino e l'Aventino, che poteva ospitare fino a 250 000 spettatori. La costruzione del Circo Massimo risale probabilmente all'epoca etrusca, ma venne ricostruito attorno al 46 a.C. per ordine di Giulio Cesare, raggiungendo una lunghezza di circa 600 metri con un'ampiezza di circa 225 metri.
Lo svolgimento della corsa era molto simile e quello delle corse greche e la differenza principale era che in ogni giornata potevano tenersi dozzine di corse, e le manifestazioni si protraevano talvolta per decine di giorni consecutivamente. Una gara però si svolgeva sulla distanza di soli 7 giri (ridotti a 5 da Domiziano in poi). La più famosa e migliore ricostruzione di una corsa di carri romana, nonostante non sia in effetti storicamente accurata sotto vari aspetti, si può ammirare nel film del 1959 Ben-Hur.
I posti a sedere al circo erano gratis per i poveri, che in epoca imperiale avevano davvero poco altro da fare, dato che non venivano più coinvolti in problemi politici o militari come avveniva invece in epoca repubblicana. I ricchi invece pagavano per disporre di posti a sedere all'ombra da cui si aveva una visuale migliore e, probabilmente, anche loro trascorrevano la maggior parte del tempo scommettendo sull'esito delle corse. Il palazzo dell'imperatore si trovava nei pressi del Circo Massimo e frequentemente andava egli stesso ad assistere alle gare.
Anfiteatri (giochi gladiatorii e venationes)

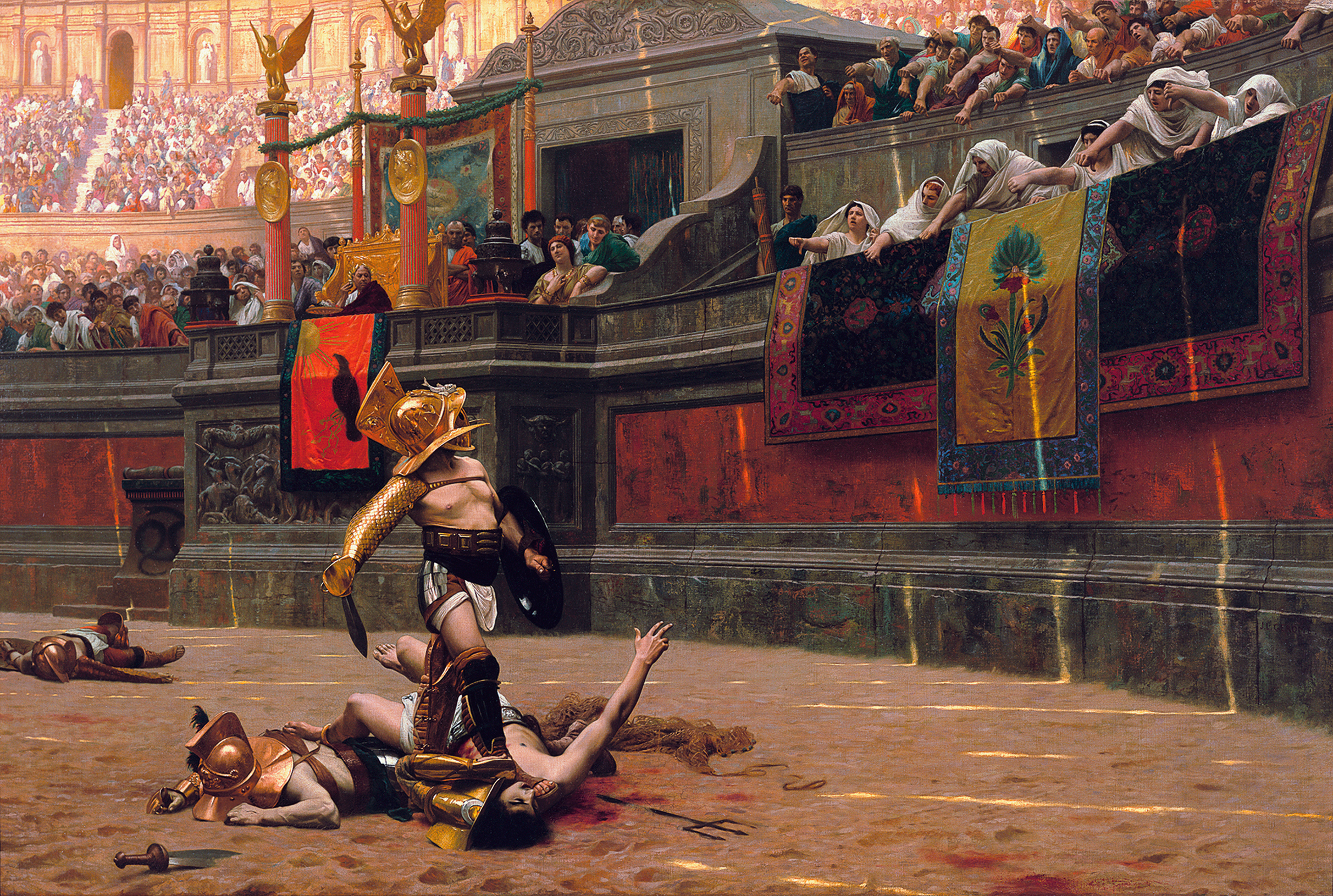
"Pollice verso" di Jean-Leon Gerome, 1872, il quadro all'origine dell'equivoco gestuale

L'anfiteatro è legato ai giochi gladiatori (combattimenti tra gladiatori variamente armati) e alle venationes, ovvero spettacoli che comprendono animali, sia in forma di caccia più o meno ritualizzata, sia in forma di combattimento in cui uomini o animali vengono variamente penalizzati. L'origine di questi giochi risale forse a giochi che si tenevano in occasione dei funerali, ampiamente documentati nell'antichità. Nell'Italia meridionale (in particolare presso i Sanniti) sono descritti combattimenti anche cruenti in occasione delle cerimonie funebri. L'originario collegamento con funzioni religiose si attenuò col passare del tempo.
Questi giochi godevano di una grande popolarità, e affluivano spettatori sia dalle città vicine, sia dalla campagna. L'anfiteatro più grande, il Colosseo, poteva contenere fino a 40 000-50 000 spettatori.
Dopo la diffusione del Cristianesimo i giochi furono osteggiati dalle autorità religiose per la loro disumanità. Già dal IV secolo alcuni anfiteatri iniziarono a essere demoliti (le pietre della summa cavea a Milano furono impiegati per le fondazioni della basilica di San Lorenzo nel IV-V secolo). La popolarità dei giochi durò nel tempo, eludendo sovente le proibizioni emanate dalle autorità. Costantino li vietò fin dal 326; sembra che a Costantinopoli l'interdizione fosse osservata, mentre nel 397 a Roma sono ancora citate le scuole di gladiatori (i ludi). Costanzo II li impose di nuovo, Valentiniano III decretò la fine dei giochi, anche se gli ultimi che si tennero al Colosseo furono celebrati da un regnante barbarico Teodorico nel VI secolo.
Naumachie

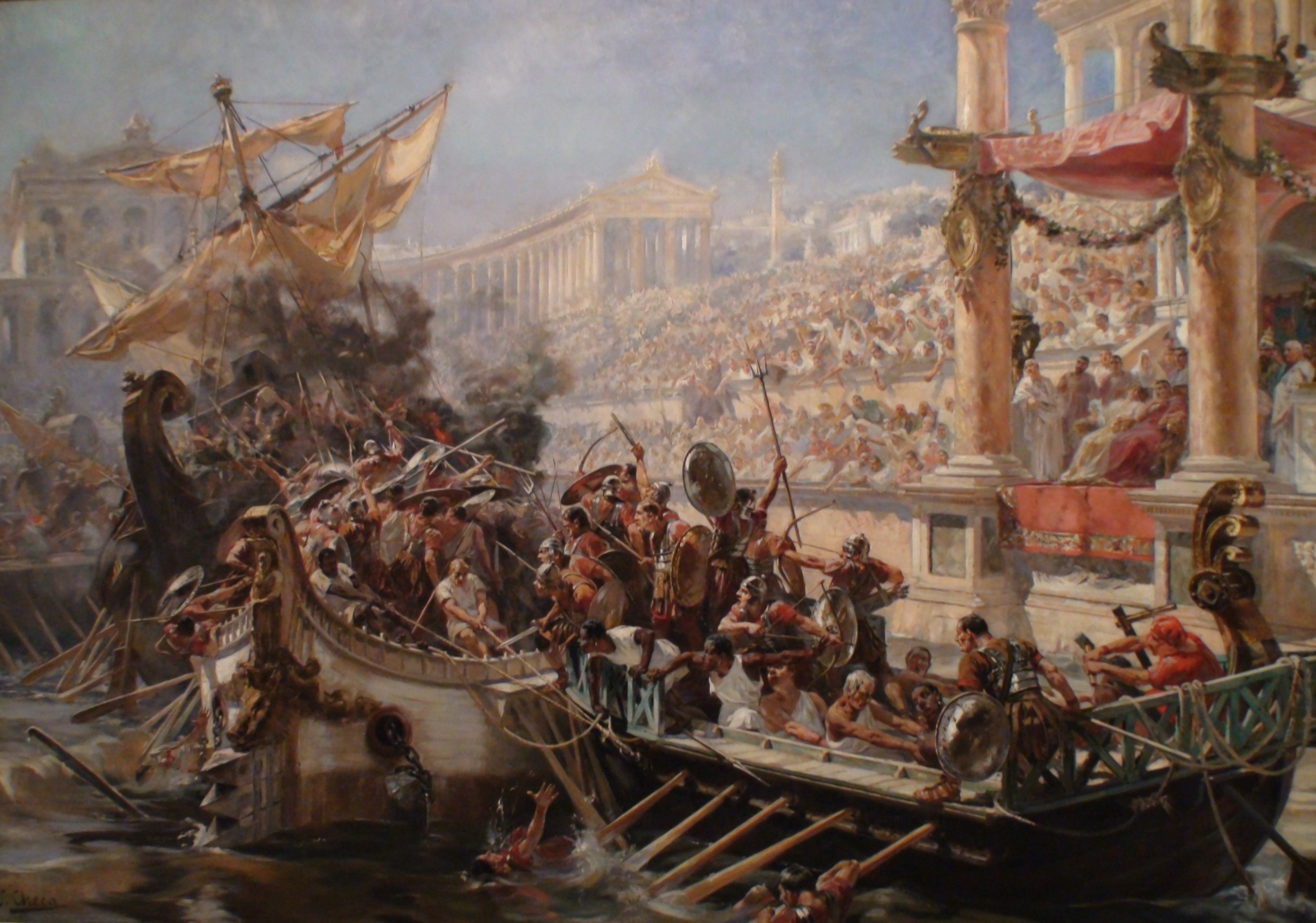
Un esempio di Naumachia, da un dipinto di Ulpiano Checa (1894)

La prima naumachia conosciuta è quella organizzata da Giulio Cesare a Roma nel 46 a.C. per il suo quadruplice trionfo. Dopo aver fatto scavare un ampio bacino vicino al Tevere, nel Campo Marzio, capace di contenere vere biremi, triremi e quadriremi, ingaggiò tra i prigionieri di guerra 2 000 combattenti e 4 000 rematori. Nel 2 a.C., per l'inaugurazione del tempio di Marte Ultore, Augusto diede una naumachia che riproduceva fedelmente quella di Cesare: la naumachia Augusti. Come ricorda egli stesso nelle Res gestae, fece scavare sulla riva destra del Tevere, nel luogo denominato "bosco dei cesari" (nemus Caesarum), un bacino dove s'affrontarono 3 000 uomini, senza contare i rematori, su 30 vascelli con rostri, e molte unità più piccole.
Claudio nel 52 diede una naumachia su un vasto specchio d'acqua naturale, il lago del Fucino, per inaugurarne i lavori di prosciugamento. I combattenti erano dei condannati a morte. Si sa in particolare da Svetonio che i naumachiarii (combattenti nella naumachia) prima della battaglia salutavano l'imperatore con una frase divenuta famosa: Morituri te salutant. Una tradizione erronea se n'è appropriata per farne una frase rituale dei gladiatori all'imperatore, mentre in realtà viene attestata solo in questa occasione.
Tuttavia, in rapporto ai combattimenti fra truppe, le naumachie avevano la peculiarità di sviluppare dei temi storici o pseudo-storici: ogni flotta che s'affrontava incarnava un popolo celebre per la sua potenza marittima nella Grecia classica o l'Oriente ellenistico: Egizi e Fenici per la naumachia di Cesare, Persiani e Ateniesi per quella augustea, Siculi e Rodii per quella di Claudio. Inoltre, abbisognava di mezzi considerevoli. Questo fattore rendeva la naumachia uno spettacolo riservato a occasioni eccezionali, strettamente legato a celebrazioni dell'imperatore, sue vittorie e suoi monumenti.
Teatri (commedie e drammi)

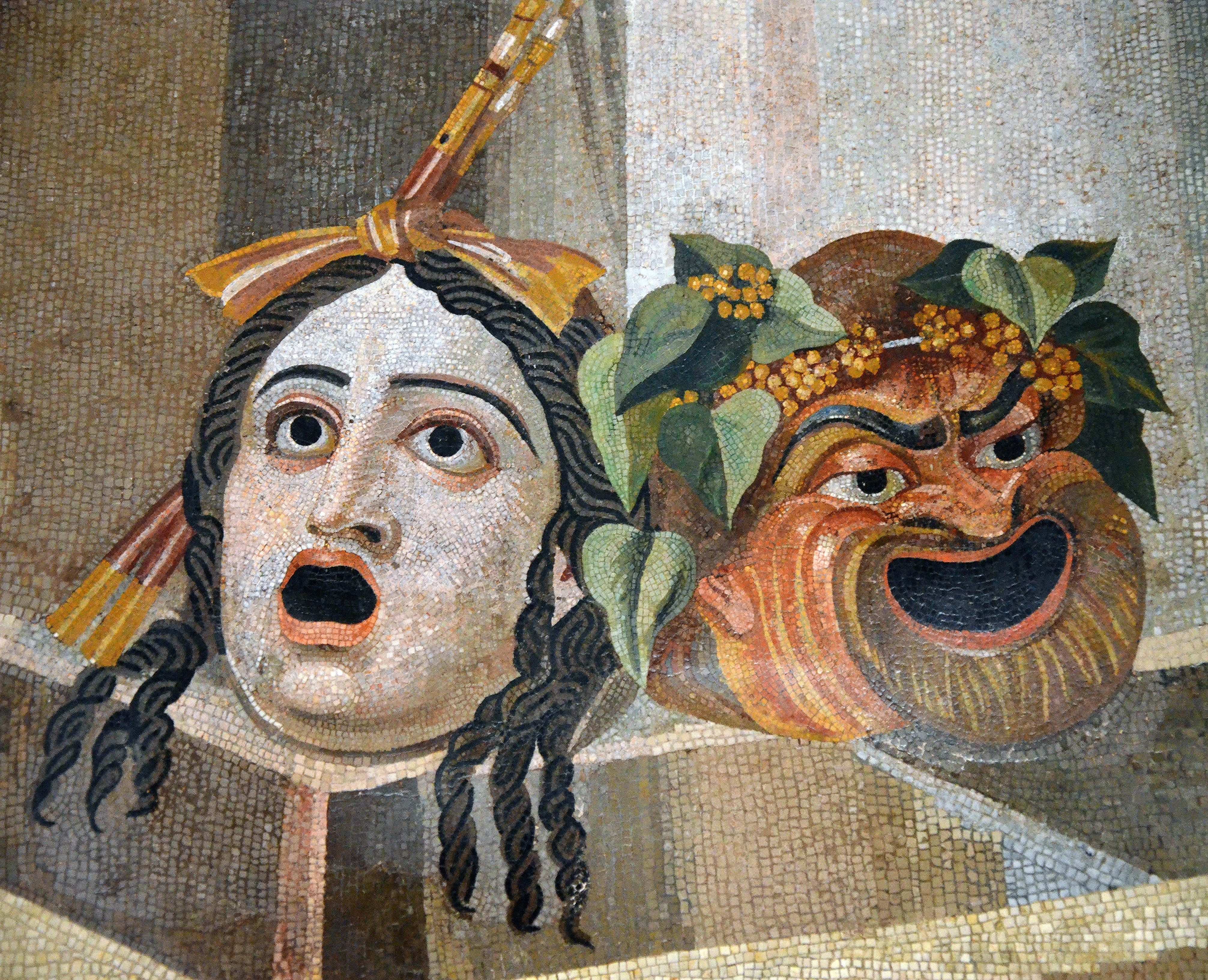
Mosaico romano del I secolo a.C. raffigurante le maschere tragica e comica (Roma, Musei Capitolini)

I primi teatri dell'antica Roma furono costruiti sull'esempio di quelli greci, nella direzione dell'intrattenimento. Più tardi, alle prime rappresentazioni tipicamente di stampo ellenistico, seguirono anche quelle latine, spesso incluse nei giochi, accanto a combattimenti di gladiatori, ma soprattutto, sin dalle origini collegate alle festività religiose. Sappiamo, infatti, che nel 364 a.C., durante i ludi Romani fu introdotta per la prima volta nel programma della festa una forma di teatro originale, costituita da una successione di scenette farsesche, contrasti, parodie, canti e danze, chiamati fescennina licentia. Durante i fescennini si svolgevano canti travestimenti e danze buffonesche. Il genere, di derivazione etrusca, non ebbe mai una vera e propria evoluzione teatrale, ma contribuì alla nascita di una drammaturgia latina.
La provenienza di molti testi era di origine greca, in forma di traduzioni letterali o rielaborazioni (vertere), mescolate ad alcuni elementi di tradizione etrusca. Era anche d'uso la contaminatio, consistente nell'inserire in un testo principale scene di altre opere, adattandole al contesto. Non di rado i testi erano censurati, impedendo riferimenti diretti alla vita civile o politica, mentre era esaltato il gusto della gestualità e della mimica. Il teatro era rivolto alla popolazione intera, e l'ingresso era gratuito.
Nel mondo greco-italico si assiste alla fioritura di spettacoli teatrali fin dal VI secolo a.C. nei quali prevale l'aspetto buffonesco. In Magna Grecia e Sicilia dalla fine del V al III secolo a.C. si diffonde la farsa fliacica, commedia popolare, in gran parte improvvisata in cui gli attori-mimi erano provvisti di costumi e maschere caricaturali. Fissata in forma letteraria da Rintone di Siracusa, tutto quello che ne è rimasto sono le raffigurazioni su vasi, ritrovate nei pressi di Taranto, il cui studio ha permesso solo una parziale ricostruzione del genere.
L'atellana, farsa popolaresca di origine osca, proveniente dalla città campana di Atella, fu importata a Roma nel 391 a.C.: prevedeva maschere ed era caratterizzata dall'improvvisazione degli attori su un canovaccio; quattro erano i personaggi fissi dell'atellana: Maccus, Pappus, Bucco e Dossennus.
Lo spirito farsesco dei fescennini e delle rappresentazioni di musica e danza etrusche generò la prima forma drammaturgica latina di cui si abbia notizia: la satura. Questo genere consisteva in una rappresentazione teatrale mista di danze, musica e recitazione.

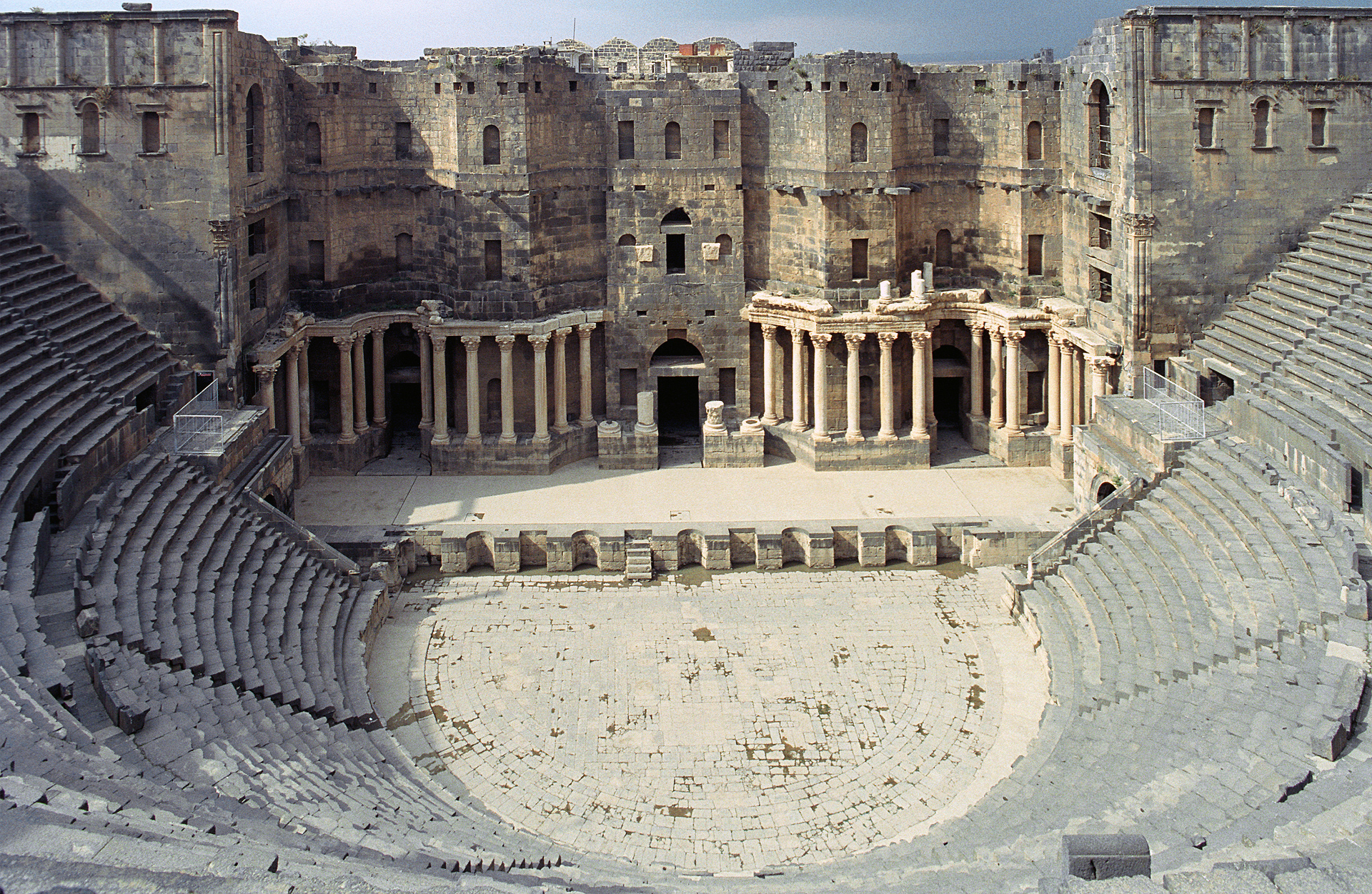
Uno dei meglio conservati teatri di epoca romana, oggi a Bostra

Con Livio Andronico e Gneo Nevio, il teatro latino comincia ad acquisire una fisionomia propria. Mentre Andronico rimane legato ai modelli della Commedia nuova greca, Nevio propone drammi di soggetto romano, più originali nel linguaggio e ricchi di invenzioni nello stile, arrivando a inserire in una sua commedia una satira rivolta a personaggi contemporanei come Publio Cornelio Scipione, che gli valse il carcere: la satira personale fu in seguito espressamente proibita dalla legge. Accanto alle commedie d'ambientazione greca, cominciano ad affermarsi le commedie di argomento romano. La commedia romana ha grande somiglianza con il genere greco, con alcune innovazioni: l'eliminazione del coro (ripristinato in epoche successive nelle diverse trascrizioni) e l'introduzione dell'elemento musicale. La commedia 'greca' era chiamata fabula palliata (così chiamata dal pallium, mantello di foggia ellenica indossato dagli attori), mentre la commedia ambientata nell'attualità romana era detta fabula togata (dalla "toga", mantello romano) oppure tabernaria.
Negli ultimi decenni della repubblica, si assiste a una grande crescita di interesse verso il teatro, che ormai non coinvolge più solo gli strati popolari, ma anche le classi medie e alte, e l'élite intellettuale. Cicerone, appassionato frequentatore di teatri, documenta il sorgere di nuove e più fastose strutture, e l'evolvere del pubblico romano verso un più acuto senso critico, al punto di fischiare quegli attori che, nel recitare in versi, avessero sbagliato la metrica. Accanto alle commedie, lo spettatore latino comincia ad appassionarsi anche alle tragedie.
All'allargarsi della popolazione di Roma, e con l'espandersi dell'Impero, la massa del popolo di Roma diventa sempre più eterogenea, e le esigenze dello spettacolo romano cambiano. Commedia e tragedia decadono di importanza, e la preferenza viene accordata a composizioni più accessibili e vicine al gusto di tutti. Ritorna in voga l'atellana, le farse, le oscenità e persino la satira politica.

## Religione romana

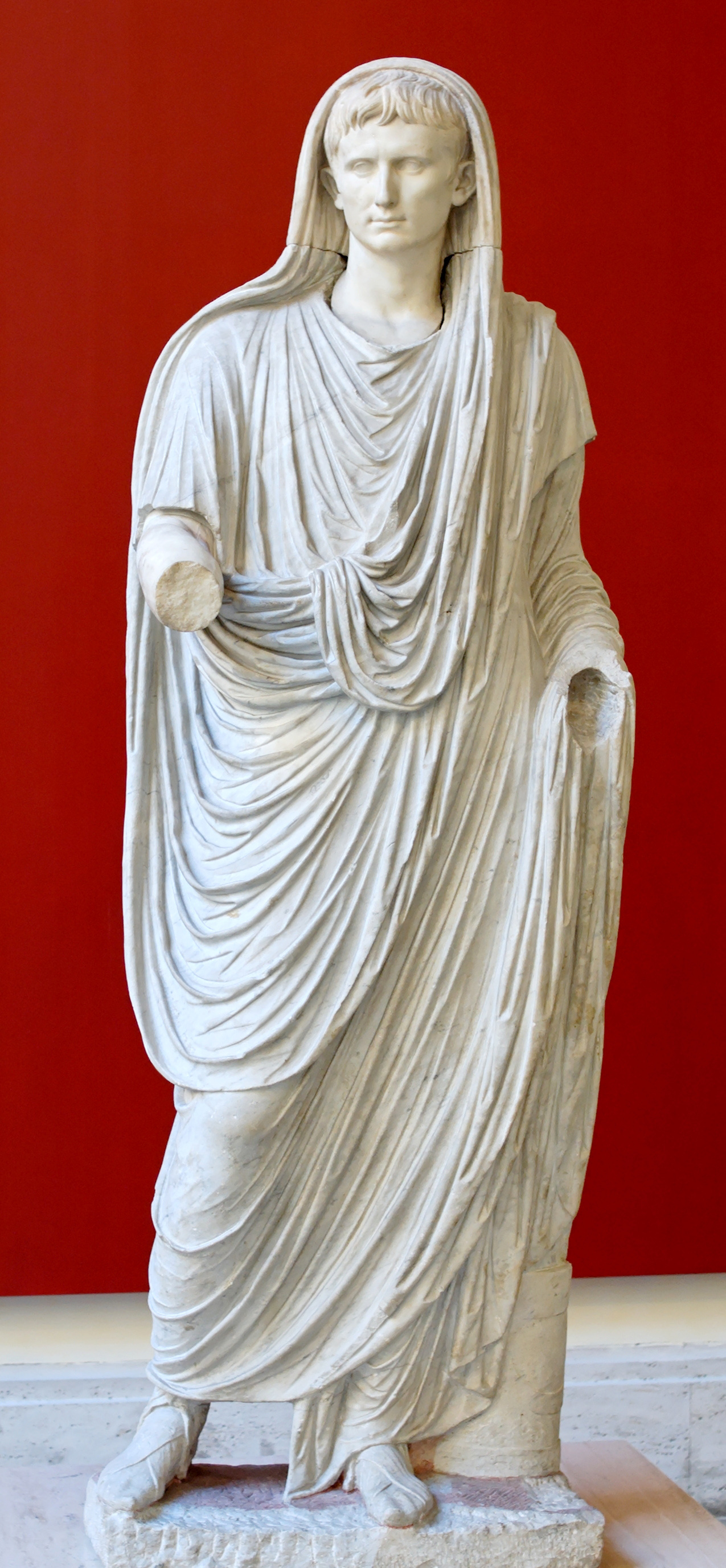
Augusto nelle vesti di pontefice massimo

La religione romana era l'insieme delle credenze e degli usi e costumi religiosi della Civiltà romana. Fu un fenomeno complesso, di non facile lettura sia per le variazioni che contraddistinsero la sua evoluzione nell'arco di dodici secoli sia per il suo carattere composito, dovuto alla confluenza di diversi sistemi religiosi (vedi sincretismo religioso) e alla varietà delle pratiche cultuali.
Una delle peculiarità della religione dei romani è che essa è inscindibilmente legata alla sfera civile, familiare e sociopolitica. Il culto verso gli dei era un dovere morale e civico a un tempo, in quanto solamente la pietas, vale a dire il rispetto per il sacro e l'adempimento dei riti, poteva assicurare la pax deorum per il bene della città, della famiglia e dell'individuo.
Altre due caratteristiche salienti della religione romana possono essere individuate nel politeismo e nell'estrema tolleranza verso altre realtà religiose. La ricchezza del pantheon romano è dovuta non solo al grande numero di divinità, siano esse antropomorfe o concetti astratti, ma anche al fatto che alcune figure divine fossero moltiplicate in relazione alle funzioni loro attribuite, come nel caso di Giunone.
Una costante della religione romana fu anche la capacità di assimilazione nei confronti di altre religioni. Contestualmente all'espansione dell'Impero il pantheon romano si andò arricchendo grazie all'importazione di divinità venerate dai popoli con i quali Roma entrava in contatto (vedi seductio).
Secondo la tradizione, fu Numa Pompilio a istituire i vari sacerdozi e a stabilire i riti e le cerimonie annuali. Tipica espressione dell'assunzione del fenomeno religioso da parte della comunità è il calendario, risalente alla fine del VI secolo a.C. e organizzato in maniera da dividere l'anno in giorni fasti e nefasti con l'indicazione delle varie feste e cerimonie sacre.
La gestione dei riti religiosi era affidata ai vari collegi sacerdotali dell'antica Roma, i quali costituivano l'ossatura della complessa organizzazione religiosa romana. Al primo posto della gerarchia religiosa vi è il rex sacrorum, sacerdote al quale erano affidate le funzioni religiose compiute un tempo.
La mitologia romana, ovvero le narrazioni mitologiche dell'antica Roma, poteva essere suddivisa in tre periodi:
1. Periodo repubblicano: più legata al culto e nata nei primi anni della storia di Roma, si distingueva nettamente dalla tradizione greca ed etrusca, soprattutto per quanto riguarda le modalità dei riti. Le figure dominanti del pantheon romano sono tuttavia analoghe a quelle di altri nell'ambito del Mediterraneo, in primis quelli greci, basti pensare alle corrispondenze Giove = Zeus, Giunone = Hera, Minerva = Pallade.
2. Periodo imperiale classico: spesso molto letteraria, consiste di estese adozioni della Mitologia greca e Mitologia etrusca.
3. Periodo tardo-imperiale: consiste nell'assunzione di molte divinità di origine orientale, tra le quali il Mitra persiano, ribattezzato Sol Invictus, un dio a cui mostrava devozione il mondo militaresco. Tra i fedeli del Sol Invictus prima di aderire al Cristianesimo c'è stato sicuramente l'imperatore Costantino.

## Diritto
Il diritto romano rappresentava l'insieme delle norme che hanno costituito l'ordinamento giuridico romano per circa tredici secoli, dalla data della Fondazione di Roma (753 a.C.) fino alla fine dell'Impero di Giustiniano (565 d.C.). Infatti, tre anni dopo la morte di Giustiniano l'Italia fu invasa dai Longobardi: l'impero d'Occidente si dissolse definitivamente e Bisanzio – formalmente imperiale e romana – si allontanò sempre più dall'eredità dell'antica Roma e della sua civiltà (anche giuridica).
Il diritto si divideva in:
- ius Quiritium; il nome deriva da "Quirites", sinonimo di "Romani". Era costituito da un insieme di consuetudini ancestrali, non scritte, talmente remote che i Romani stessi non ne conoscevano l'origine. Riguardava gli ambiti di diritto di famiglia, matrimonio, patria potestas e proprietà privata, e non comprendeva le obbligazioni, che in età regia non esistevano. Costituisce il nucleo più arcaico del ius civile.
- ius civile, l'insieme delle norme che regolano i rapporti tra i cives romani, considerato nell'ottica romana come orgogliosa prerogativa dei cittadini di Roma.
- ius honorarium (o ius praetorium), che riguarda le situazioni di diritto o di fatto che, pur non trovando tutela nelle norme dello ius civile, sono state regolamentate dall'attività giurisdizionale dei magistrati dotati di iurisdictio. Lo stesso Papiniano, nel medesimo brano in cui definisce il ius civile, racchiude il concetto di ius honorarium, che egli chiama ius praetorium, nelle seguenti parole:
- Ius legitimum, il cui nome deriva da lex è il diritto prodotto in sede assembleare attraverso la votazione e approvazione di una legge comiziale; lo ius legitimum ha particolare vita in età repubblicana e fiorisce particolarmente con Augusto per poi scomparire dopo la sua morte e la trasformazione dello stato in impero; con il venir meno delle assemblee a favore del duopolio Senato-imperatore e del successivo monopolio imperiale del potere la lex perde il suo carattere di comizialità e viene a identificarsi con la statuizione di norme da parte dell'imperatore stesso, nella forma della "costituzione imperiale". Da questo momento lo ius legitimum si estingue, confluendo nello ius civile. Durante la repubblica le principali assemblee produttrici di ius legitimum erano i comitia centuriata e i concilia plebis, in minore parte le altre assemblee.
- ius gentium, cioè tutti gli istituti che trovano tutela, oltre che nell'ordinamento statuale romano, anche presso altri popoli.

La periodizzazione più diffusa del diritto romano è quella che distingue 4 differenti stadi evolutivi:
1. Periodo arcaico: dalla fondazione di Roma (753 a.C.) all'emanazione delle leges Liciniae-Sextiae (367 a.C.); storicamente, corrisponde al periodo monarchico;
2. Periodo preclassico: dall'emanazione delle leges Liciniae-Sextiae fino all'avvento del principato (27 a.C.); storicamente corrisponde al periodo della Repubblica romana;
3. Periodo classico: da Augusto (27 a.C.) fino all'avvento dell'imperatore Diocleziano (284);
4. Periodo postclassico: dal regno di Diocleziano al regno di Giustiniano (568); storicamente comprende il periodo dell'Impero romano d'Occidente.

## Esercito

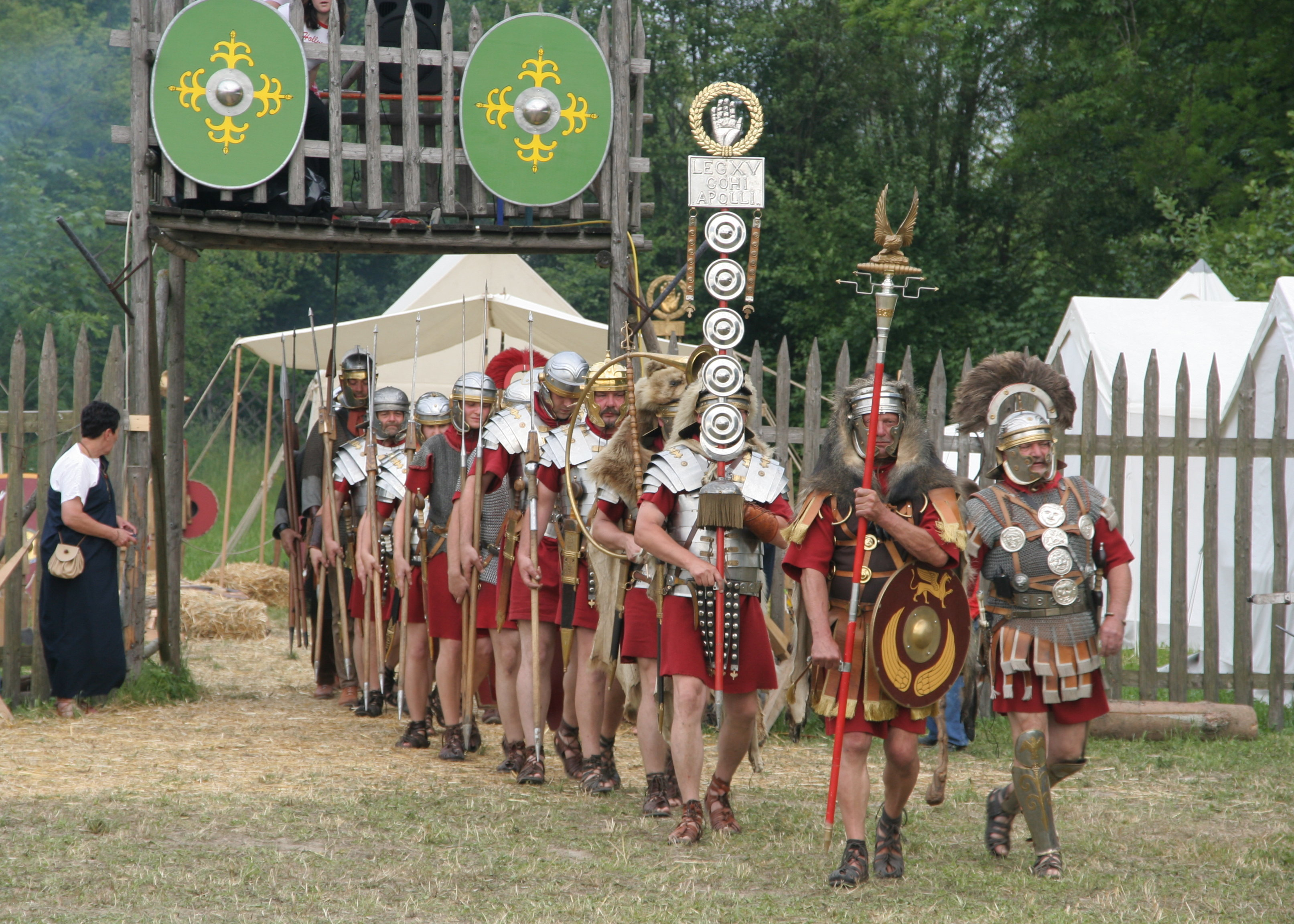
Ricostruzione storica dell'esercito romano all'epoca dell'imperatore romano Traiano

L'esercito romano fu l'insieme delle forze militari terrestri e di mare che servirono Roma antica, nella serie di campagne militari che caratterizzarono la sua espansione, dall'epoca dei sette re, alla Repubblica romana, all'epoca imperiale e fino al definitivo declino.
L'esercito era composto, a seconda dell'epoca storica analizzata, da varie componenti: le legioni di cittadini romani; le truppe di alleati italici, quelle federate e ausiliarie di provinciali; la flotta ravennate, di Miseno oltre a quelle fluviali; e le guarnigioni di Roma (guardia pretoriana, le coorti urbane e quelle di vigili).
Ci furono numerose importanti riforme militari nel corso degli undici secoli di storia militare romana. Le più importanti (in ordine cronologico) sono: quella augustea e quella costantiniana.
Man mano poi che la Repubblica prima e l'Impero poi, ampliarono i confini, questi ultimi furono presidiati da un numero crescente di soldati e di postazioni militari. Tre furono i principali settori strategici a protezione dell'Impero romano:
1. il primo e più importante, che decretò poi la caduta dell'Impero romano d'Occidente nel V secolo, fu il fronte settentrionale, a sua volta formato da:
  - il limes Britannicus, il più settentrionale dell'intero Impero, con i suoi due valli (vallo di Adriano e vallo Antonino);
  - il limes renano lungo il fiume Reno, che per quasi un ventennio comportò la penetrazione nella Germania Magna fino al fiume Elba;
  - il limes danubiano, il più importante dell'intero sistema difensivo imperiale, a protezione di tutte le province che dalla Rezia percorrevano il grande fiume, fino alla sua foce, con la Mesia inferiore.
  - il limes a nord del Danubio, comprendente le province daciche, la sarmatico e le coste settentrionali del Ponto Eusino (delle città greche di Tyras e Olbia, del regno del Bosforo, tutte località presidiate dai tempi di Nerone con installazioni militari romane, fino all'arrivo dei Goti della prima metà del III secolo).
2. il secondo per importanza, ovvero il limes orientale, a protezione dei confini est dell'Impero romano, era organizzato in quattro sub-settori:
  - il limes cappadocio e del Ponto Eusino creato a partire dall'imperatore Tiberio nel 17 con l'annessione della provincia romana di Cappadocia;
  - il limes armeno, spesso al centro di guerre tra Romani e Persiani per numerosi secoli;
  - il limes mesopotamico creato in modo discontinuo a partire dalle campagne partiche di Traiano degli anni 114-117;
  - il cosiddetto limes arabicus che collegava l'Eufrate al Mar Rosso dopo circa 1 000 km, a sua volta diviso in due sub-limes, a difesa delle province di Siria, Arabia e Giudea/Palestina.
3. il terzo per importanza, sebbene fosse il più lungo da difendere, era il limes africano a protezione dei confini meridionali. Era a sua volta diviso in due macro-settori:
  - il fronte occidentale, comprendente le province mauretane, la Numidia e l'Africa proconsolare;
  - il fronte orientale, formato dalle province della Cirenaica ed Egitto.

## Economia

### Età regia
All'inizio dell'età del ferro (IX secolo a.C.) l'economia dei popoli dell'Italia centrale era basata quasi esclusivamente sui prodotti della pastorizia e dell'agricoltura. Allevamento e agricoltura rappresentarono le attività economiche principali anche nel periodo arcaico o monarchico (dall'VIII al VI secolo a.C.) della storia di Roma antica. Si trattava di un'economia di sussistenza: la destinazione dei prodotti era, infatti, l'autoconsumo familiare o tribale. Roma, tuttavia, si sviluppò grazie alla sua posizione su un'area di frontiera, ovvero la via commerciale tra le città etrusche e le colonie greche della Campania lungo la direttrice nord-sud, e la "via del sale" (via Salaria) tra la foce del Tevere e le comunità sabine e umbro-sabelliche dell'Appennino centrale lungo la direttrice ovest-est.
Il Tevere costituiva nell'antichità la linea di demarcazione tra due aree con caratteristiche diverse, quella etrusca a nord del fiume e quella delle popolazioni latine a sud. Il sito dove nell'VIII secolo a.C. sorse Roma era economicamente strategico in quanto punto di incontro di vie commerciali che andavano in più direzioni. In particolare, fu il controllo dei traffici legati a un prodotto importante come il sale, proveniente dalle saline alla foce del Tevere, a costituire il primo impulso per lo sviluppo economico di Roma: il sale passava, infatti, dalla città per essere trasportato verso l'interno, nel territorio sabino, lungo il percorso della via Salaria, cioè "via del sale".

### Età repubblicana

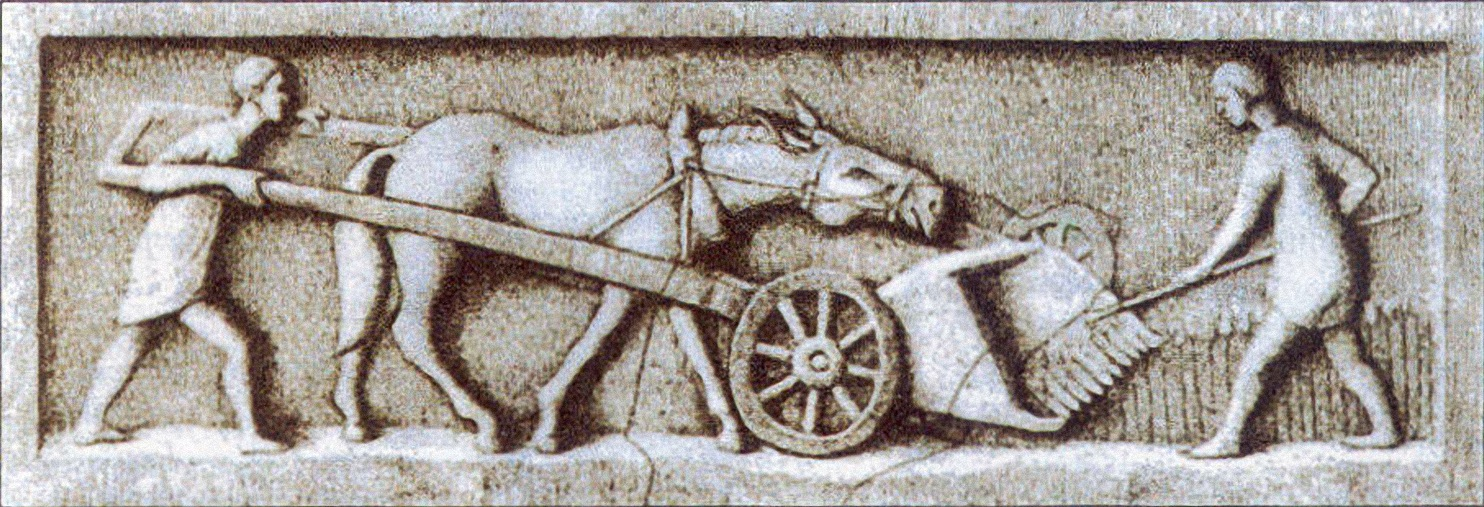
Un'economia basata sull'agricoltura

Come in gran parte delle società del mondo classico, anche l'economia della Repubblica romana (dal V al I secolo a.C.) era essenzialmente, se non esclusivamente, basata sulla produzione e la distribuzione di prodotti agricoli (gran parte della produzione era, tuttavia, rivolta all'autoconsumo). La classe degli aristocratici (patrizi), che nell'epoca presa in esame corrispondeva anche al ceto sociale più ricco, era costituita prevalentemente dai grandi proprietari fondiari, che seguivano personalmente la conduzione delle aziende agricole (ville rustiche). Solo nella tarda età repubblicana cominciò ad affermarsi economicamente la classe sociale degli equites, che traeva le proprie ricchezze non dall'agricoltura, bensì dal commercio, dalle industrie e dalla finanza (riscossione delle imposte e prestiti a interesse).

#### Monetazione romana
Quando dal baratto si passò a un primo sistema monetario, il valore dell'unità monetaria, consistente in una certa quantità di rame o di bronzo (aes rude), fu stabilito pari a quello di una pecora o di un bue. In seguito l'aes rude fu sostituito dalla prima moneta di bronzo, l'aes grave o asse librale (perché inizialmente era del peso di una libbra circa). Con l'aprirsi di Roma al commercio estero (in particolare con la Magna Grecia), nel III secolo a.C. comparvero le prime monete d'argento, coniate inizialmente dall'alleata Cuma (che disponeva di una zecca), fino a quando Roma stessa cominciò a battere moneta, producendo monete d'argento come il Denario e il Vittoriato, e d'oro come l'Aureo, che andarono ad affiancarsi a quelle di bronzo (Asse). Il Sesterzio durante la Repubblica era una piccola moneta d'argento del valore di 1/4 del denario (dopo la riforma monetaria di Augusto designò invece una moneta di rame, o meglio in ottone, es. l'oricalco). Le monete più preziose venivano utilizzate per le transazioni internazionali, quelle di minor valore, invece, per l'economia domestica.
La coerenza dell'insieme era assicurata da cambi fissi: un Aureo = 25 Denari = 100 Sesterzi = 400 Assi. Lo Stato per tutta la durata della Repubblica agì con prudenza e saggezza nella regolazione delle coniazioni (quantità di monete emesse, loro peso e titolo).

### Età imperiale

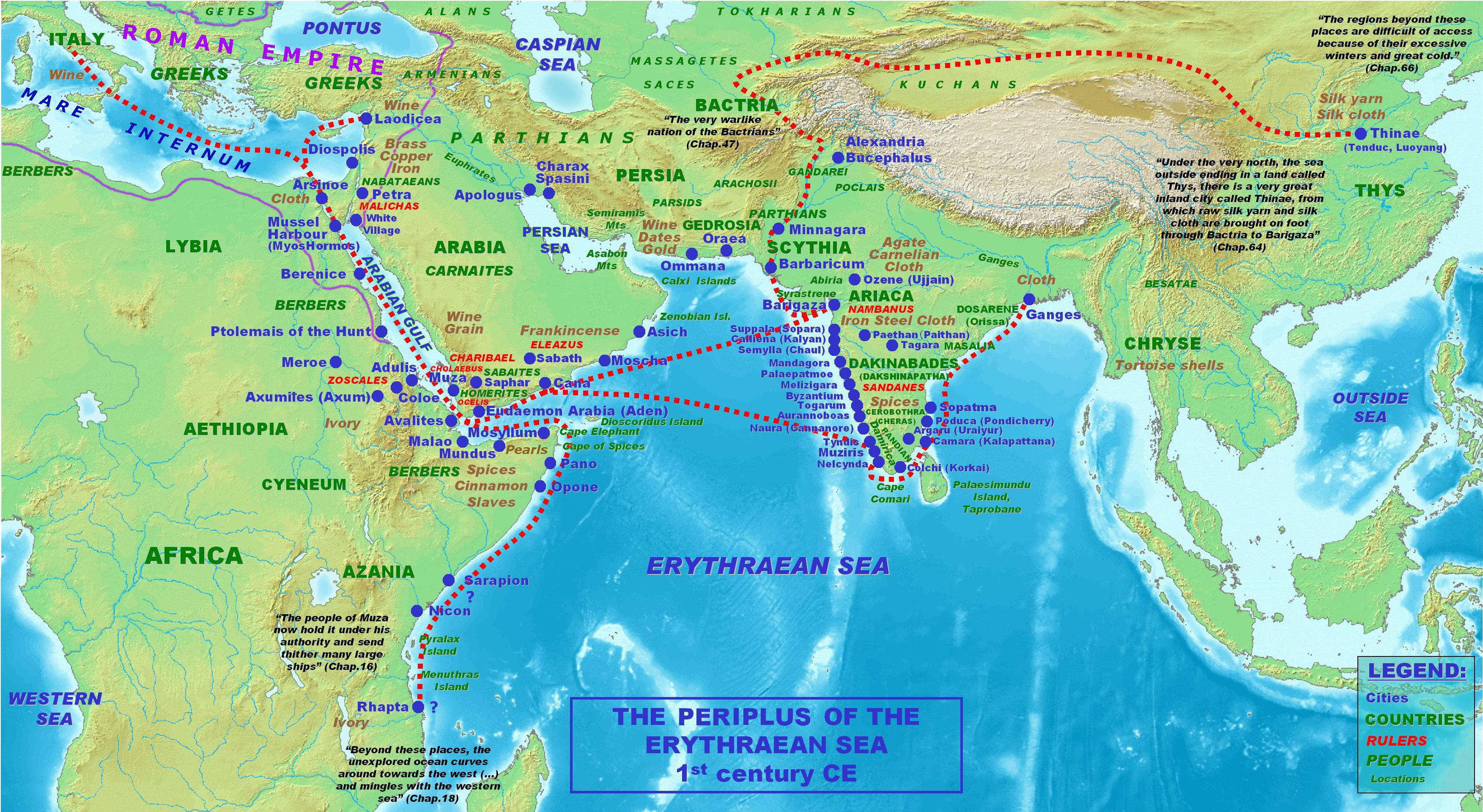
Commercio romano con l'India secondo il Periplus maris erythraei e relazioni diplomatiche sino-romane

Nei primi due secoli dell'Impero romano lo sviluppo della sua economia si era basato essenzialmente sulle conquiste militari, che avevano procurato terre da distribuire ai legionari o ai ricchi senatori, merci da commerciare e schiavi da sfruttare in lavori a costo zero. Per questo motivo l'economia appariva prospera ("secolo d'oro"). In realtà restava in una condizione di stagnazione, che divenne decadenza (declino della produzione agricola e contrazione dei grandi flussi commerciali) con la conclusione della fase delle grandi guerre di conquista (198 d.C., conquista di Ctesifonte, capitale dell'impero partico). L'Impero romano, infatti, da un lato si dimostrò incapace di realizzare uno sviluppo economico endogeno (non dipendente dalle conquiste) e dall'altro di ovviare all'aumento dei costi della spesa pubblica (la vera radice della crisi fu l'incremento del costo dell'esercito e della burocrazia) con un sistema fiscale più efficiente che oppressivo. La grave crisi che ne conseguì ne provocò gradualmente la decadenza, fino ad arrivare nel V secolo d.C. alla caduta della parte occidentale per opera di popolazioni germaniche.
Nella prima età imperiale l'impulso fornito dalla forte urbanizzazione e la sicurezza delle linee di traffico favorirono l'espansione del commercio terrestre e marittimo: a Roma, per esempio, si moltiplicarono le botteghe, le aziende commerciali all'ingrosso e al dettaglio, i depositi, i magazzini, le corporazioni di artigiani e trasportatori. I traffici commerciali si spinsero fino alle coste del Baltico, in Arabia, India e Cina per importare prodotti di lusso e di prestigio a prezzi astronomici (al valore della merce andava infatti aggiunto il costo elevatissimo dei trasporti e una lunga serie di dazi e pedaggi). Per quanto non paragonabile con i concetti moderni, ci fu un costante legame di importazione tramite carovaniere e il commercio marittimo con le regioni orientali, in particolare l'India e la penisola Arabica, da dove arrivavano incenso, profumi, perle, gemme, spezie, sete, carni e pesci rari, frutta esotica, ebano, unguenti. L'emorragia di monete in metallo prezioso per l'acquisto dei prodotti di lusso finirà, però, per provocare nei secoli successivi gravi conseguenze a livello di bilancio commerciale.
Aerarium militare e monetazione imperiale
Il gigantesco apparato imperiale comportava costi crescenti. Augusto aveva diviso l'Impero in province senatorie i cui tributi finivano nell'erario (l'antica cassa dello Stato), a sostenere le spese correnti di quell'istituzione, e in province imperiali, le cui entrare alimentavano il fisco, la cassa privata dell'imperatore, cui toccavano gli oneri più gravosi, rappresentati dall'esercito, dalla burocrazia e dalle sovvenzioni alla plebe urbana (distribuzioni di frumento o denaro) per evitare rivolte. Sotto i successori di Augusto si ingenerò confusione tra erario e fisco, a tutto vantaggio di quest'ultimo. Inoltre, per l'esercito era prevista una cassa apposita, l'erario militare, in cui si accantonavano i fondi per il pagamento dell'indennità ai soldati congedati. Il costo dell'esercito fu aggravato inoltre dall'uso invalso da Claudio in poi di gratificare i soldati con un donativo per assicurarsene la fedeltà al momento dell'ascesa al trono e in situazioni delicate. Se si aggiungono alle spese necessarie e inevitabili gli sprechi nella gestione della corte, si capisce come lo stato delle finanze fosse in genere alquanto precario. La decisione di Augusto di consolidare l'Impero, assicurandogli confini naturalmente sicuri e compattezza interna, invece che di estendere le frontiere, dipese anche dal fatto che l'imperatore si era reso conto che le risorse erano limitate e non in grado di sostenere eccessivi sforzi espansionistici.. I successori, infatti, non si discostarono molto dalla linea augustea, a parte Traiano che portò l'Impero alla sua massima estensione anche per assicurarsi le miniere d'oro della Dacia e il controllo delle vie carovaniere dell'Oriente: il beneficio fu comunque solo momentaneo. Alla lunga, la conclusione della politica espansionistica che fece mancare le usuali risorse del bottino di guerra, la diminuzione della moneta circolante (la produzione delle miniere era inferiore alla richiesta di metalli preziosi), la scarsità e quindi l'aumento del prezzo di mercato degli schiavi, resero le spese sempre più insostenibili, mentre la pressione fiscale si rivelava inefficace. Lo Stato conosceva un solo mezzo di intervento che non aumentava ulteriormente la pressione fiscale: la svalutazione della moneta, tramite la riduzione di peso delle monete (il primo a operare in tal senso fu Nerone, al fine di poter meglio sostenere la sua personale politica di prestigio e di grandi spese). La conseguenza, evidente in tutta la sua drammaticità nel corso del Tardo Impero, sarà un'inflazione galoppante.

## Lingua

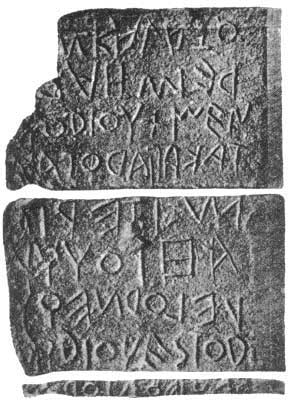
Iscrizione in latino arcaico sul Lapis niger

Il latino è una lingua indoeuropea appartenente al gruppo delle lingue latino-falische. Veniva parlata a Roma e nel Lazio almeno dagli inizi del I millennio a.C. Il latino acquistò grande importanza con l'espansione dello stato romano e in quanto lingua ufficiale dell'impero si radicò in gran parte dell'Europa e dell'Africa settentrionale.
Del latino arcaico (fino al III secolo a.C.) rimangono tracce in alcune citazioni degli autori e soprattutto in iscrizioni, che insieme alla comparazione con altre lingue affini consentono una ricostruzione di esso assai parziale. Solo frammenti restano anche dei testi letterari più antichi, quelli di Livio Andronico, Nevio e Ennio, tutti risalenti al III secolo a.C., databili quindi circa cinque secoli dopo la mitologica fondazione di Roma (secondo Varrone avvenuta nel 753 a.C.). L'unica eccezione sono le commedie di Plauto, che costituiscono dunque la principale fonte per lo studio della lingua arcaica. Col II secolo a.C. la letteratura latina si sviluppò, e soprattutto con l'opera di Marco Porcio Catone il Censore nacque una prosa letteraria latina. La lingua aveva però ancora una certa rudezza, e non era priva di influssi dialettali.
Fu nel I secolo a.C., con l'estensione della cittadinanza romana agli Italici e i cambiamenti sociali che ne derivarono, che a Roma sorse la preoccupazione per la purezza della lingua. Anche sotto la spinta della speculazione linguistica greca, si avviò un processo di regolarizzazione della lingua. In questi tempi fiorirono letterati come Cicerone, che fu oratore e filosofo, oltre che politico (fu console nel 63 a.C., l'anno della congiura di Catilina); o come Catullo e i poetae novi, che rivoluzionarono la lingua poetica. La scrittura non era ignota neppure a 'rudi' condottieri come Cesare, che fu ammiratissimo per il suo stile terso, e di cui restano due opere ancora studiate e apprezzate: La guerra gallica (Commentarii de bello Gallico) e La guerra civile (Commentarii de bello civili).
I tempi erano ormai maturi perché la letteratura latina sfidasse quella greca, che allora veniva considerata insuperabile. Nella generazione successiva, sotto il principato di Augusto, fiorirono i maggiori poeti di Roma: Orazio, che primeggiò nella satira e nella lirica, emulava i lirici come Pindaro e Alceo, Virgilio, che si distinse nel genere bucolico, nella poesia didascalica e nell'epica, rivaleggiava con Teocrito, Esiodo e addirittura Omero; e poi ancora Ovidio, maestro del metro elegiaco, e Tito Livio nella storiografia.

## Cultura
Letteratura
La letteratura latina viene suddivisa diacronicamente nei seguenti periodi:
- periodo delle origini, dal 753 a.C., tradizionale datazione della fondazione di Roma, al 241 a.C., fine della prima guerra punica tra Roma e Cartagine;
- periodo arcaico, dal 241 a.C. al 78 a.C., morte di Lucio Cornelio Silla;
- periodo aureo, dal 78 a.C. al 14 d.C., morte di Gaio Giulio Cesare Ottaviano; tale periodo viene suddiviso a sua volta in:
  - periodo ciceroniano, dal 78 a.C. al 43 a.C., morte di Marco Tullio Cicerone;
  - periodo augusteo, dal 43 a.C. al 14 d.C.;
- periodo argenteo, dal 14 al 117 d.C., morte di Traiano;
- periodo della decadenza, dal 117 al 476 (caduta dell'Impero romano d'Occidente) o al 568 (discesa dei Longobardi in Italia).

### Periodo arcaico (241-78 a.C.)
La cultura latina viene convenzionalmente divisa in due fasi principali: una fase anteriore all'influenza greca, iniziata con la guerra tarantina (272 a.C.), e un'altra fase posteriore a questo evento. La civiltà romana, tuttavia, anche se posta in una zona marginale rispetto alla penisola greca e alle isole dell'Egeo, fu influenzata culturalmente dai Greci fin dalla sua nascita: la civiltà greca, infatti, manteneva il predominio culturale su gran parte della penisola italica e influenzò in vari aspetti gli etruschi, popolazione italica che dominava politicamente il centro della penisola.
I primi cinque secoli della storia romana furono caratterizzati dalla conquista dell'Italia centrale e meridionale, dalla creazione di istituzioni politiche, religiose e giudiziarie ma anche da una produzione letteraria anonima e tramandata oralmente, con scopi pratici e occasionali: per questo fu definita preletteraria. Questa produzione consiste in forme poetiche abbozzate, senza alcun intento letterario, scritte in un latino rozzo e primitivo; la loro importanza è dovuta all'influenza che esercitarono sulla letteratura posteriore, specialmente in determinati ambiti quali il teatro, l'oratoria e la storiografia.
Di questo periodo si ricordano autori come: Livio Andronico, Gneo Nevio, Quinto Ennio, Marco Porcio Catone, Cecilio Stazio, Marco Pacuvio, Lucio Accio, Tito Maccio Plauto, Publio Terenzio Afro, Gaio Lucilio, Appio Claudio Cieco, Quinto Fabio Pittore e Quinto Claudio Quadrigario.

### Periodo aureo o classico (78 a.C.-14 d.C.)

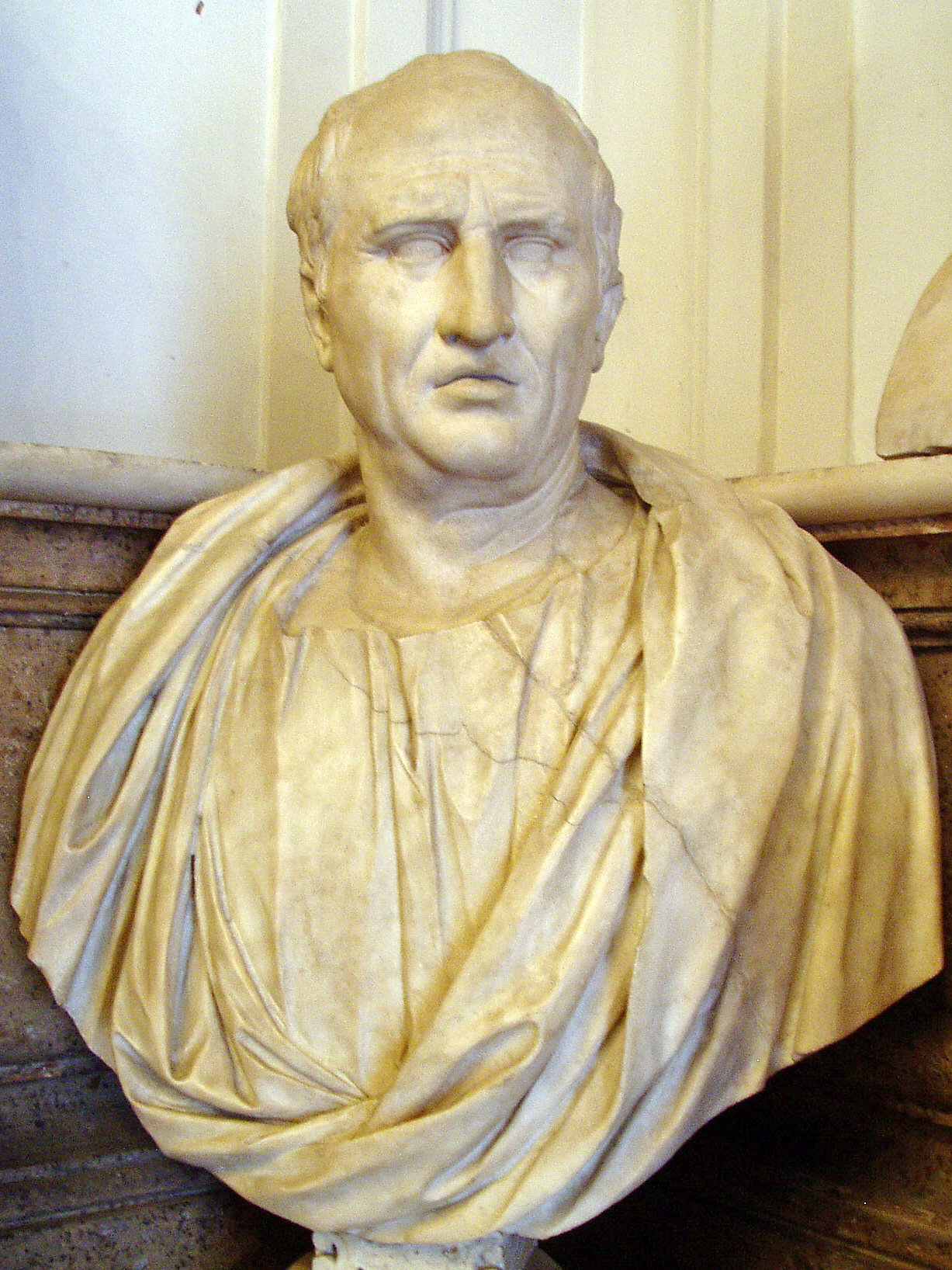
Marco Tullio Cicerone, simbolo dell'oratoria latina (Musei Capitolini, Roma)

Il periodo aureo, chiamato anche classico o di transizione (dalla Repubblica all'Impero), dura dal 78 a.C. al 14 d.C. e viene suddiviso in periodo ciceroniano (o età cesariana) e periodo augusteo. Fu un'epoca in cui si presentarono grandi novità, sia in ambito civile sia letterario: i grandi modelli della letteratura e dell'arte greca, infatti, vennero assimilati e rielaborati in modo tale da essere adeguati alla sensibilità e alla spiritualità del tempo: il contrasto tra vecchio e nuovo spesso si notò anche nello spirito e nell'opera di uno stesso autore.
A questo periodo appartengono autori come: Lucrezio, Catullo, Cicerone, Sallustio, lo stesso Cesare, Marco Terenzio Varrone, Dionigi di Alicarnasso, Fedro, Gaio Giulio Igino, Orazio, Ovidio, Properzio, Strabone, Tibullo, Tito Livio, Virgilio e Marco Vitruvio Pollione.

### Periodo imperiale o argenteo (14-550)
La letteratura latina nei primi due secoli dell'Impero attraversò un periodo di grande splendore, grazie anche al mecenatismo degli imperatori (Augusto in primis) che finanziavano i letterati. Gli imperatori (in particolare Augusto) volevano usare la letteratura come propaganda, come mezzo per costruire il consenso. In cambio della protezione dei letterati, gli imperatori volevano in cambio essere esaltati nei componimenti encomiastici scritti da questi scrittori.
Il periodo argenteo va dal 14 (anno della morte di Augusto) al 550 (Corpus Iuris Civilis di Giustiniano). In questo periodo i rapporti tra letterati e imperatori non sempre furono ottimi. Basti pensare alla vita del filosofo stoico Seneca che non ebbe mai buoni rapporti con gli Imperatori (Caligola lo voleva uccidere, Claudio lo esiliò (e Seneca si vendicò prendendosi gioco di lui nella satira Apokolokyntosis) e Nerone (che era stato pure suo allievo) lo condannò a morte per aver congiurato contro di lui) oppure all'età di Domiziano. L'Imperatore Domiziano perseguitò infatti letterati e filosofi, che furono ben felici quando il tiranno morì e venne sostituito dai buoni princeps Nerva (96-98) e Traiano (98-117), che restaurarono l'antica libertas, ed esaltarono i due nuovi imperatori nei loro componimenti condannando invece la tirannia di Domiziano (per esempio Plinio il giovane nel Panegirico di Traiano e Tacito nella prefazione dell'Agricola).
Uno dei primi esempi di letteratura encomiastica fu per esempio il celebre poema epico di Publio Virgilio Marone l'Eneide. Esso, narrando la storia di Enea dalla distruzione di Troia all'arrivo nel Lazio e all'uccisione di Turno, celebra non solo le antiche e gloriose origini di Roma (saranno infatti i discendenti di Enea a fondare l'urbe) ma anche la famiglia di Augusto, la gens Iulia (il cui fondatore e nientemeno che Iulo (o Ascanio), il figlio di Enea e nipote della dea Venere). Il poema di Virgilio ebbe un successo incredibile, tanto che ancora oggi e uno dei poemi epici più noti della storia. Altri esempi di letteratura encomiastica sono i panegirici, cioè dei componimenti encomiastici che esaltavano degli Imperatori o altri personaggi illustri. Uno dei panegirici più noti della letteratura latina è il panegirico di Traiano scritto dal letterato Plinio il giovane.

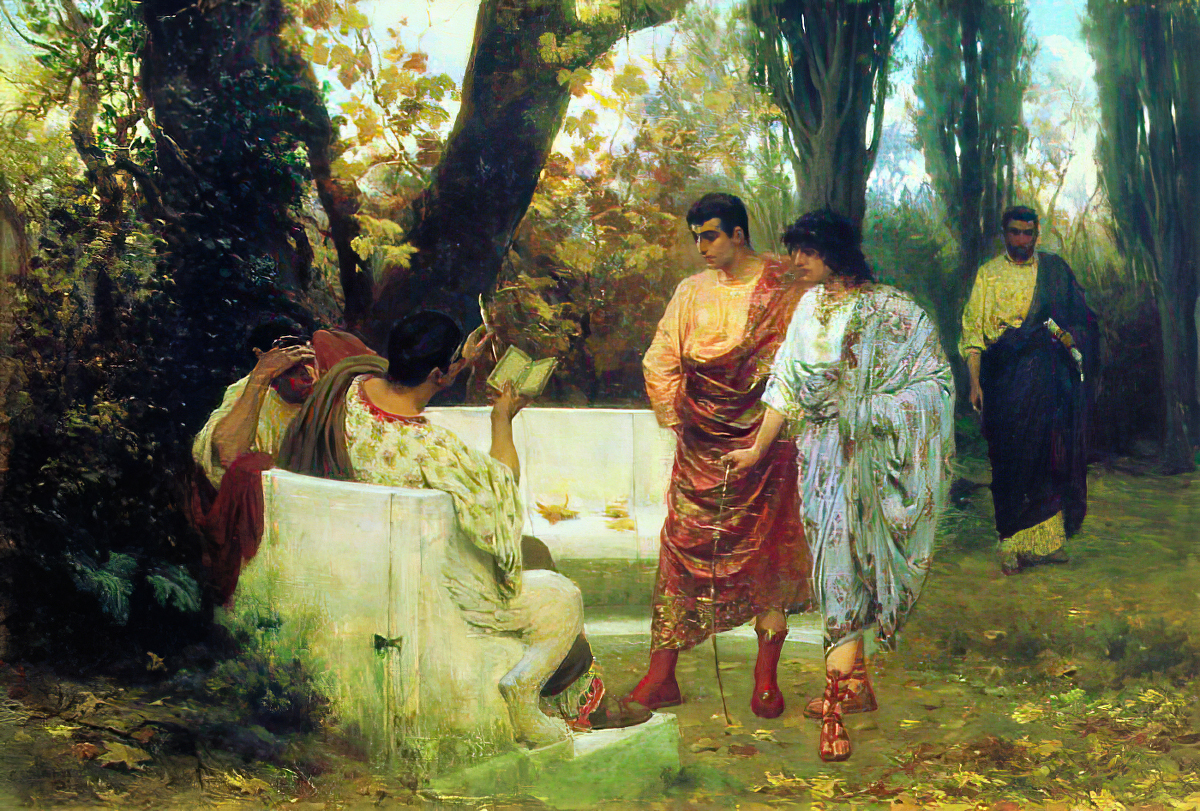
Il poeta Catullo legge uno dei suoi scritti agli amici, da un dipinto di Stefano Bakalovich

Tuttavia i rapporti tra letterati e imperatori non sempre furono ottimi. Basti pensare alla vita di Seneca che non ebbe mai buoni rapporti con gli Imperatori (Caligola lo voleva uccidere, Claudio lo esiliò (e Seneca si vendicò prendendosi gioco di lui nella satira Apokolokyntosis) e Nerone (che era stato pure suo allievo) lo condannò a morte per aver congiurato contro di lui) oppure all'età di Domiziano. L'Imperatore Domiziano perseguitò infatti letterati e filosofi, che furono ben felici quando il tiranno morì e venne sostituito dai buoni princeps Nerva (96-98) e Traiano (98-117) ed esaltarono i due nuovi imperatori nei loro componimenti (per esempio Plinio il giovane nel Panegirico e Tacito nella prefazione dell'Agricola).
Mentre il teatro latino conobbe un periodo di decadenza (l'unico autore teatrale di rilievo fu Seneca con le sue tragedie), altri generi (come la satira e la storiografia latina) attraversavano un periodo di splendore. La satira, genere che si prendeva gioco con il risum delle persone che si comportavano male, attraversò un periodo di grande splendore con grandi autori come Persio e Giovenale. Essi però, piuttosto che fare attacchi personali (cosa alquanto rischiosa, in quanto le persone prese di mira, essendo potenti, potevano vendicarsi), condannavano per lo più i vizi e non le persone, con lo scopo pedagogico di far capire al lettore di non seguire l'esempio delle persone viziate presenti nella satira.

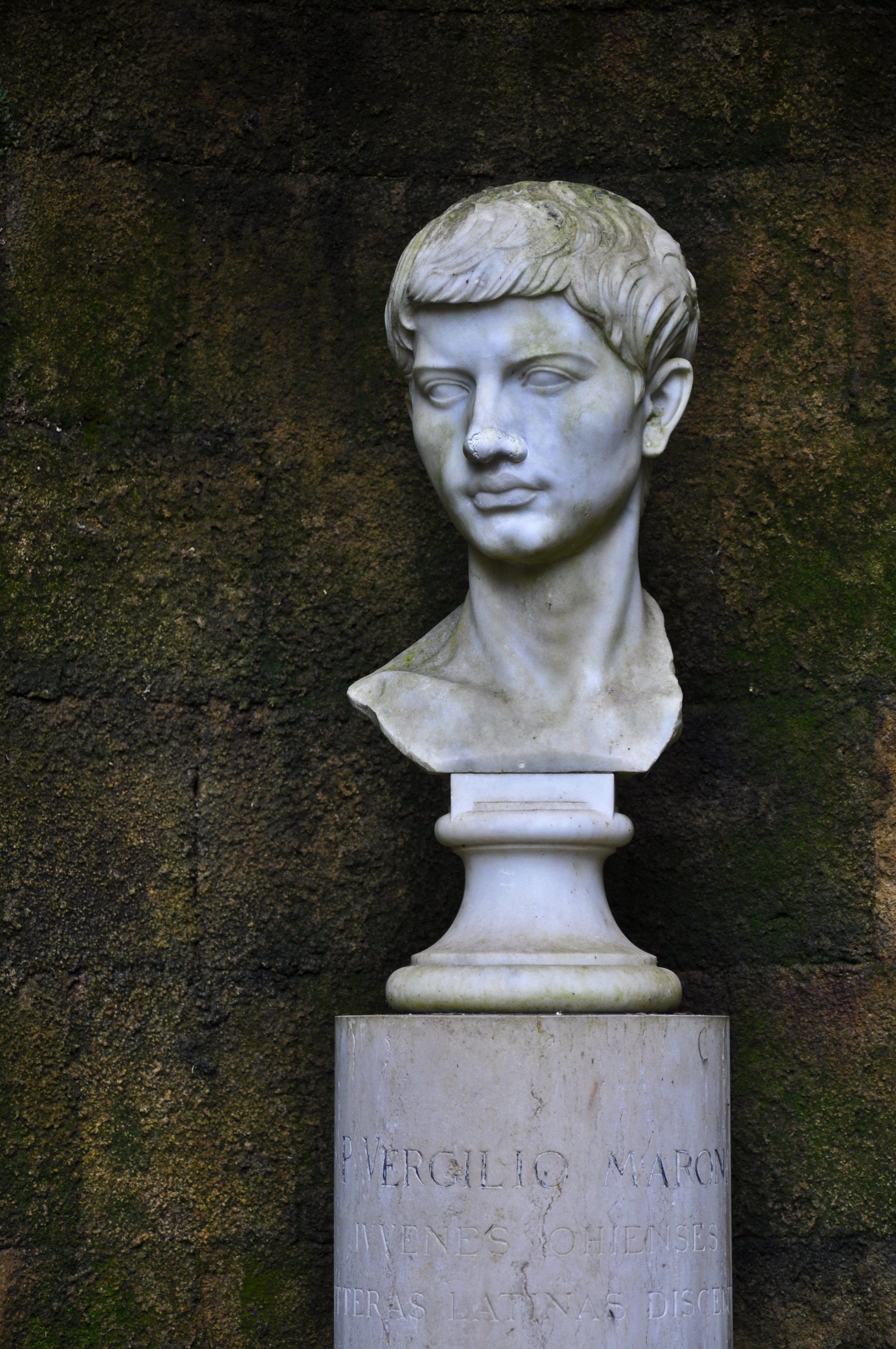
Busto del massimo poeta latino, Virgilio

Anche la storiografia conobbe grande successo con autori come Svetonio, Tacito e Floro. La storiografia rientra in un certo senso nel genere encomiastico nel senso che narrando le conquiste territoriali fatte dai Romani nei secoli e nei decenni precedenti in questo modo si esaltava la grandezza di Roma. Ciò non significa però che gli storiografi latini non critichino talvolta per il loro atteggiamento gli imperatori, soprattutto gli imperatori tiranni. Gli storiografi latini spesso si ispiravano alle opere di Sallustio, soprattutto per la selettività degli avvenimenti da narrare.
La filosofia ebbe come suo maggiore esponente il filosofo stoico Seneca, mentre l'oratoria attraversò un periodo di decadenza. Secondo l'oratore Quintiliano (autore tra l'altro dell'Institutio oratoria, la formazione dell'oratore) ciò era dovuto al fatto che non c'erano più buoni insegnanti e che per riprendersi da questa decadenza bisognava ritornare a Cicerone, da lui considerato il più grande oratore e in quanto tale il modello da prendere ad esempio. Per Tacito invece la decadenza dell'Oratoria era dovuta all'istituzione del principato. Infatti ciò che alimentava la "fiamma" dell'oratoria erano le lotte politiche; ora che il potere era di uno solo e non vi erano quindi più lotte politiche, l'oratoria necessariamente è decaduta.
Un altro genere importante della letteratura di quei tempi è l'epistolografia. Tra le epistole più celebri del periodo argenteo vi sono quelle di Seneca e Plinio il Giovane. Le epistole di Seneca vennero scritte negli anni conclusivi della sua vita, quando, abbandonata la vita politica, decise di dedicarsi alla vita contemplativa, ed erano indirizzate a Lucilio, che, oltre a essere amico di Seneca, era anche governatore della Sicilia. Seneca in queste epistole tenta di insegnare a Lucilio come raggiungere la virtù, cosa che Seneca stesso, come afferma proprio nelle epistole, non è ancora riuscito a raggiungere.
In questo periodo si diffuse pure il romanzo, che era un genere di origine greca. Il primo autore di romanzi di rilievo fu Petronio, che forse era l'arbitro dell'eleganza di Nerone. Egli scrisse il Satyricon, un romanzo parodistico che narrava la storia d'amore pederasta tra Encolpio e Gitone parodiando in questo modo i romanzi greci che narravano spesso di storie d'amore. Altro autore di rilievo fu Apuleio, autore delle Metamorfosi, un romanzo che narra la storia di un giovane che viene trasformato in asino e per tornare normale doveva mangiare un particolare tipo di rose.
Alla fine del IV secolo, e per molti secoli a venire, Roma era ancora un prestigioso punto di riferimento ideale non solo per l'Occidente, ma anche per l'Oriente. Si ha quasi l'impressione che la sua perdita di importanza politica, definitivamente sancita già in epoca tetrarchica, le avesse quasi assicurato un ruolo di simbolo "sovranazionale" di Impero al tramonto. Alcuni grandi uomini di cultura di origine greco-orientale sentirono questo richiamo e scelsero il latino come lingua di comunicazione. È il caso dello storico greco-siriano Ammiano Marcellino, che decise, dopo un lungo periodo di militanza come ufficiale dell'esercito, di trasferirsi a Roma, dove morì attorno all'anno 400. Nella Città Eterna scrisse il suo capolavoro Rerum gestarum libri XXXI, pervenutoci purtroppo in forma incompleta. Quest'opera, serena, imparziale, vibrante di profonda ammirazione per Roma e la sua missione civilizzatrice, costituisce un documento di eccezionale interesse, dato il delicato e tormentato momento storico preso in esame (dal 354 al 378, anno della battaglia di Adrianopoli).

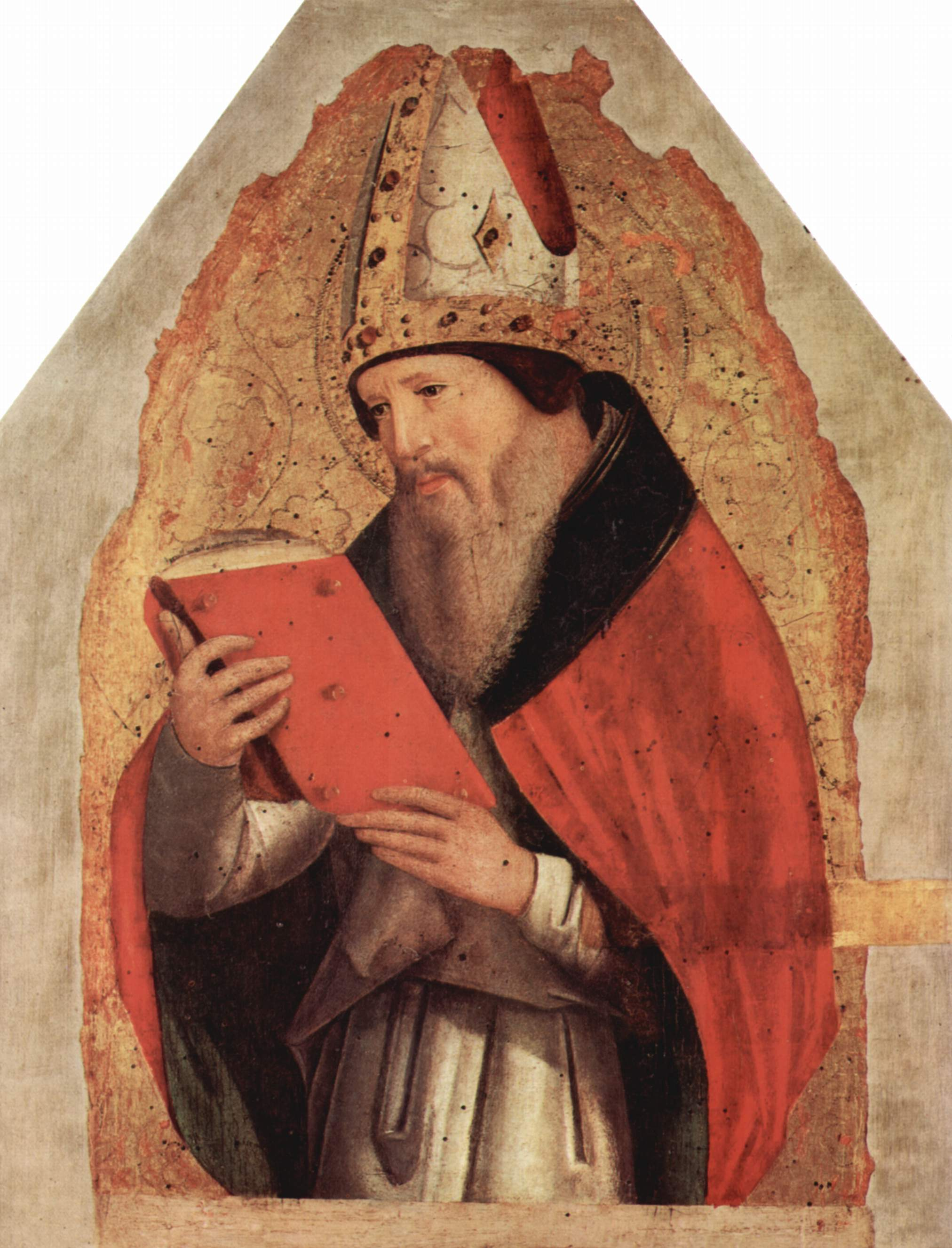
Sant'Agostino in un dipinto di Antonello da Messina

Anche l'ultimo grande poeta pagano, il greco-egizio Claudiano (nato nel 375 circa), adottò il latino nella maggior parte dei suoi componimenti (la sua produzione in greco fu senz'altro meno significativa) decidendo di passare gli ultimi anni della sua breve esistenza a Roma, dove si spense nel 404. Spirito eclettico e inquieto, trasse ispirazione, nella sua vasta produzione tesa a esaltare Roma e il suo Impero, dai grandi classici latini (Virgilio, Lucano, Ovidio, ecc.) e greci (Omero e Callimaco). Fra i letterati provenienti dalle province occidentali dell'Impero vi era il gallo-romano Claudio Rutilio Namaziano, che nel suo breve De reditu (417 circa) rese un vibrante e commosso omaggio alla città di Roma che egli era stato costretto a lasciare per tornare nella sua terra di origine, la Gallia.
L'ultimo grande retore che visse e operò in questa parte dell'Impero fu il patrizio romano Simmaco spentosi nel 402. Le sue Epistulae, Orationes e Relationes forniscono una preziosa testimonianza dei profondi legami, ancora esistenti all'epoca, fra l'aristocrazia romana e un'ancor viva tradizione pagana. Quest'ultima, così ben rappresentata dalla vigorosa e vibrante prosa di Simmaco, suscitò la violenta reazione del cristiano Prudenzio che nel suo Contra Symmachum stigmatizzò i culti pagani del tempo. Prudenzio è uno dei massimi poeti cristiani dell'antichità. Nato a Calagurris in Spagna, nel 348, si spense attorno al 405, dopo un lungo e travagliato pellegrinaggio fino a Roma. Oltre al già citato Contra Symmachum, è autore di una serie di componimenti poetici di natura apologetica o di carattere teologico fra cui una Psychomachia (Combattimento dell'anima), una Hamartigenia (Genesi del Peccato) e un Liber Cathemerinon (Inni da recitarsi giornalmente).
Nel III, IV e V secolo la letteratura latina declinò, non così il pensiero giuridico, filosofico e teologico che diede i propri frutti più alti in quel periodo. Fra i giuristi si ricordano Ulpiano, Papiniano e Giulio Paolo (inizi del III secolo) e, per ciò che riguarda la teologia e la filosofia, i Padri della Chiesa San Girolamo, Sant'Ambrogio e Sant'Agostino, massima espressione del pensiero cristiano del primo millennio dell'era volgare. Agostino, avvicinatosi alla filosofia leggendo l'Ortensio di Cicerone e le opere di Platone a dei neoplatonici, cercò di conciliare la classicità pagana con il nuovo messaggio cristiano. Sviluppò negli anni maturi un poderoso corpus dottrinario la cui influenza si è fatta sentire in età medievale (Pietro Abelardo, Ruggero Bacone, Duns Scoto, ecc.), moderna (Martin Lutero, Giansenio, ecc.) e contemporanea (Søren Kierkegaard in particolare). Il IV secolo è anche il secolo di Ammiano Marcellino, un siro di madrelingua greca ma di espressione latina considerato il massimo storico romano di età tardo-imperiale.

## Arte
Dalle origini alla monarchia

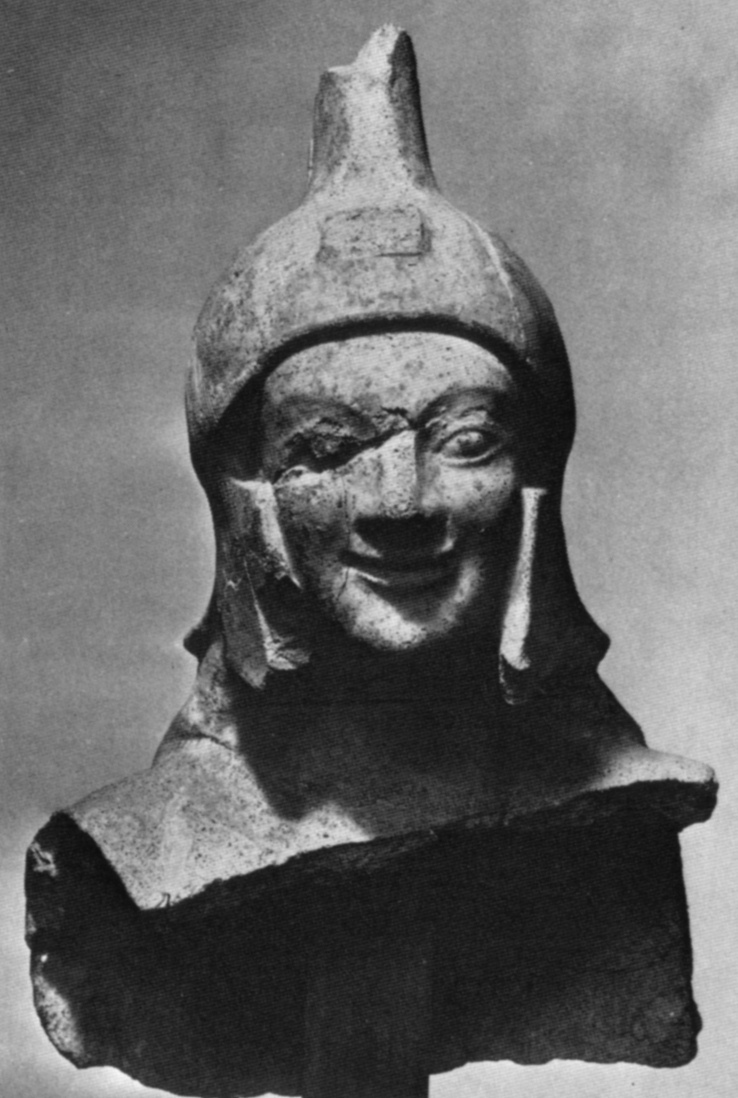
L'acroterio fittile della "Minerva" dall'area di Sant'Omobono

Secondo la leggenda, la città di Roma venne fondata il 21 aprile nell'anno 753 a.C. Alle origini della città ebbe grande importanza il guado sul Tevere, che costituì per molto tempo il confine tra Etruschi e Latini, nei pressi dell'Isola Tiberina, e l'approdo fluviale dell'Emporium, tra Palatino e Aventino.
Nell'età protostorica e regia non si può ancora parlare di arte "romana" (cioè con caratteristiche proprie), ma solo di produzione artistica "a Roma", dalle caratteristiche italiche, con notevoli influssi etruschi.
Presso l'emporio vicino all'attraversamento del fiume, il Foro Boario, è stato scavato un tempio arcaico, nell'area di Sant'Omobono, risalente alla fine del VII-metà del VI secolo a.C., con resti di età appenninica che documentano una continuità di insediamento per tutta l'epoca regia.
Sotto Tarquinio Prisco viene edificato sul Campidoglio il tempio dedicato alla triade capitolina, Giove, Giunone e Minerva, nella data tradizionale del 509 a.C., la stessa in cui viene collocata la cacciata del re e l'inizio delle liste dei magistrati. La data di fondazione del tempio poteva anche essere stata verificata dagli storici romani successivi grazie ai clavi i chiodi annuali infissi nella parete interna del tempio. I resti del podio del tempio sono ancora parzialmente visibili sotto il Palazzo dei Conservatori e nei sotterranei dei Musei Capitolini.

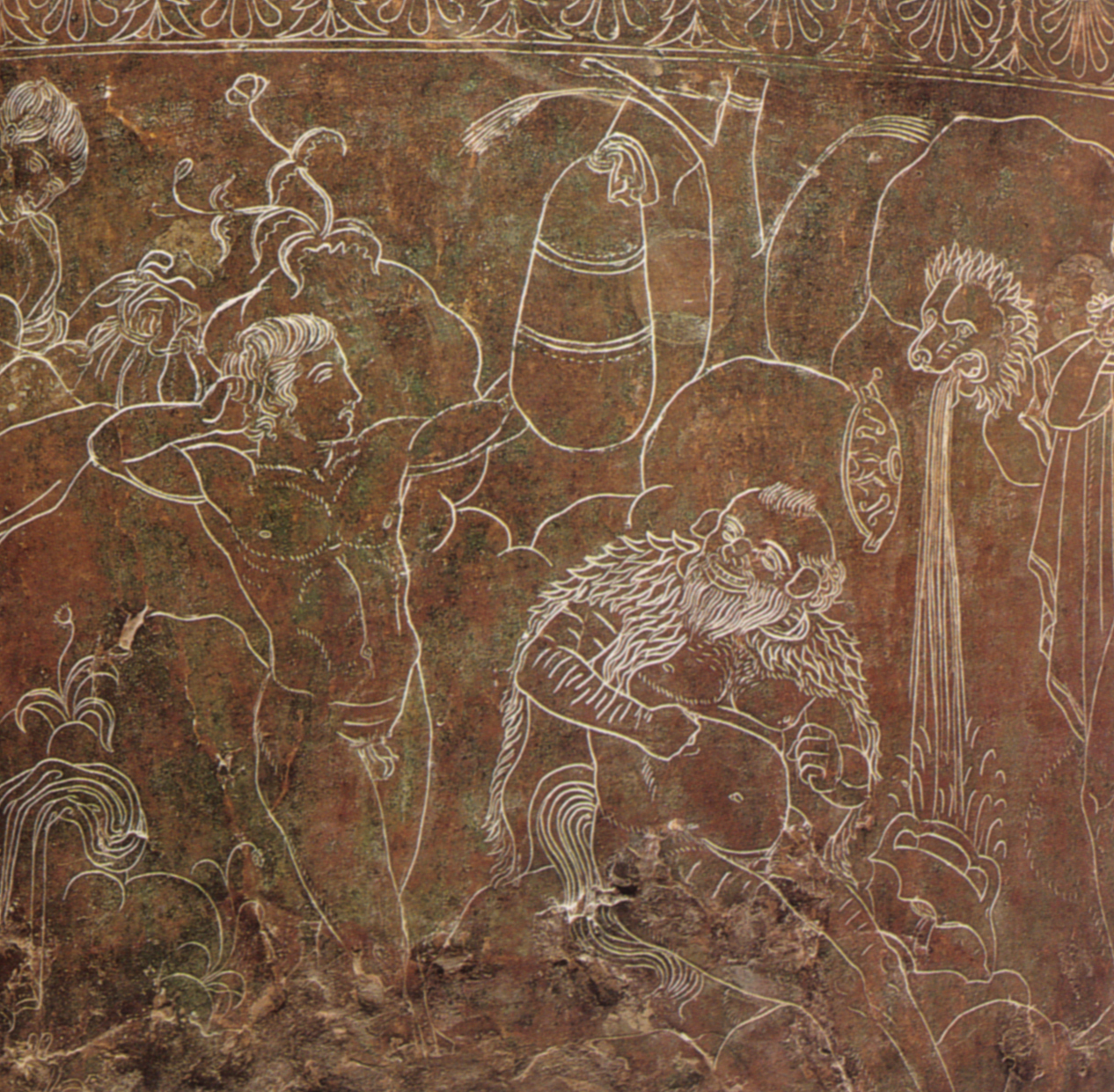
Decorazione a graffito della cista Ficoroni

Le sculture in terracotta che lo adornavano, altra caratteristica dell'arte etrusca, sono andate perdute ma non dovevano essere molto diverse dalla scultura etrusca più famosa della stessa epoca, l'Apollo di Veio dello scultore Vulca, anch'essa parte di una decorazione templare (il santuario di Portonaccio a Veio). Anche la tipologia architettonica del tempio sul Campidoglio è di tipo etrusco: un alto podio con doppio colonnato sul davanti sul quale si aprono tre celle.
Tra le opere più imponenti della Roma arcaica ci furono la Cloaca Maxima, che permise l'insediamento nella valle del Foro, e le Mura serviane, delle quali restano vari tratti.
Bisogna attendere il periodo tra la fine del IV e l'inizio del III secolo a.C. per trovare un'opera d'arte figurativa prodotta sicuramente a Roma: è la nota Cista Ficoroni, contenitore in bronzo finemente cesellato col mito degli Argonauti (dall'iscrizione "Novios Plautios med Romai fecid", "Novio Plautio mi fece a Roma"). Ma la tipologia del contenitore è prenestina, l'artefice di origina osco-campana (a giudicare dal nome), la decorazione a bulino di matrice greca classica, con parti a rilievo inquadrabili pienamente nella produzione medio-italica.
Età repubblicana
L'arte romana repubblicana è la produzione artistica che si svolse nel territorio sotto il controllo di Roma durante il periodo della Repubblica (convenzionalmente dal 509 a.C. al 27 a.C.).
Lo sviluppo militare, politico ed economico della Repubblica romana non coincise con lo sviluppo di una civiltà artistica autonoma. Nel periodo repubblicano si possono distinguere almeno tre momenti artistici: un primo come continuazione della cultura arcaica, dove la produzione in città non manifesta alcuna caratteristica stilistica propria; un secondo legato alla conquista della Grecia e all'arrivo di ingenti bottini di opere d'arte, che mise in crisi la tradizionale tradizione artistica romana innescando un tumultuoso dibattito; una terza fase a partire dall'età sillana quando comparvero ineluttabilmente caratteri propri e specifici dell'arte romana.
Età augustea e giulio-claudia

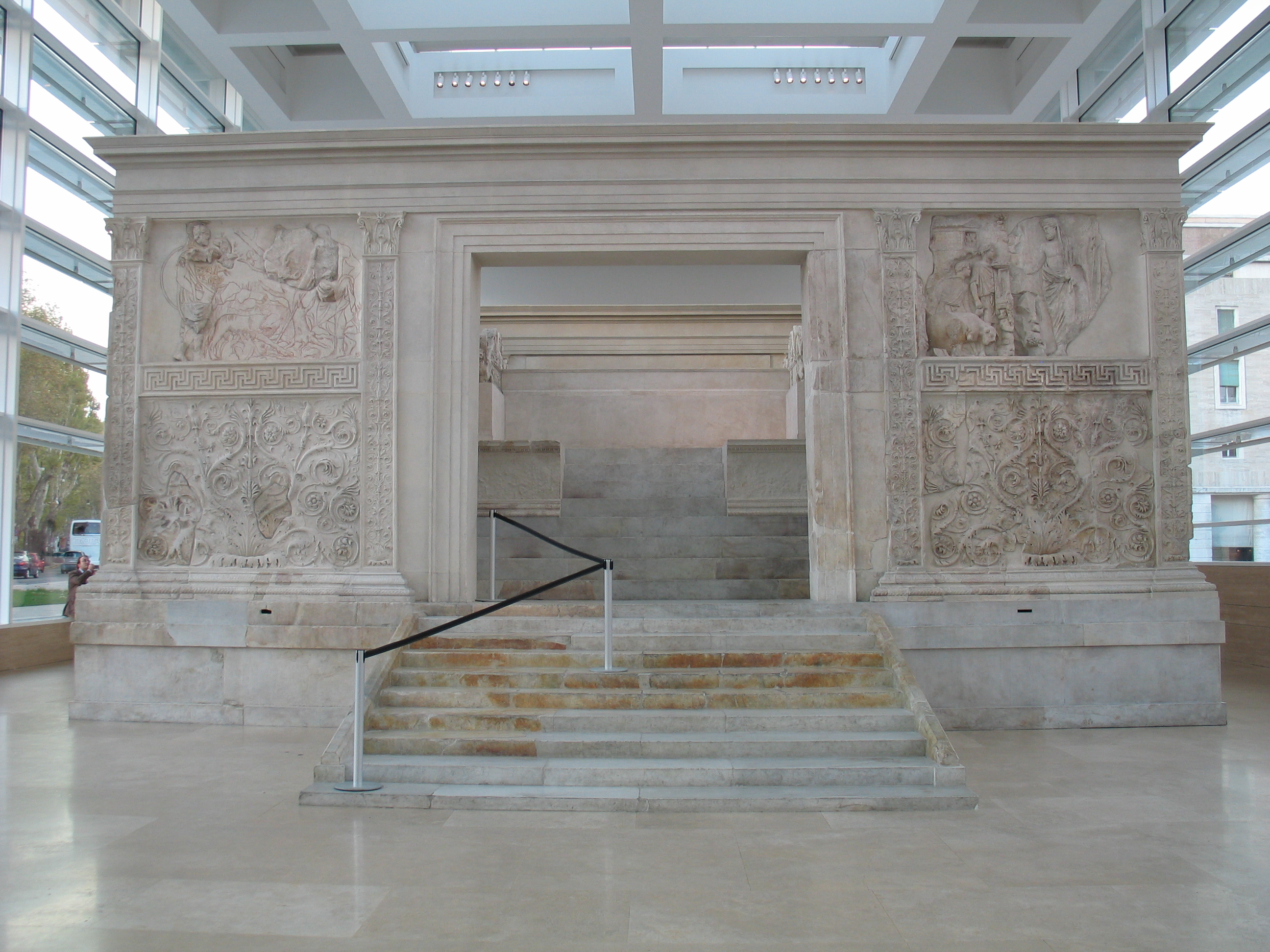
Ara Pacis

L'arte augustea e della dinastia giulio-claudia (fino al 69) si sviluppò verso un sereno "neoclassicismo", che rifletteva le mire politiche di Augusto e della pax, finalizzato a costruire un'immagine solida e idealizzata dell'impero. L'arte dell'età di Augusto è infatti caratterizzata dalla raffinatezza, dall'eleganza, adeguata alla sobrietà e alla misura che Augusto aveva imposto a sé stesso e alla sua corte. Ciò significò, come hanno messo in luce gli studi della seconda metà del XX secolo, anche un'impronta accademica e un po' fredda, a causa della forte idealizzazione delle opere d'arte.
Durante il principato di Augusto ebbe inizio una radicale trasformazione urbanistica di Roma in senso monumentale. Anche nelle arti figurative si recuperò, in particolare, la scultura greca del V secolo a.C. (Fidia, Policleto, ecc.) della quale restano numerose opere, ma questo interesse per il passato influenzò anche l'architettura, l'artigianato prezioso e sicuramente (nonostante le esigue tracce), la pittura.
Opere emblematiche di quest'epoca sono l'Ara Pacis, l'Augusto di via Labicana (con il principe come pontefice massimo) e l'Augusto loricato, quest'ultimo rielaborato dal Doriforo di Policleto. L'uso di creare opere nello stile greco classico va sotto il nome di neoatticismo.
Età flavia

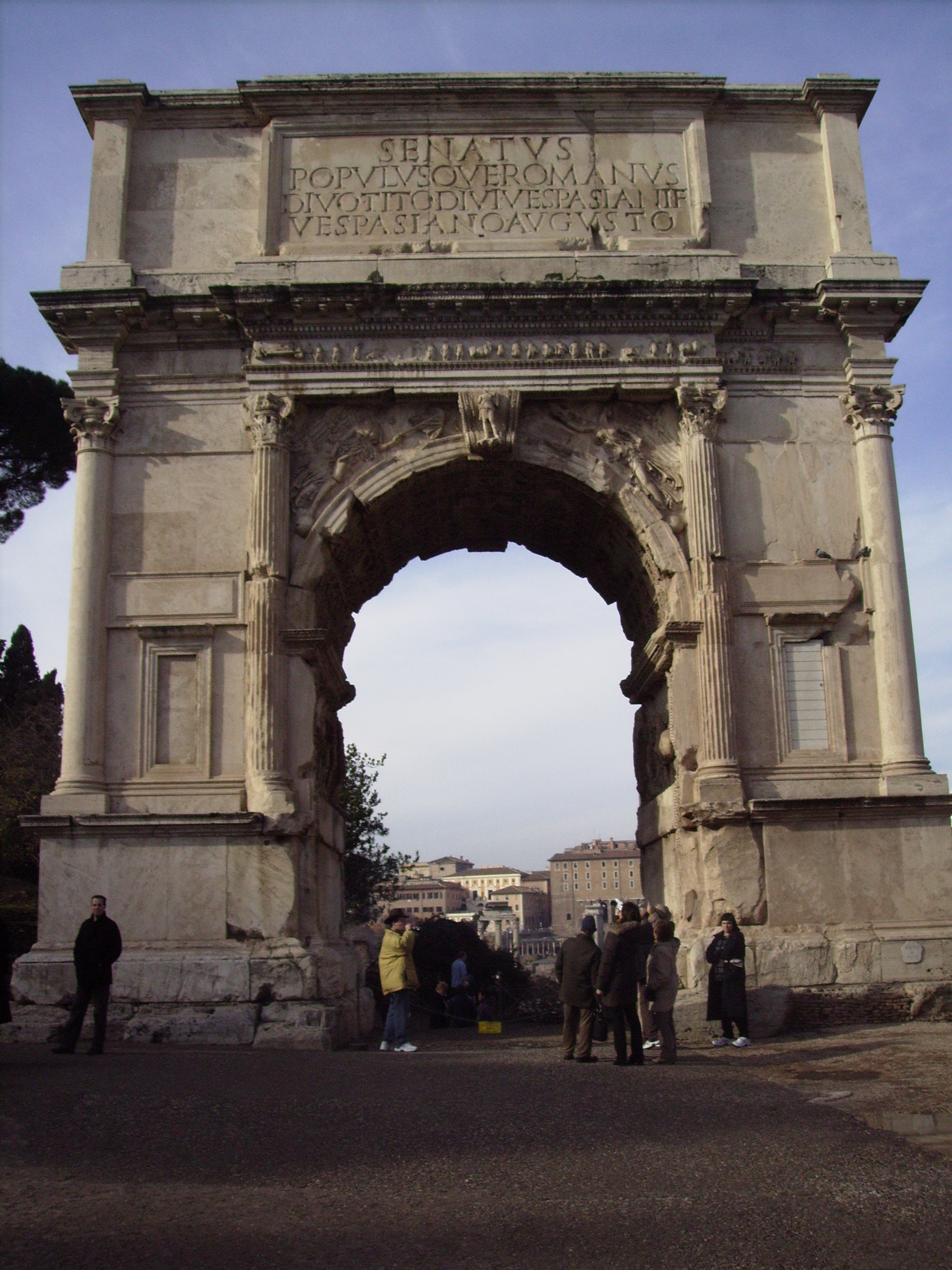
Arco di Tito

In questo periodo, l'arte dei Flavi (arte flavia) si sviluppò superando la pesante tutela dell'arte neoattica, che aveva appiattito le esperienze più originalmente "romane" della tarda Repubblica favorendo un'imitazione fredda e idealizzata dei modelli dell'arte greca classica.
Già all'epoca di Claudio e Nerone la scultura iniziò a muoversi in maniera più indipendente dalla tutela della prestigiosa arte ateniese, liberandosene quasi definitivamente sotto i Flavi. Non è stato ancora completamente chiarito se l'arte flavia si mosse spinta da una nuova ispirazione autonoma o se invece cambiò semplicemente modello, guardando a esperienze di altre città ellenistiche, come quelle dell'Asia Minore, anche perché non è ancora sviluppato lo studio delle forme artistiche delle città greche in epoca romana.
In scultura si manifestarono due tendenze di maggiore evidenza: l'utilizzo di un chiaroscuro più sfumato nel bassorilievo e l'uso di collocare le figure in uno spazio infinitamente aperto (rendimento spaziale, circolazione dell'atmosfera attorno alle immagini, ecc.).
Da Traiano agli Antonini

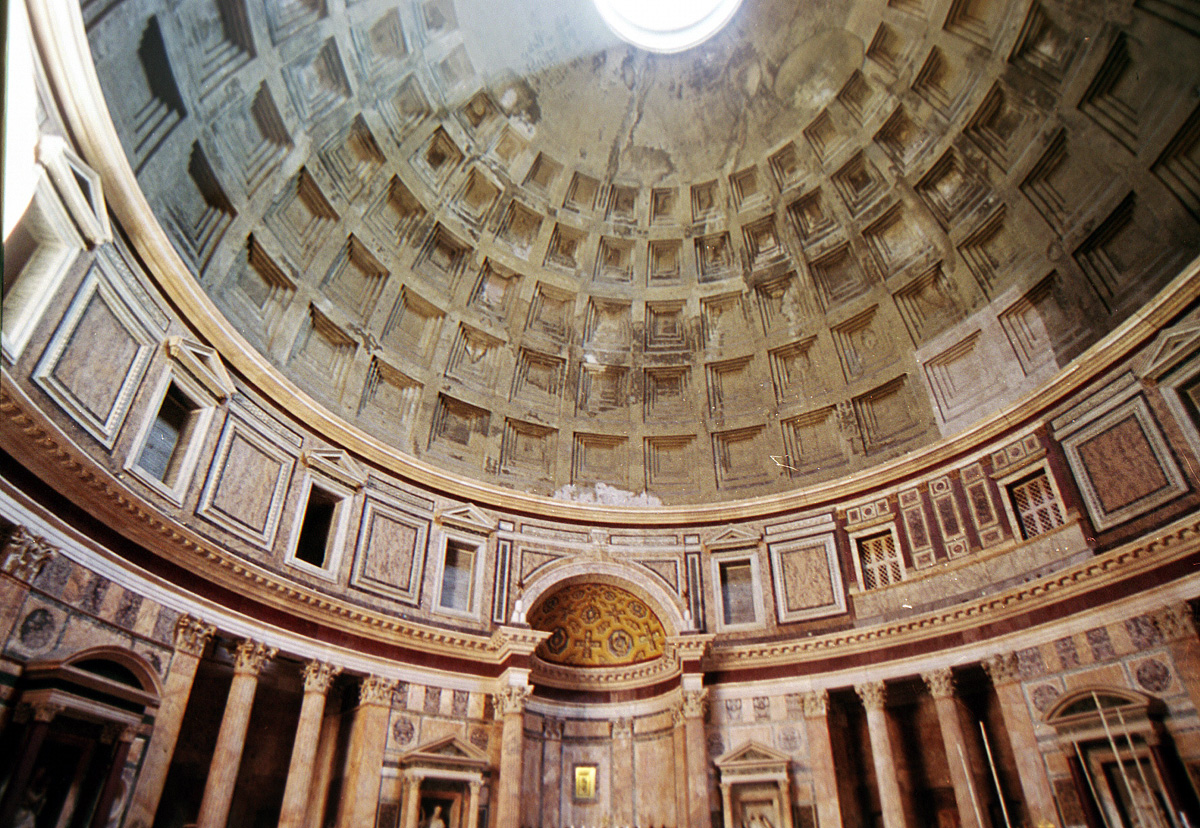
Interno del Pantheon a Roma

L'arte traianea (indicativamente dal 98 al 117), sviluppò ulteriormente le innovazioni dell'epoca flavia, arrivando a staccarsi definitivamente dal solco ellenistico, fino a una produzione autonoma. I rilievi della Colonna Traiana furono uno dei capolavori non solo della civiltà romana, ma dell'arte antica in generale. Con Traiano l'impero romano raggiunse la sua massima espansione. Ciò significò una nuova condizione di benessere per la società romana, che, sia a Roma sia nelle province, permise l'affermarsi di una vasta classe media, capace di esprimere le proprie esigenze e un proprio gusto anche in campo architettonico-artistico.
L'arte adrianea (indicativamente dal 117 al 138), il classicismo greco, ripreso da Augusto e superato all'epoca di Traiano, tornò nell'arte ufficiale, ma con un nuovo spirito, più nostalgico, romantico, intellettualmente raffinato. I fenomeni artistici dell'epoca di Adriano furono per lo più circoscritti, nella loro peculiarità stilistica, ai monumenti ufficiali o a quelli sorti nell'immediata influenza della corte imperiale, a differenza dei periodi immediatamente precedenti (epoca flavia e traianea), i quali interessarono invece più strati sociali e un territorio più vasto, per via delle mutate condizioni di vita della popolazione romana e provinciale. In questo periodo l'arte romana sviluppò un recupero classicista, legato al gusto e agli interessi del solo sovrano, uomo estremamente colto e raffinato, artista dilettante (pittore e architetto), poeta, letterato, filelleno nel sentimento e nell'indirizzo politico.
Con arte dei primi Antonini e arte nell'età di Commodo (cfr. dinastia degli Antonini, indicativamente dal 138 al 192), la scultura monumentale romana subì una svolta stilistica, che è stata definita "barocca": il marmo iniziò a essere lavorato sempre più col trapano corrente, creando solchi profondi e rilievi pronunciati e creando un chiaroscuro molto pronunciato: inizia a prevalere l'elemento coloristico su quello plastico, in un processo che fu ulteriormente sviluppato nell'arte tardoantica. Inoltre con Commodo la plasticità del rilievo si va dissolvendo a favore d'effetti ottici e illusionistici, mentre si tende a una nuova disposizione delle masse e viene accentuata l'espressività soprattutto nelle teste e nei movimenti.
III secolo

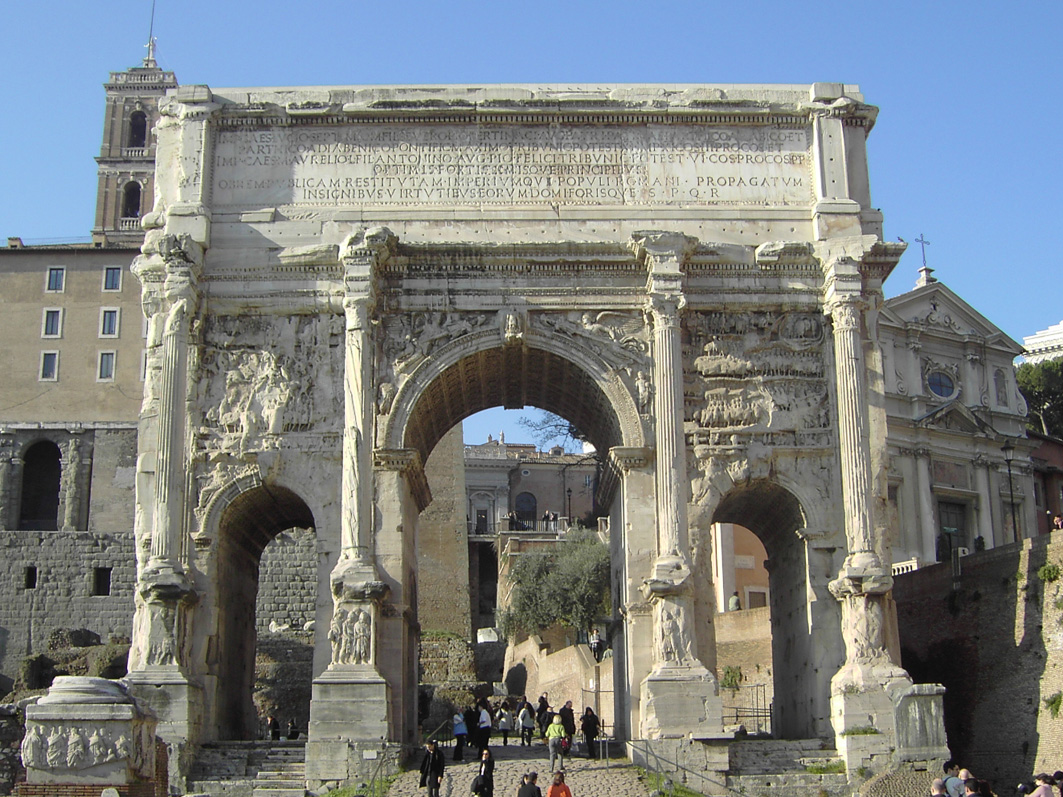
Roma, Arco di Settimio Severo

L'arte severiana della dinastia dei Severi (indicativamente dal 193 al 235), e quella successiva dell'anarchia militare (almeno fino a Gallieno, mancando personalità in grado di dare un'impronta durevole all'arte ufficiale romana e accomunabile all'arte severiana), arrivarono a comprendere così tutta la prima metà del III secolo. In questo periodo l'arte romana iniziò il processo che portò alla rottura dell'arte tardoantica, spartiacque tra arte antica e medievale. Alcune produzioni artistiche ufficiali videro la comparsa evidente di elementi tratti dall'arte plebea e provinciale, mentre in altri settori venne mantenuta in vita più a lungo la forma tradizionale di derivazione ellenistica, come nel ritratto, che proprio in questo periodo fiorì con capolavori di grande spessore psicologico.
L'arte dioclezianea e della tetrarchia rappresentò la produzione artistica all'epoca di Diocleziano e della sua tetrarchia (indicativamente dal 284 al primo decennio del IV secolo, quando Costantino I prese il potere e sconfisse i rivali ripristinando il sistema del sovrano unico). In questo periodo permasero alcune tendenze classicheggianti dell'età di Gallieno, come i rilievi attribuiti all'Arcus Novus del 294 con figure di Vittorie e barbari (Firenze, giardino di Boboli). La vera novità fu la moltiplicazione delle capitali imperiali,che furono, quindi, abbellite di importanti monumenti, anche in una sorta di gara tra i vari imperatori. Diocleziano a Nicomedia, in Bitinia, fece erigere senza dubbio edifici monumentali, ma malauguratamente i loro resti sono insignificanti e non sono mai stati studiati adeguatamente.
IV secolo

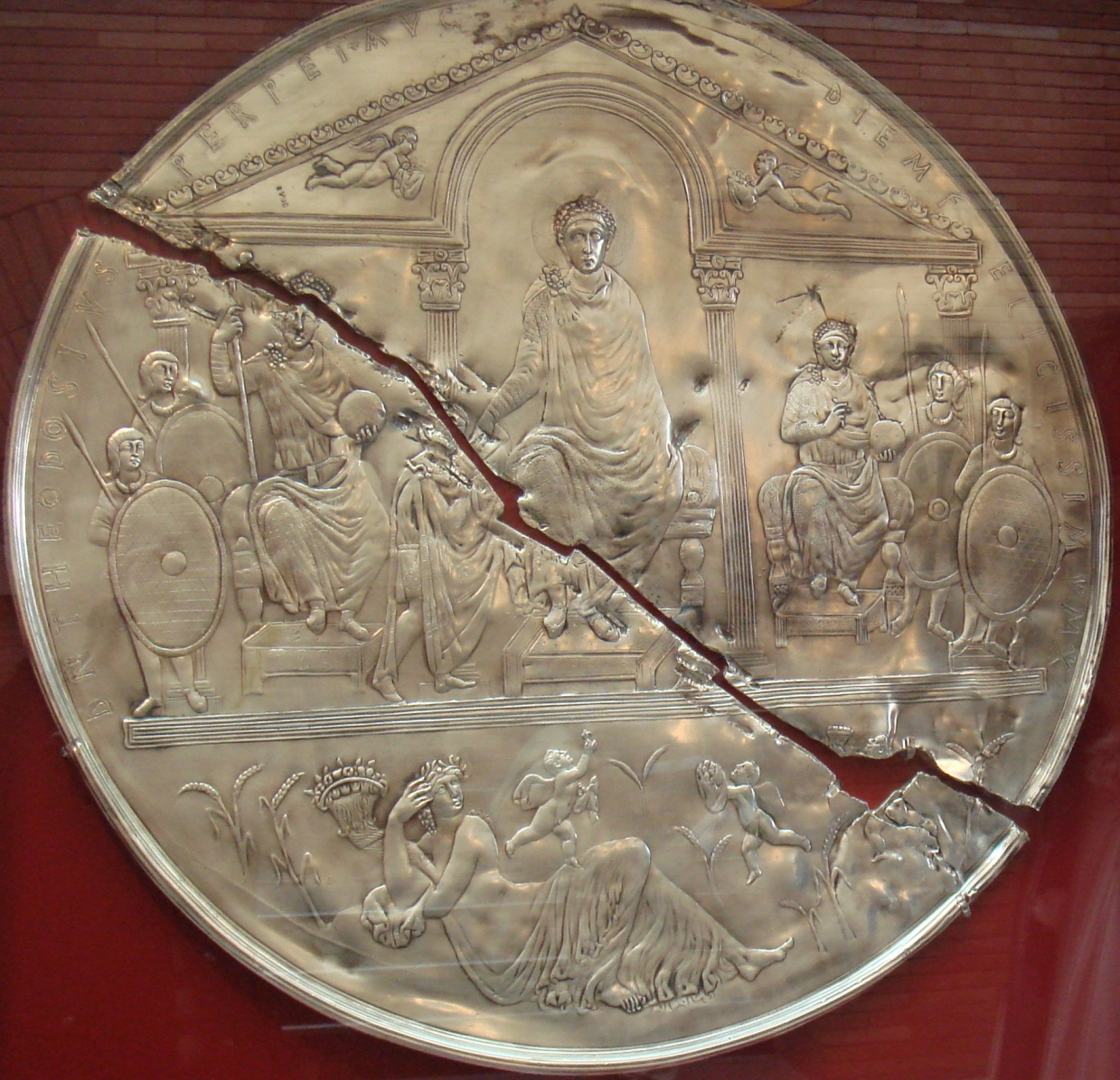
Missorio di Teodosio, datato 388

L'arte costantiniana, che si colloca nel IV secolo durante il dominio dell'imperatore Costantino I (indicativamente dal 312) al 337), rappresentò l'affermazione dello stile plebeo nell'arte ufficiale anche prodotta da Senato, soprattutto a partire dal fregio dell'Arco di Costantino. Ma accanto allo stile "plebeo" sopravvive la corrente espressionistica del III secolo (uso del trapano, accentuato chiaroscuro) e prende il via una corrente classicismo aulico ispirata all'arte augustea, la cosiddetta "rinascenza costantiniana".
L'arte teodosiana (indicativamente dal 379 al 450), sviluppò una corrente classicheggiante, dai toni aulici e preordinati a una precisa etichetta che dettava forme e contenuti, ancora più che nel precedente periodo dell'arte costantiniana. Le reminiscenze ancora presenti durante il regno di Anastasio I (491-518) sono considerate, forse erroneamente, uno stile tardo-teodosiano.
L'arte paleocristiana designa, invece, la produzione artistica dei primi secoli dell'era cristiana, compresa entro limiti di spazio e di tempo convenzionali: le testimonianze più importanti risalgono in genere al III-IV secolo, poi si inizia a parlare anche di arte dei singoli centri artistici: arte bizantina, arte ravennate, ecc. L'arte paleocristiana comunque si situa nell'orbita di Roma imperiale e ha il suo momento di massimo splendore fra i primi decenni del IV secolo e gli inizi del VI secolo, fino al 604, anno della morte di papa Gregorio I, tanto che l'ideale cristiano assunse, ai suoi inizi, le forme offerte dall'arte della tarda antichità. Una specifica iconografia cristiana si sviluppò solo gradualmente e in accordo col progredire della riflessione teologica.

### Architettura
I Romani adottarono il linguaggio esteriore dell'architettura greca, adattandolo ai propri scopi. La loro visione dello spazio era tuttavia radicalmente diversa da quella propria dei Greci e le forme architettoniche riflettono appieno queste differenze. La differenza principale è di carattere politico-sociale: la struttura greca era formata da una moltitudine di città-stato, spesso in conflitto tra loro; i Romani, invece, conquistavano i territori e li soggiogavano con il loro potere, per questo necessitavano di una serie di strutture pubbliche e di controllo (come le efficientissime strade romane o gli acquedotti).
Epoca repubblicana

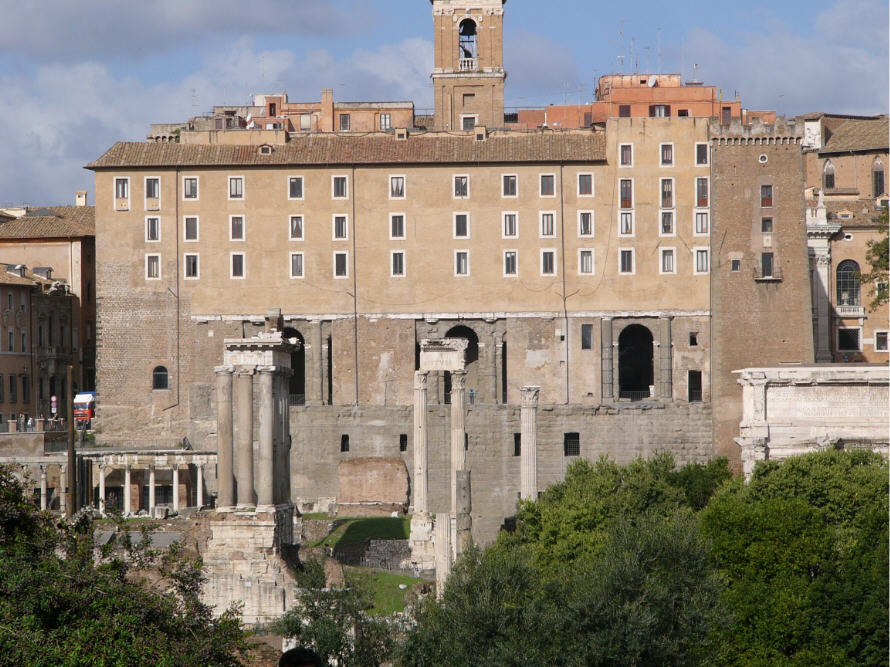
Resti del Tabularium (in secondo piano, sotto il palazzo dei Senatori)

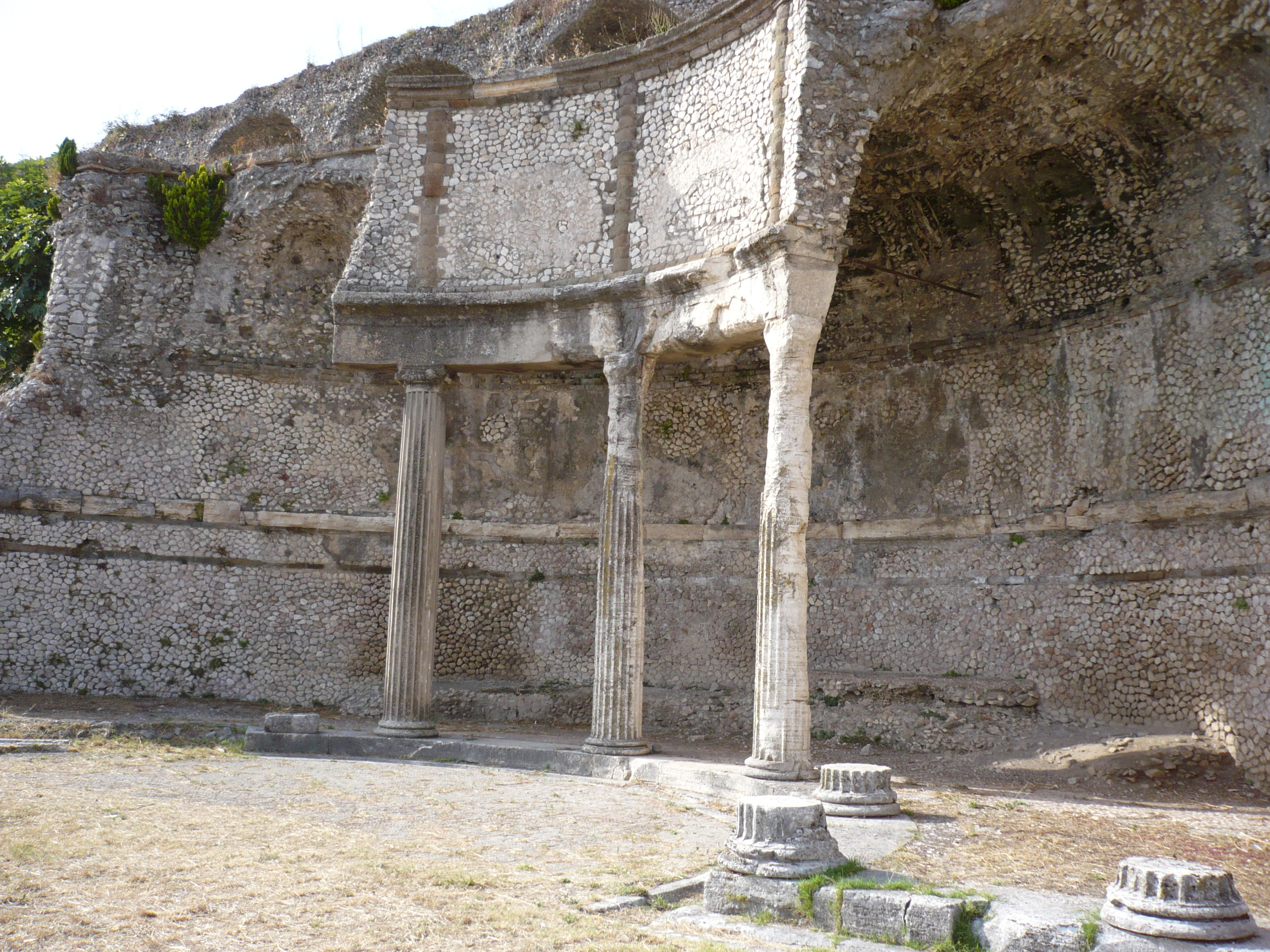
Esedra del santuario della Fortuna Primigenia a Palestrina

Al tempo di Silla le strutture lignee con rivestimento in terracotta di matrice etrusca, o quelle in tufo stuccato lasciarono definitivamente il passo agli edifici in travertino o in altre pietre calcaree, secondo forme desunte dall'architettura ellenistica, ma adattate a un gusto più semplice con forme più modeste. Già durante l'ellenismo si era arrivati a sollevare gli elementi architettonici dalla mera funzione statica, permettendo un uso decorativo che dava grande libertà agli architetti. Anche a Roma venne ripresa questa libertà, applicando a forme che non esistevano nel mondo ellenistico per funzione, tipo e tecnica muraria.
Al tempo di Ermodoro e delle guerre macedoniche erano sorti i primi edifici in marmo a Roma, che non si distinguevano certo per grandiosità. Lucio Licinio Crasso, parente del più famoso Marco Licinio Crasso, era stato poi il primo a usare il marmo anche nella decorazione della propria abitazione privata sul Palatino nel 100 a.C.
Dopo l'incendio dell'83 a.C. venne ricostruito in pietra il tempio di Giove Capitolino, con colonne marmoree venute da Atene e con un nuovo simulacro crisoelefantino di Giove, forse opera da Apollonio di Nestore. Risale al 78 a.C. la costruzione del Tabularium, quinta scenografica del Foro Romano che lo metteva in comunicazione col Campidoglio e fungeva da archivio statale. Vi si usarono semicolonne addossate sui pilastri dai quali partono gli archi, schema usato anche nel santuario di Ercole Vincitore a Tivoli.
I templi romani sillani sopravvissuti sono piuttosto modesti (tempio di San Nicola in Carcere, tempio B del Largo Argentina), mentre più importanti testimonianze si hanno in quelle città che subirono meno trasformazioni in seguito: Pompei, Terracina, Fondi, Cori, Tivoli e Palestrina. Particolarmente significativo è il santuario della Fortuna Primigenia a Palestrina, dove le strutture interne sono in opus incertum e le coperture a volta ricavate tramite gittate di pietrisco e malta pozzolana: queste tecniche campano-laziali definivano le strutture portanti della grande massa architettonica, mentre le facciate erano decorate da strutture architravate in stile ellenistico, che nascondevano il resto. Solo in un secondo momento anche le tecniche costruttive romane ebbero una forma stilistica che non richiedeva più la "maschera" esterna, permettendo uno sviluppo autonomo e grandioso dell'architettura romana.
Soprattutto in architettura si iniziò a manifestare quell'atteggiamento tipicamente utilitario dell'arte: le forme greche venivano interpretate secondo gli scopi specifici degli edifici, arrivando a diventare un semplice ornamento. Un'altra notevole differenza col mondo greco è nell'uso delle pareti: per i Greci la parete isodoma era innanzitutto strutturale; per i Romani, l'uso di mattoni e piccole pietre tenute insieme dalla malta (secondo un espediente più rapido ed economico) rendeva la parete una mera struttura per separare gli spazi. In questo sta una sostanziale differenza tra architettura greca e romana: la prima era un'arte di ritmi scanditi (si pensi alla disposizione canonica degli elementi architettonici sul piano verticale del tempio greco), la seconda era arte degli spazi (spazi interni ma anche spazi tra edifici, si pensi ai complessi dei fori nelle colonie romane).
L'urbanistica greca, intesa come rapporti tra edifici, nacque solo in epoca ellenistica (anteriormente gli edifici erano considerati come elementi a sé, completamente indipendenti rispetto agli edifici circostanti). Ma per i greci le relazioni tra edifici arrivavano a interessare le parti di un complesso, come singole masse individuali, mentre per i Romani esisteva anche il problema della vera e propria collocazione organica degli edifici nello spazio, come dimostra ad esempio il Foro di Pompei (100 a.C. circa), tra i migliori esempi superstiti di piazza romana circondata da eleganti portici e centrata prospetticamente sul tempio nel lato breve.
Al tempo di Cesare si ebbe la creazione del sontuoso Foro e tempio di Venere Genitrice, ma fu solo col restauro del tempio di Apollo Sosiano nel 32 a.C. che Roma ebbe per la prima volta un edificio di culto all'altezza dell'eleganza ellenistica.
Epoca imperiale

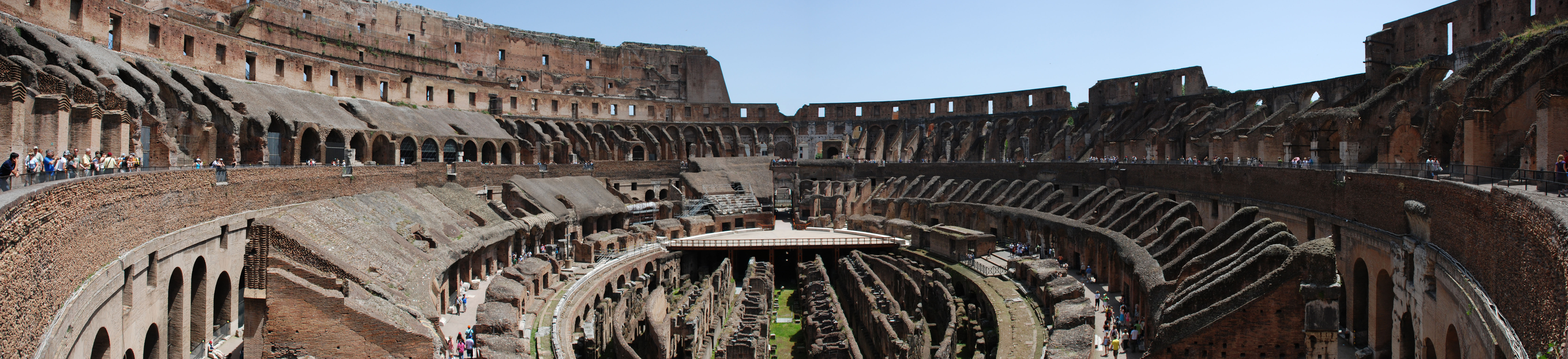
Interno del Colosseo oggi

Con il principato di Augusto ebbe inizio una radicale trasformazione urbanistica di Roma in senso monumentale. Nel periodo da Augusto ai Flavi si nota un irrobustirsi di tutti quegli edifici privi dell'influenza del tempio greco: archi trionfali, terme, anfiteatri, ecc. Nell'arco partico del Foro Romano (20 a.C. circa) nacque una forma ancora embrionale dell'arco a tre fornici. Risalgono a questo periodo i più spettacolari edifici per spettacoli: il teatro di Marcello (11 a.C.), l'arena di Pola, l'Arena di Verona, il teatro di Orange e poco dopo il Colosseo (inaugurato da Tito nell'80 e poi completato da Vespasiano). Quest'epoca fu fondamentale per lo sviluppo di tecniche nuove, che permisero ulteriori sviluppi delle articolazioni spaziali. Lo stesso arco di Tito è impostato secondo uno schema più pesante e compatto dei precedenti augustei, che si allontana sempre di più dall'eleganza di matrice ellenistica. Ma fu soprattutto con la diffusione delle cupole emisferiche (Domus Transitoria, Domus Aurea e ninfeo di Domiziano a Albano Laziale) e la volta a crociera (Colosseo), aiutata dall'uso di archi trasversali in laterizio che creano le nervature e dall'uso di materiale leggero per le volte (anfore). Inoltre venne perfezionata la tecnica della volta a botte, arrivando a poter coprire aree di grandi dimensioni, come la vasta sala (33 metri di diametro) del vestibolo domizianeo del Foro Romano.
Nella successiva epoca di Traiano, il suo principale architetto, Apollodoro di Damasco, completò la serie dei Fori imperiali di Roma, con il vastissimo Foro di Traiano, dalla pianta innovativa, priva di tempio all'estremità. Ancora più originale fu la sistemazione del fianco del colle Quirinale con i cosiddetti Mercati di Traiano, un complesso amministrativo e commerciale che si componeva di sei livelli articolati organicamente in uffici, botteghe e altro. La ricchezza ottenuta con le campagne militari vittoriose permise il rafforzarsi di una classe media, che diede origine a una nuova tipologia abitativa, con più abitazioni raggruppate in un unico edificio, sempre più simili alle ricche case patrizie.
Il successore, l'imperatore Adriano, era appassionato di cultura ellenistica. Fece edificare, prendendo parte alla progettazione, Villa Adriana a Tivoli, grandioso complesso architettonico e paesaggistico le cui architetture riprendono ecletticamente modelli orientali ed ellenistici. Fece inoltre ricostruire il Pantheon di Roma, con la cupola perfettamente emisferica appoggiata a un cilindro di altezza pari al raggio e pronao corinzio, uno degli edifici romani meglio conservati e il suo mausoleo, ora Castel Sant'Angelo, al Vaticano. In scultura tipici della sua epoca sono i ritratti di Antinoo, suo giovane amante morto in circostanze misteriose e da lui divinizzato con un culto ufficiale per tutto l'Impero.
A partire dalla crisi del III secolo, in architettura si affermarono costruzioni per scopi difensivi, come le mura aureliane o il Palazzo di Diocleziano (293-305 circa) a Spalato, provvisto di solide fortificazioni.

### Scultura

La Colonna di Traiano

La Colonna di Marco Aurelio

Già nei periodi imperiali la scultura romana era in continuo progresso: i volti sono rappresentati con realismo al contrario dell'arte greca basata soprattutto sul corpo. Ancora a differenza dell'arte greca classica la scultura romana non rappresenta solo la bellezza ideale ma anche le virtù morali.
Le prime sculture arcaiche erano in terracotta e adornavano secondo una caratteristica dell'arte etrusca gli antichi templi romani. Sono andate perdute, ma non dovevano essere molto diverse dalla scultura etrusca più famosa della stessa epoca, l'Apollo di Veio dello scultore Vulca, anch'essa parte di una decorazione templare (il santuario di Portonaccio a Veio). Anche la tipologia architettonica del tempio sul Campidoglio è di tipo etrusco: un alto podio con doppio colonnato sul davanti sul quale si aprono tre celle.
In epoca imperiale la scultura ebbe una grande produzione artistica, improntata a un classicismo finalizzato a costruire un'immagine solida e idealizzata dell'impero. Si recuperò, in particolare, la scultura greca del V secolo a.C., Fidia e Policleto, nella rappresentazione delle divinità e dei personaggi illustri romani, fra cui emblematici sono alcuni ritratti di Augusto come pontefice massimo e l'Augusto loricato, quest'ultimo rielaborato dal Doriforo di Policleto. L'uso di creare opere nello stile greco classico va sotto il nome di neoatticismo, ed è improntato a un raffinato equilibrio, che però non è esente da una certa freddezza di stampo "accademico", legata cioè alla riproduzione dell'arte greca classica idealizzata e priva di slanci vitali. Solo durante la dinastia giulio-claudia si ebbe un graduale attenuarsi dell'influenza neoattica permettendo la ricomparsa di un certo colore e calore nella produzione scultorea.
In epoca Flavia, non è ancora chiaro quanto fu determinante l'ispirazione al mondo ellenistico per superare la parentesi neoattica. In ogni caso nei rilievi nell'Arco di Tito (81 o 90 d.C.) si nota un maggiore addensamento di figure e, soprattutto, una consapevole disposizione coerente dei soggetti nello spazio, con la variazione dell'altezza dei rilievi (dalle teste dei cavalli a tutto tondo alle teste e le lance sagomate sullo sfondo), che crea l'illusione di uno spazio atmosferico reale.
Sotto Commodo si assistette a una svolta artistica, legata alla scultura. Nelle opere ufficiali, dal punto di vista formale si ottenne una dimensione spaziale pienamente compiuta, con figure ben collocate nello spazio tra le quali sembra "circolare l'atmosfera" (come negli otto rilievi riciclati poi nell'Arco di Costantino). Dal punto di vista del contenuto si assiste alla comparsa di sfumature simbolico-religiosi nella figura del sovrano e alla rappresentazione di fatti irrazionali. Questa tendenza è evidente nella Colonna di Marco Aurelio che, sebbene ispirata a quella Traiana, presenta molte novità: scene più affollate, figure più scavate, con un chiaroscuro più netto e, soprattutto, la comparsa di elementi irrazionali (Miracolo della pioggia, Miracolo del fulmine), prima avvisaglia di una società ormai in cerca di evasione da una realtà difficile, che di lì a poco, durante il successivo sfacelo economico e politico dell'impero, sarebbe sfociata nell'irrazionalismo anti-classico.
Le sculture ufficiali, per quanto valide esteticamente, avevano sempre intenti celebrativi, se non addirittura propagandistici, che in un certo senso pesavano più dell'astratto interesse formale. Ciò non toglie che l'arte romana fosse comunque un'arte "bella" e attenta alla qualità: la celebrazione imponeva scelte estetiche curate, che si incanalavano nel solco dell'ellenismo di matrice greca.
Senza considerare l'architettura e soffermandosi soprattutto sulla scultura, appare chiaro che in questo settore dell'arte romana, la creazione ex-novo, a parte alcune rare eccezioni (come la Colonna Traiana), non esiste, o per lo meno si limita al livello più superficiale del mestierante. Manca quasi sempre una cosciente ricerca dell'ideale estetico, tipica della cultura greca. Anche il momento creativo che vide la nascita di una vera e propria arte "romana", tra la metà del II secolo a.C. e il secondo triumvirato, fu dovuto in massima parte alle ultime maestranze greche e italiote, nutrite di ellenismo. Non a caso il fenomeno delle copie è giunto fino a oggi in massima parte per la scultura.
Il rilievo storico
Il rilievo storico fu la prima vera e propria forma d'arte romana. Si sviluppò nel tardo periodo repubblicano, nel I secolo a.C. e, come per il ritratto romano, si formò dalla congiunzione del naturalismo ellenistico nella sua forma oggettiva, con i rilievi dell'arte plebea, una corrente legata sia alla mentalità civile sia al rito religioso dei Romani, e si ha così il suo lo sviluppo.
Di questo stile i primi esempi che lo descrivono sono ben riassumibili nel piccolo fregio trionfale del tempio di Apollo Sosiano, semplice e incisivo, riferito appunto al trionfo di Gaio Sosio del 34 a.C., ma forse di esecuzione più tarda del 20-17 a.C., simile anche a quello successivo dell'altare al centro dell'Ara Pacis. Per questo stile è buon uso ricordare la formula ogni genere letterario per metro diverso, quindi ogni genere corrisponde a uno stile diverso, causa la sua equità strutturale nel tempo.
Interessante è anche il fregio che doveva adornare un altare molto simile a quello dell'Ara Pacis, trovato sotto al "Palazzo della Cancelleria" e ora Musei Vaticani, la cosiddetta base dei Vicomagistri (30-50 d.C.): vi si legge di una processione per un sacrificio, dove si vedono gli animali, gli assistenti sacerdoti e i musicanti. Qui con lo scorcio delle trombe e la posizione dei suonatori di dorso, si ha uno dei pochi esempi di dilatazione spaziale: il fondo non esiste, è uno spazio libero, entro al quale le figure si muovono.

### Pittura

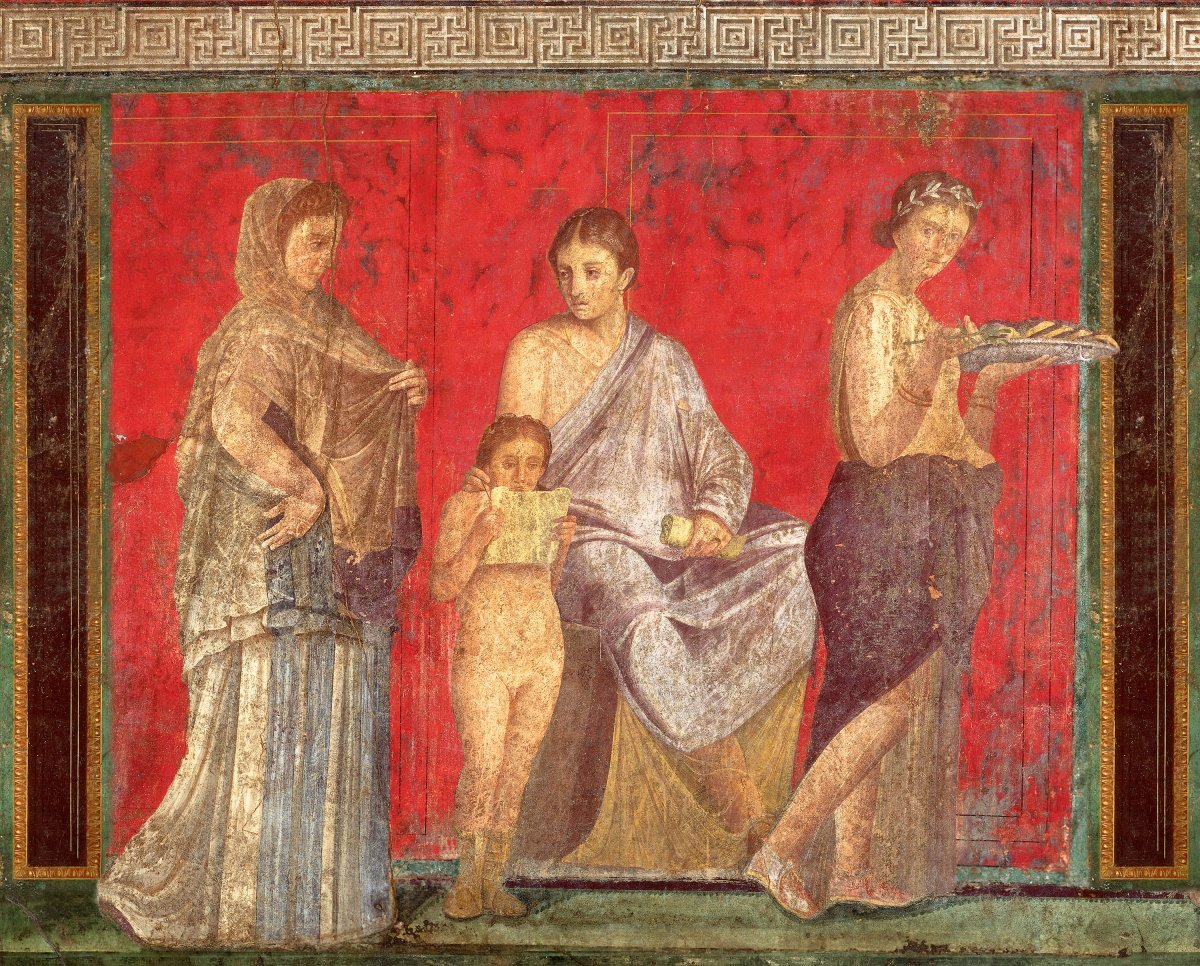
Affresco dalla Villa dei Misteri

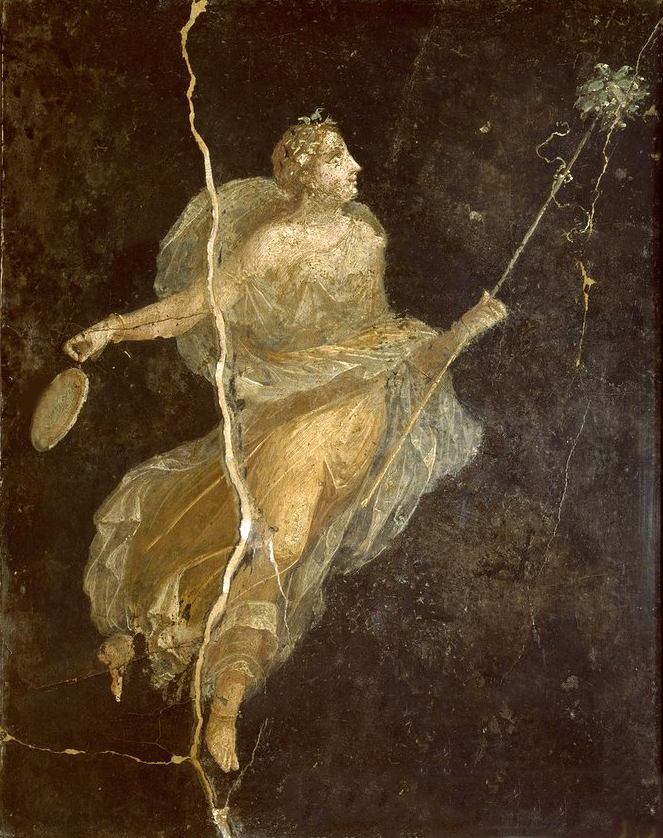
Menade, da Ercolano

La pittura romana è una delle scuole pittoriche che meglio si sono tramandate, nella generale rovina della pittura antica. I Romani assimilarono in larga parte dall'altissima civiltà pittorica greca, imitandone i modelli e le tecniche e creando innumerevoli copie che, come è successo per la scultura, spesso permettono di conoscere con una certa approssimazione gli originali.
La straordinaria conoscenza della pittura romana è dovuta soprattutto alle uniche condizioni di preservazione delle città vesuviane di Pompei, Ercolano e Stabia, dove sono stati ritrovati enormi quantitativi di pitture, soprattutto affreschi parietali. Le pitture pompeiane sono databili tra il II secolo a.C. e la data dell'eruzione, il 79 d.C.
Un altro grande serbatoio di pitture romane sono i ritratti su tavola delle mummie di Fayyum in Egitto, databili tra la fine del I secolo a.C. e la metà del III secolo d.C. Ma la stessa Roma ha preservato alcuni notevoli esempi di pitture, spesso analoghe agli esemplari pompeiani ma più antiche, confermando come i modelli venissero innanzitutto elaborati nella capitale e da qui si diffondessero nelle province.

## L'eredità della civiltà romana

### Impero bizantino

Impero al tempo di Giustiniano I nel 550

Mentre l'Impero d'Occidente declinò durante il V secolo, il più ricco Impero d'Oriente continuò a esistere per oltre un millennio, con capitale Costantinopoli. In quanto incentrato sulla città di Costantinopoli, gli storici moderni lo chiamano «Impero bizantino», anche per distinguerlo dall'Impero romano classico, incentrato sulla città di Roma. Tuttavia gli Imperatori bizantini e i loro sudditi non si definirono mai tali ma continuarono a fregiarsi del nome «Romani» fino alla caduta dell'Impero, quando ormai non avevano più nulla di romano, se non il nome, le aspirazioni irrealizzabili di grandezza e l'eredità diretta dell'impero romano. Il termine «bizantino» è molto più recente, e fu coniato da Hyeronimus Wolff (1516-1580) per poi essere ripreso da Du Cange (1610-1688), quasi due secoli dopo la caduta dell'Impero (1453); il termine venne poi reso popolare dagli storici illuministi, che disprezzavano l'Impero.
Come gli imperatori romani dell'Antichità, gli imperatori bizantini si consideravano sovrani universali. L'idea che in tutto mondo vi fosse un solo impero (quello romano) e una sola Chiesa sopravvisse al collasso della parte occidentale dell'Impero. Benché l'ultimo serio tentativo di riconquista dei territori occidentali fosse costituito dalle guerre di Giustiniano I nel VI secolo, che vide l'effimera riconquista imperiale di Italia e Africa, essa continuò a rimanere per secoli una delle aspirazioni degli imperatori bizantini. A causa delle costanti minacce sui fronti orientale e settentrionale, che costrinsero i Bizantini a trascurare la difesa delle loro province occidentali, i territori riconquistati da Giustiniano furono gradualmente perduti. Nonostante ciò, la loro aspirazione all'impero universale era riconosciuta dalle autorità temporali e religiose nell'Occidente, benché la sua effettiva restaurazione apparisse irrealizzabile. I re visigoti e franchi nel V e VI secolo riconobbero la superiorità gerarchica e morale dell'Imperatore, ricevendo in cambio titoli e cariche onorifiche prestigiose che garantivano una posizione nell'ordine mondiale percepito all'epoca. Fino alla metà dell'VIII secolo l'Impero bizantino era considerato il legittimo "Impero romano" anche dagli europei occidentali. Fu solo in seguito all'alleanza del Papato con i Franchi, che sfociò nell'incoronazione di Carlo Magno a Imperatore dei Romani nel Natale 800, che coloro che fino a poco tempo prima nelle fonti occidentali erano definiti Romani diventarono Graeci e il loro impero Imperium Graecorum.
L'Impero bizantino cadde nel 1453, conquistato dagli Ottomani. Dando per vera la data tradizionale della fondazione di Roma, lo stato romano durò dal 753 a.C. al 1461, anno in cui cadde l'Impero di Trebisonda (ultimo frammento dell'Impero bizantino che sfuggì alla conquista Ottomana nel 1453), per un totale di 2214 anni.

### Impero carolingio e Sacro Romano Impero

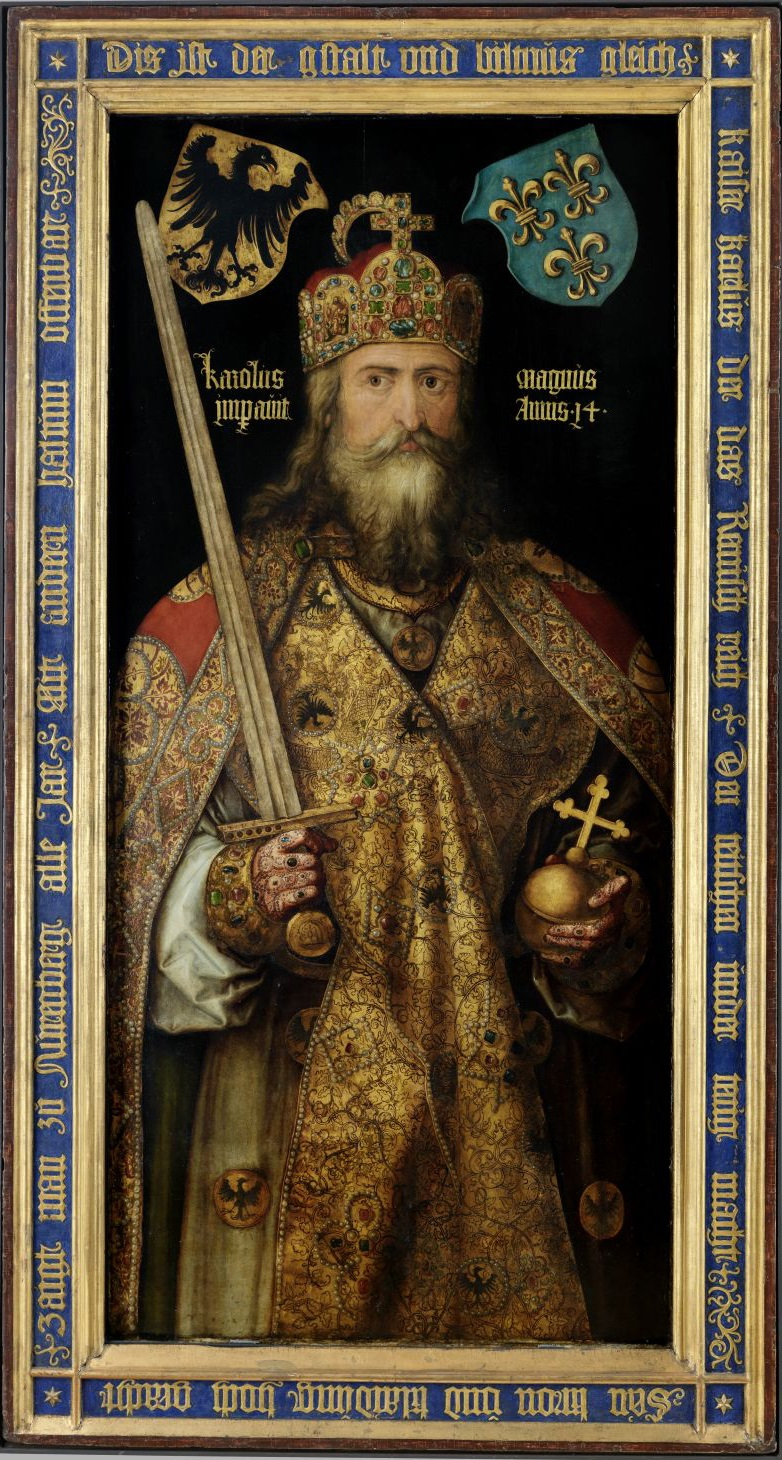
Erede dell'Impero romano fu Carlo Magno

Oltre all'Impero bizantino, unico e legittimo successore dell'Impero romano dopo la caduta della sua parte occidentale, varie altre entità statuali ne rivendicarono l'eredità, in contrasto con l'idea che in tutto mondo vi fosse un solo impero (quello romano) e una sola Chiesa. La prima fu il Sacro Romano Impero, inizialmente un grande progetto di ricostituzione dell'impero in Occidente, che fu fondato il giorno di Natale dell'800 allorché papa Leone III incoronò il re dei Franchi Carlo Magno imperatore dei Romani. La seconda fu l'Impero ottomano. Quando gli Ottomani conquistarono Costantinopoli nel 1453, Maometto II stabilì nella città la propria capitale e si autoproclamò "Qaysar-i-rum", ovvero Imperatore romano. Maometto II compì anche un tentativo di impossessarsi dell'Italia in modo da "riunificare l'impero", ma gli eserciti papali e napoletani fermarono l'avanzata ottomana verso Roma a Otranto nel 1480. Il terzo a proclamarsi erede dell'Impero dei Cesari fu l'Impero russo che, nel XVI secolo, ribattezzò Mosca, centro del potere zarista, la "Terza Roma" (essendo Costantinopoli considerata la seconda).
In storiografia la disputa tra gli imperi rivali per il titolo di legittimo "impero romano" (o "universale") prende il nome di "problema dei due imperatori" (dal tedesco Zweikaiserproblem). Esso ebbe origine nel natale 800 allorquando il re dei Franchi Carlo Magno venne incoronato Imperatore dei Romani da Papa Leone III che attuò così una translatio imperii dai Greci ai Germani. In seguito Ottone I, nel X secolo, trasformò una parte del vecchio impero carolingio nel Sacro Romano Impero. I Sacri Romani Imperatori si consideravano, come i bizantini, i continuatori dell'Impero romano, grazie all'incoronazione papale, anche se da un punto di vista strettamente giuridico l'incoronazione non aveva basi nel diritto di allora; i bizantini però erano allora governati dall'Imperatrice Irene, illegittima agli occhi degli occidentali, tale da giustificare il "colpo di mano". Nel corso dei secoli, la disputa per il titolo imperiale avrebbe costituito uno dei principali punti di attrito nei rapporti diplomatici tra i due imperi, anche se raramente ebbe come conseguenza scontri militari, anche a causa della distanza geografica che separava i due stati. Nell'812, con il trattato di Aquisgrana, Bisanzio riconobbe all'Imperatore carolingio il titolo di Imperatore ma non di Imperatore dei Romani. Il Sacro Romano Imperatore era considerato dai Bizantini l'imperatore (o re) dei Franchi e successivamente re di Germania, mentre le fonti occidentali attribuivano all'Imperatore bizantino il titolo di imperatore (o re) dei Greci o imperatore di Costantinopoli. A complicare la situazione, il titolo imperiale fu occasionalmente rivendicato dai sovrani bulgari e serbi, portando a conflitti militari con Bisanzio. In seguito alla caduta di Costantinopoli del 1453, che pose fine alla millenaria storia dell'Impero bizantino, a contendere il titolo di imperatore universale agli Imperatori del Sacro Romano Impero furono i sultani ottomani e gli zar di Russia.
Il Sacro Romano Impero conobbe il suo periodo di massimo splendore nell'XI secolo quando, insieme al papato, era una delle due grandi potenze della società medioevale nell'Europa occidentale. Già sotto Federico Barbarossa e le vittorie dei Comuni, l'Impero prese la via del declino, perdendo il reale controllo del territorio, soprattutto in Italia, a favore delle varie autonomie locali. Comuni, signori e principati comunque continuarono a vedere l'Impero come un sacro ente sovranazionale dal quale trarre legittimità formale del proprio potere, come testimoniano i numerosi diplomi imperiali concessi a caro prezzo. Dal punto di vista sostanziale l'Imperatore non aveva alcun'autorità e la sua carica, se non ricoperta da individui di particolare forza e determinazione, era prettamente simbolica.
Nel 1648, con la Pace di Vestfalia, fu riconosciuta ai principi feudali la piena sovranità territoriale e il diritto di stringere alleanze, purché non fossero contro l'Imperatore. Il Sacro Romano Impero si era ormai ridotto a semplice confederazione di Stati de facto indipendenti. Esso continuò comunque a esistere formalmente fino al 1806, quando l'imperatore francese Napoleone Bonaparte obbligò l'Imperatore Francesco II a sciogliere il Sacro Romano Impero e a diventare Imperatore d'Austria.

### Chiesa cattolica
Anche la Chiesa cattolica preservò certi aspetti dell'Impero romano. Per esempio la lingua latina oppure le divisioni territoriali della chiesa (diocesi), che esistevano già nell'Impero romano.
La Chiesa, inoltre, conservò alcuni aspetti della civiltà spirituale romana e li diffuse.